# 太子站襲擊事件的紀念活動
太子站襲擊事件的紀念活動，是指紀念太子站襲擊事件的一系列活動。

### 9月2日
9月2日傍晚起，陸續有市民在太子站外擺放鮮花及撒溪錢。到晚上9時左右，約200多名示威者在車站出入口聚集，悼念懷疑被襲擊死亡的市民及紀念在831警方無差別打人事件中受傷的民眾，不時高喊攬炒（「攬炒」是兩敗俱傷、玉石俱焚的意思）等口號，另有示威者用噴漆噴站內的閉路電視鏡頭。
在獻花之後，部份民眾隨後又到旺角警署外，對著警察大罵，並用雷射筆照向警署及投擲雞蛋。警方在晚上10時18分舉起橙旗，10時半，大批防暴警察在警署外戒備，速龍小隊也趕到現場，要求集結者儘速離開。晚上11時半左右，警方施放催淚彈，並逮捕6至7名示威者。據蘋果日報報道，有市民僅向防暴警察喊「太子唔歡迎你」（太子不歡迎你），警察便作出拘捕行動，該名人士不斷大喊，指自己沒有做錯。另一名青年喊「阿Sir，你係咪跌咗嘢，係咪跌咗良心？」（警察，你是不是掉了東西，是不是掉了良心？）後，被警員以警棍擊打並按在地上，導致頭部流血，最後涉嫌在公眾地方擾亂公共秩序拘捕。另外也有急救員表示，警察突然驅散前面的記者、急救員、穿反光衣人士，自己也遭警察以警棍攻擊、噴胡椒噴霧，甚至聽到槍聲。一開始示威者並未有暴力舉動，也未有對峙狀態，但有警察不斷在推擠記者。在旺角警署外，有警察突然把一名女子按在地上，有人看到後上前關心。不過警方在沒有作出警告下，突向記者噴胡椒噴霧及發射催淚彈，現場隨即陷入一片混亂。Now新聞台攝影師被警員推跌受傷，而中大學生報攝影記者亦推倒在地，手部流血及相機鏡頭損壞。直至9月3日凌晨約1時左右，已有11人被逮捕。

### 9月3日
市民發起「三罷」行動，一名22歲副學士畢業生晚上在太子站用噴漆損壞一部八達通查閱機、兩部八達通增值機及3部八達通售票機，被港鐵職員從閉路電視發現被告。警方到場後將他制伏並拘捕，搜出彈弓及金屬彈珠等物件。被告早前承認刑事損壞、管有物品意圖摧毁財產及在公眾地方管有攻擊性武器共3罪。到2020年10月7日，主任裁判官羅德泉表示被告攜帶有嚴重殺傷力武器，並且計劃及預謀行動。最後被判囚一年，並須賠償15,156元予港鐵。

### 9月6日

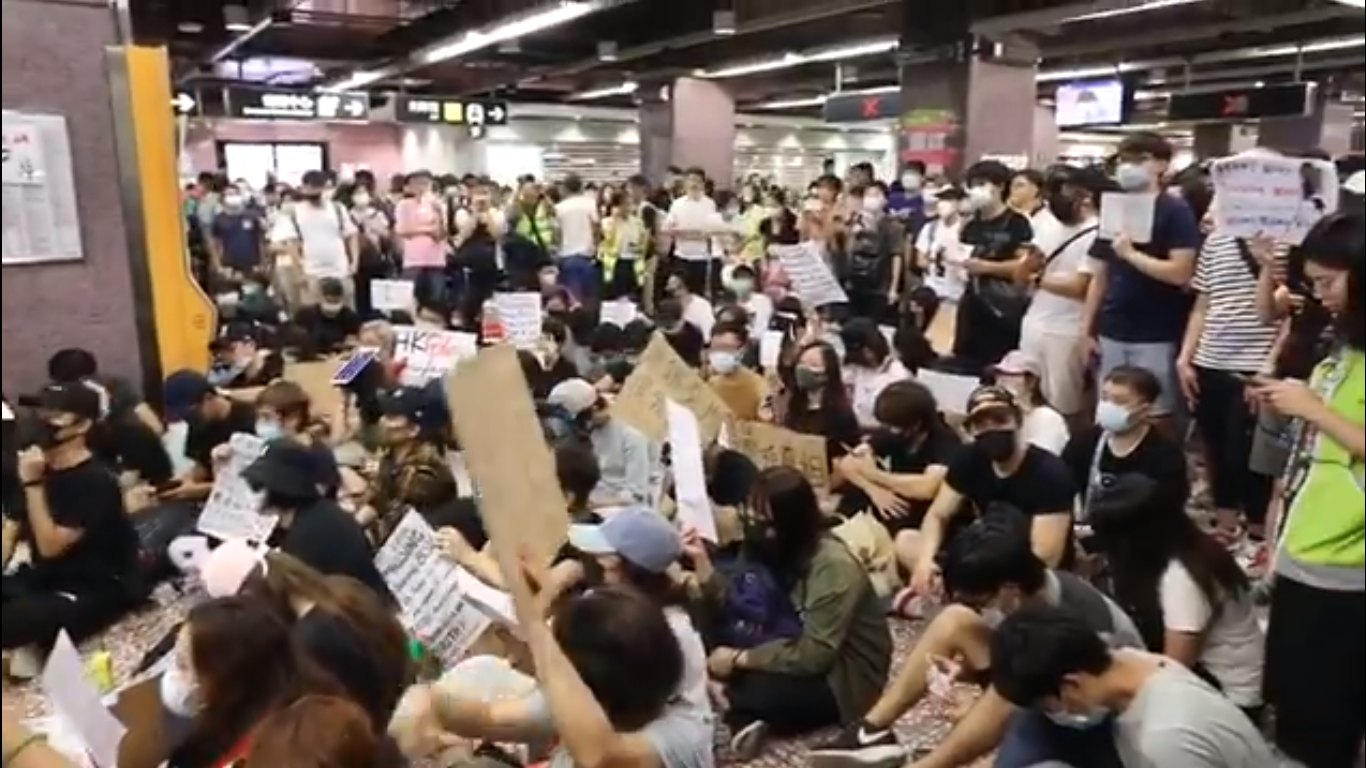
多名市民到太子站聲援並與港鐵交涉，部分人加入跪地或靜坐

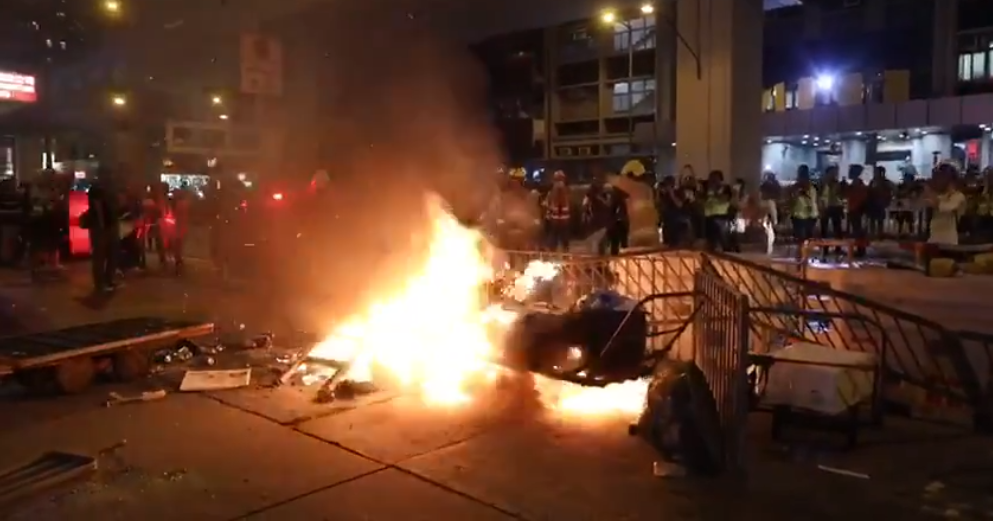
示威者於西洋菜南街馬路焚燒雜物

由於有傳港鐵將於當晚刪除太子站襲擊事件期間月台閉路電視片段，早上約7時，一名身穿黑衣少女於太子站站長室外下跪，希望港鐵公開片段。其後多人到場聲援並與港鐵交涉，部分人加入跪地或靜坐，亦有人高叫口號。港鐵回覆查詢時稱會保留有關片段三年。
下午5時許，港鐵因應人群聚集宣布將會關閉太子站。人群離開太子站，但繼續於附近道路聚集。一名白衣男子被包圍，懷疑被毆打，頭破血流，警員將其護送進入警署。有現場人士稱該男子一度持刀。傍晚時分，繼續有市民到場，並佔據太子道西和西洋菜南街部分行車線，亦堵塞彌敦道南行線，並以雷射光照向旺角警署和向警署投擲物件。
晚上約8時，示威者防線退至彌敦道，來回行車線均被堵塞。有示威者破壞交通燈。約9時，警方以布袋彈、胡椒彈、催淚彈等驅散旺角警署外示威者。大批防暴警察繼而沿彌敦道向南推進，並施放催淚彈，示威者於西洋菜南街和彌敦道焚燒雜物和設置路障。約10時，示威者破壞旺角站內閘機和售票機。約11時，油麻地站地面玻璃、燈箱和升降機亦被破壞，D出口被雜物封閉。港鐵其後宣布荃灣線美孚至中環服務暫停。另外，旺角街市附近晚上約11時發生傷人事件，一名男子手持菜刀和鐵通衝向示威者，混亂中數人被割傷。示威者追至懷疑涉案單位，以硬物撞破木門。

### 毋忘8.31行動

3時30分，近100名軍裝警員進入商場高層進行清場

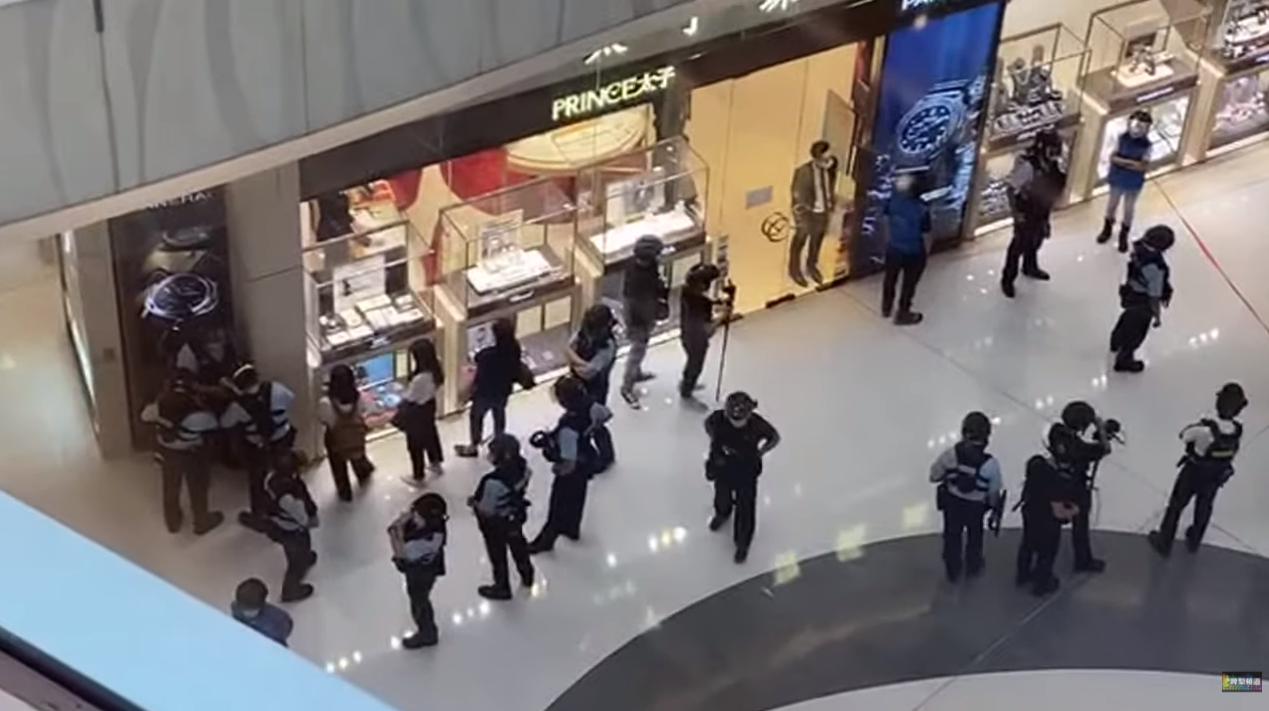
市民在MOKO新世紀廣場地下被警員票控

2020年8月30日下午2時30分，網民發起在旺角MOKO新世紀廣場舉行毋忘8.31行動，到3時30分，接近100名軍裝警員衝入商場，在各層拉起封鎖線並截查多人，共票控11人。有身穿黑衣的母親提醒警員「你支槍唔好掂到我個仔」後，一名「白衫」警員向母子3人發告票稱違限聚令，母親表示攜有兒女出世紙，可以證明是一家人，但警員以「咁好準備（出世紙）呀，死曱甴！」譏諷母親。下午近5時起，有市民在朗豪坊高叫反修例口號。一名男子對參與人士感到不滿，一度沒有戴上口罩，其後由保安和便衣警員帶離商場。到傍晚6時，近100名軍裝警員由旺角綜合大樓天橋進入商場進行清場，共票控15人涉嫌違反限聚令。而當日合共有29人被警方發出限聚令告票。

另外，警方在旺角站拘捕兩名男子，涉嫌管有仿製火器及違禁武器。

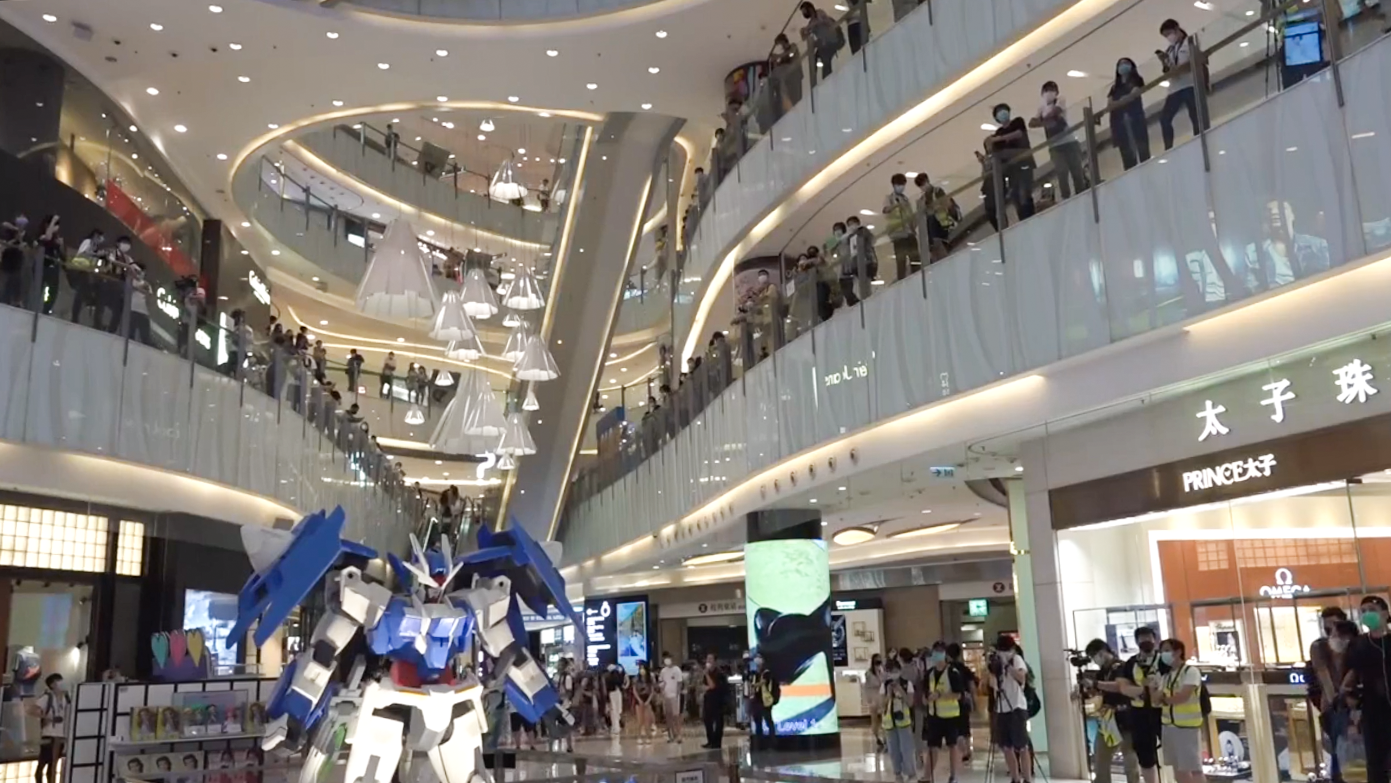
參與人士在MOKO新世紀廣場中庭逗留
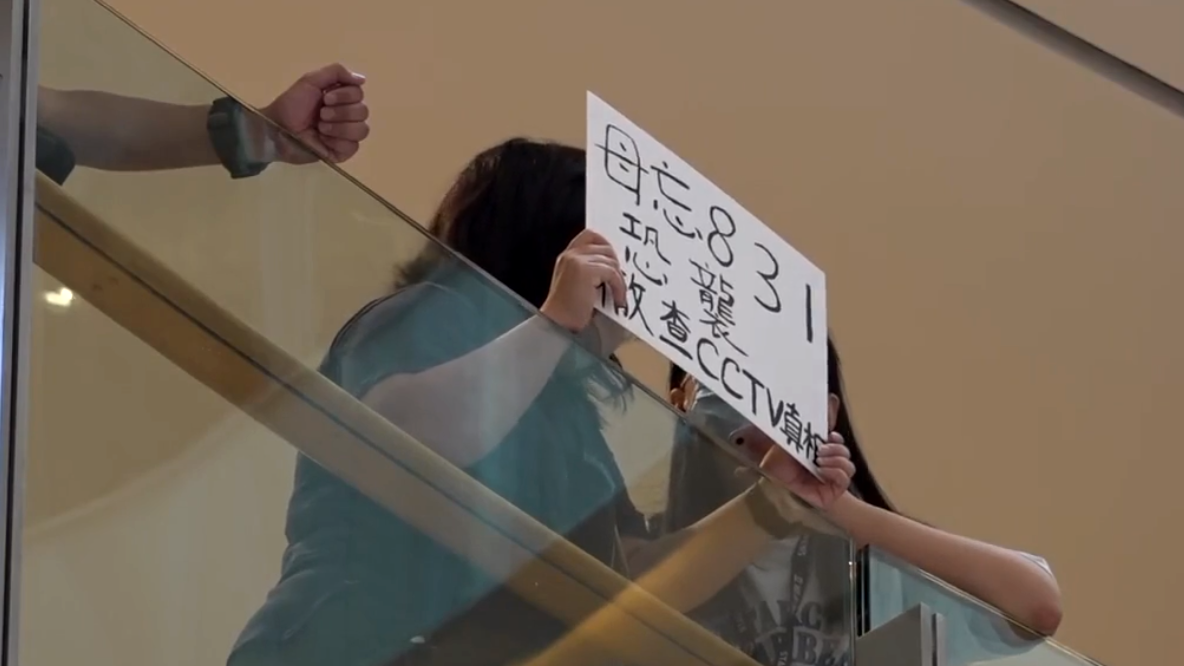
參與人士在MOKO新世紀廣場舉起「毋忘831 恐襲」
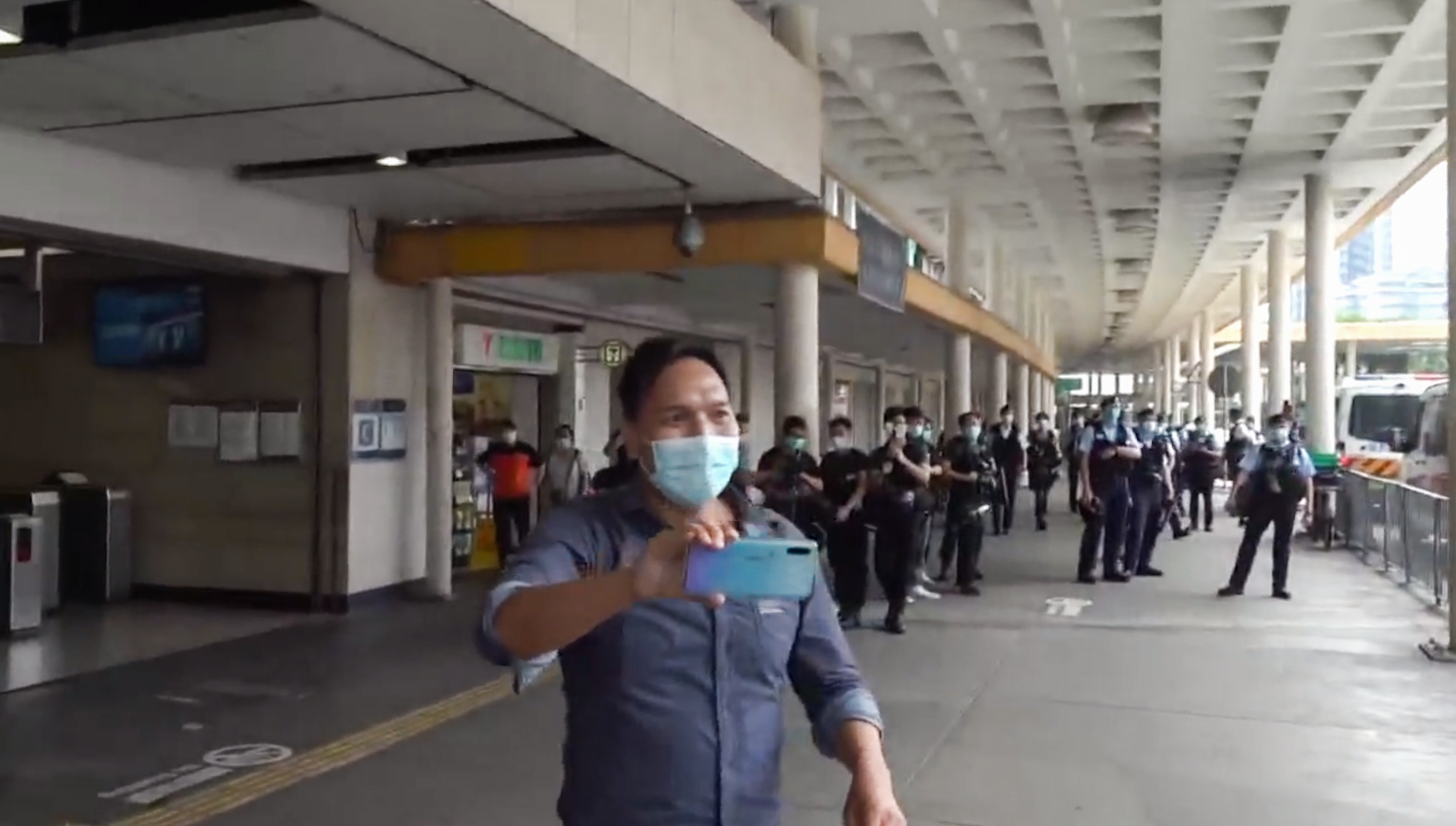
石房有「大波Man」一度到場
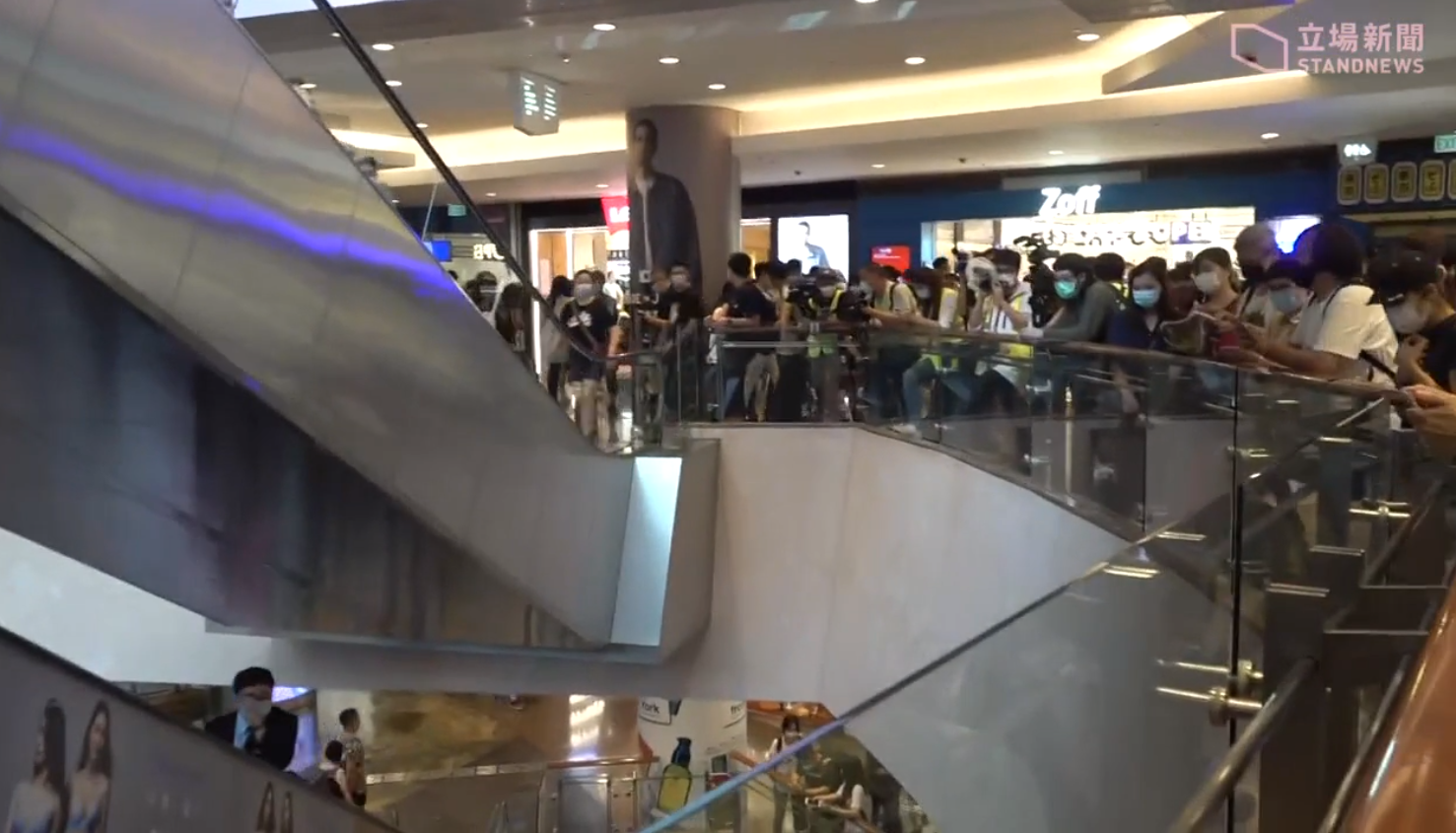
有市民在朗豪坊高叫反修例口號
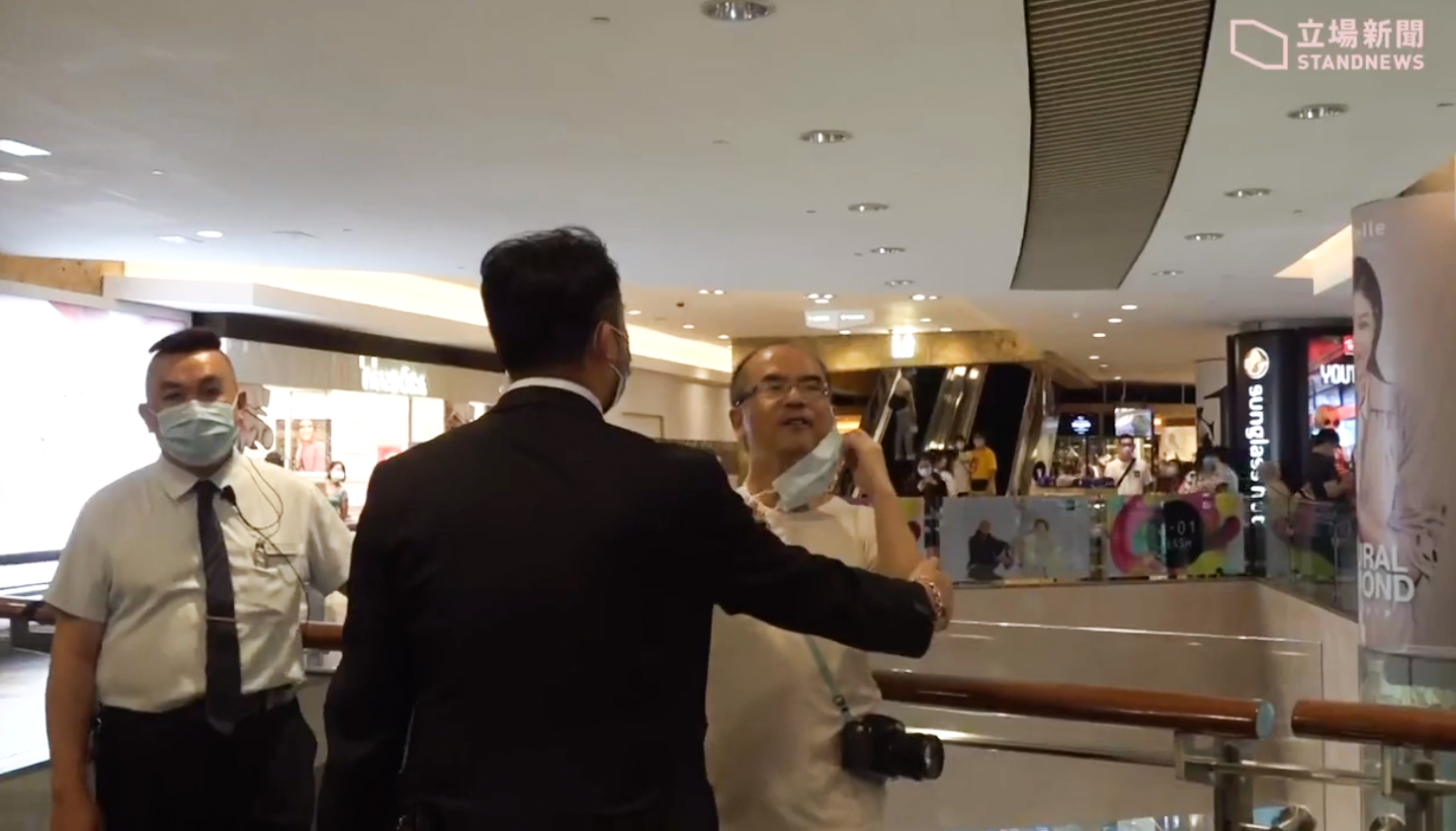
一名男子對參與人士感到不滿，一度沒有戴上口罩，其後由保安和便衣警員帶離商場
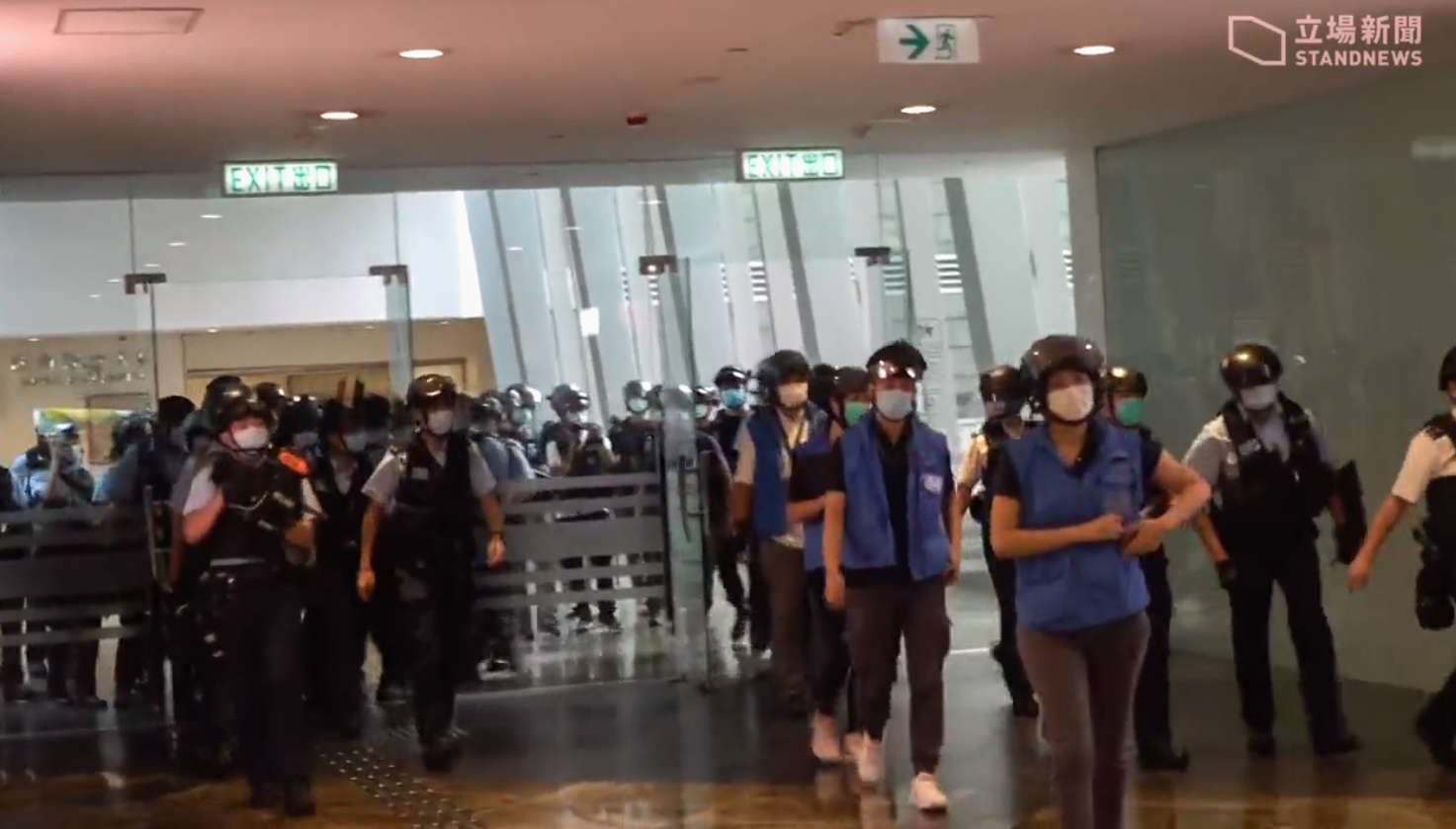
傍晚6時，近100名軍裝警員由旺角綜合大樓天橋進入商場進行清場
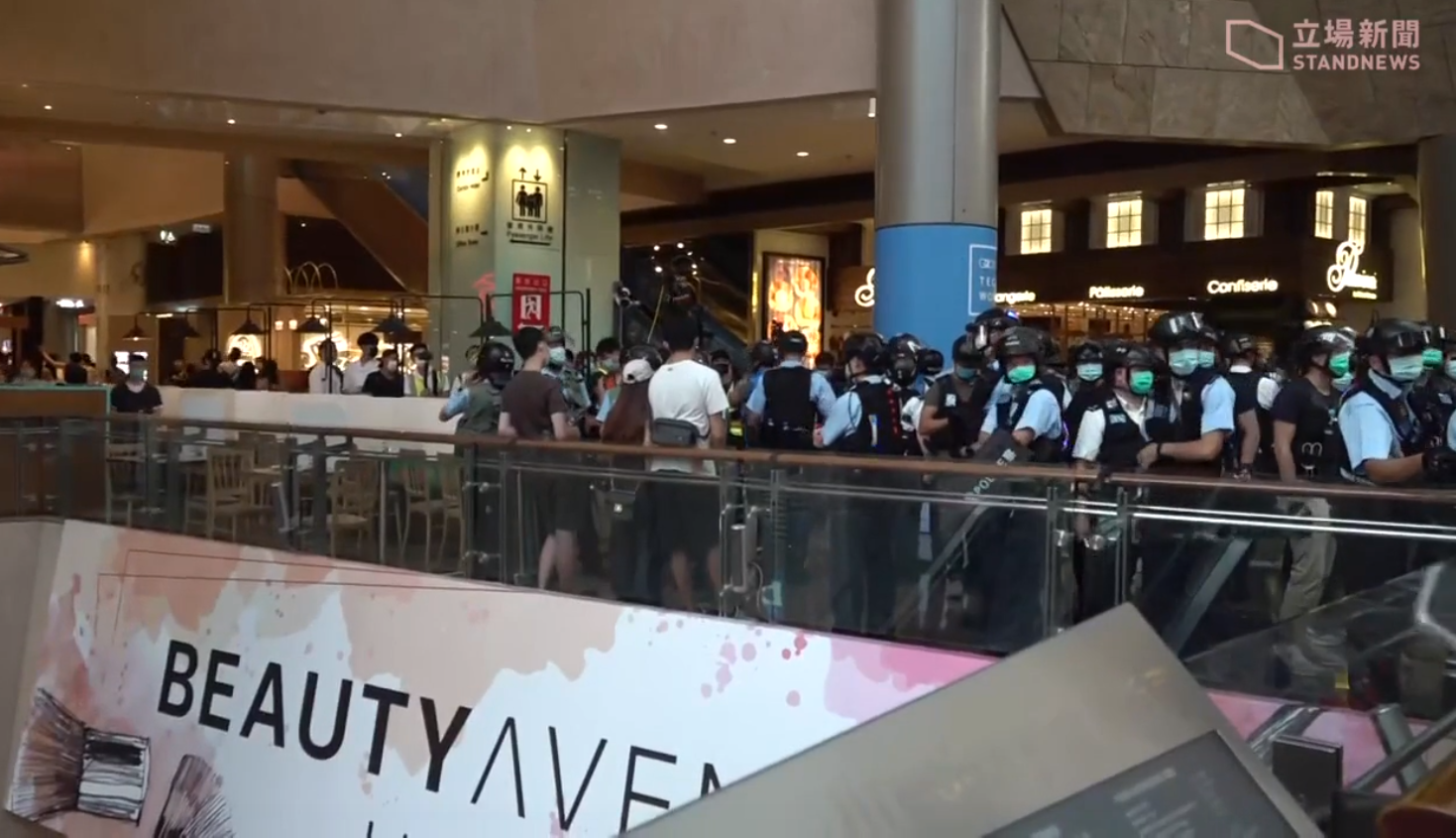
有3人在4樓通天廣場被票控
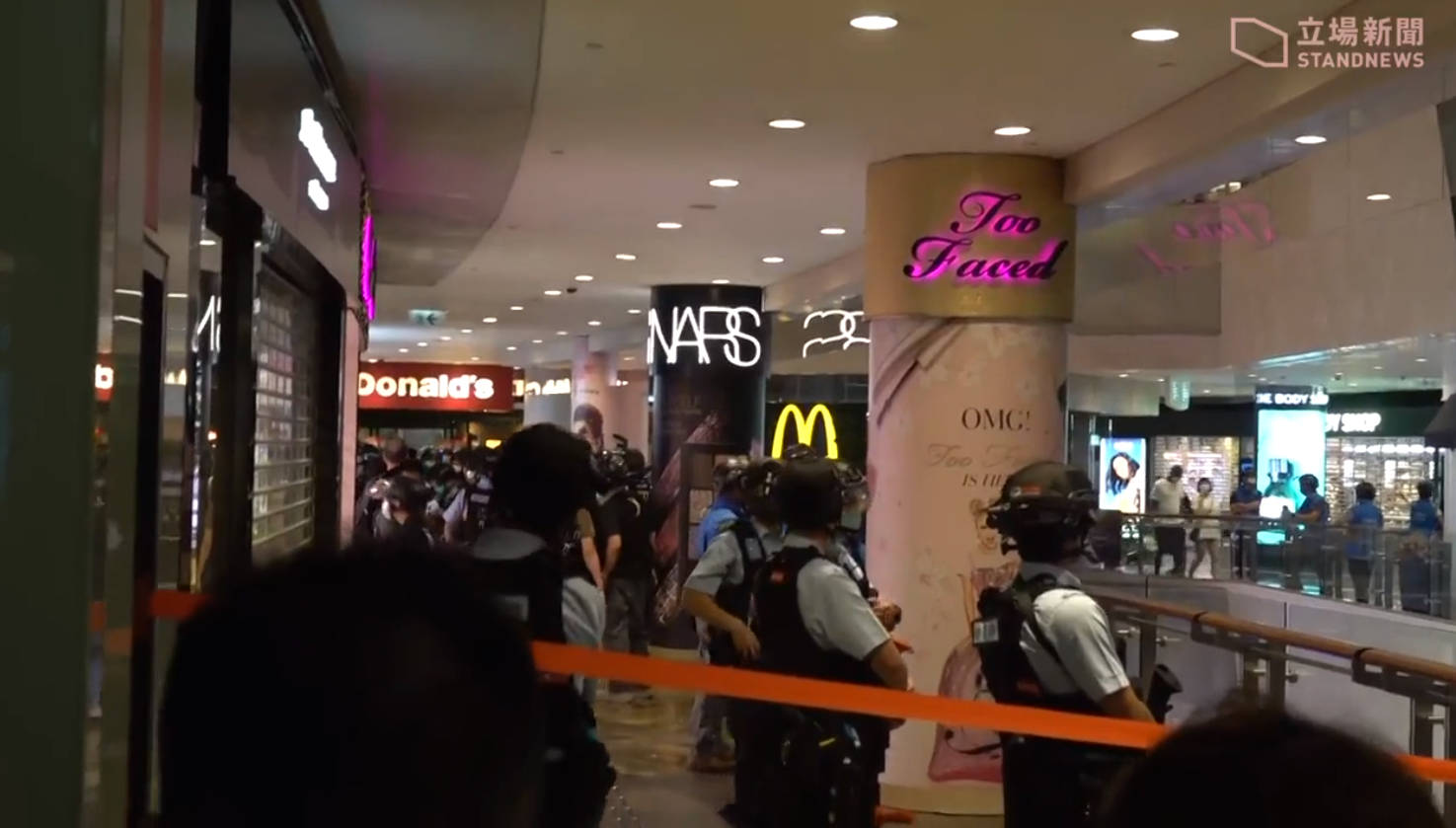
多名警員封鎖2樓並票控多人

### 一週年
2020年8月31日為事件一週年，當日由中午起陸續有市民到太子站B1出口外獻花，警員和港鐵清潔工將花清走。到晚上，警員在太子和旺角一帶驅散和追捕多人。期間一名孕婦被多名警員推到在地上，送上救護車往醫院治理，情況穩定。但丈夫事後涉嫌《在公眾地方行為不檢》被捕。當日有15人被捕，共174人涉嫌違反限聚令而被票控。而海外多個港人居住的國家，如加拿大、美國、英國、日本和台灣都有相關紀念活動。

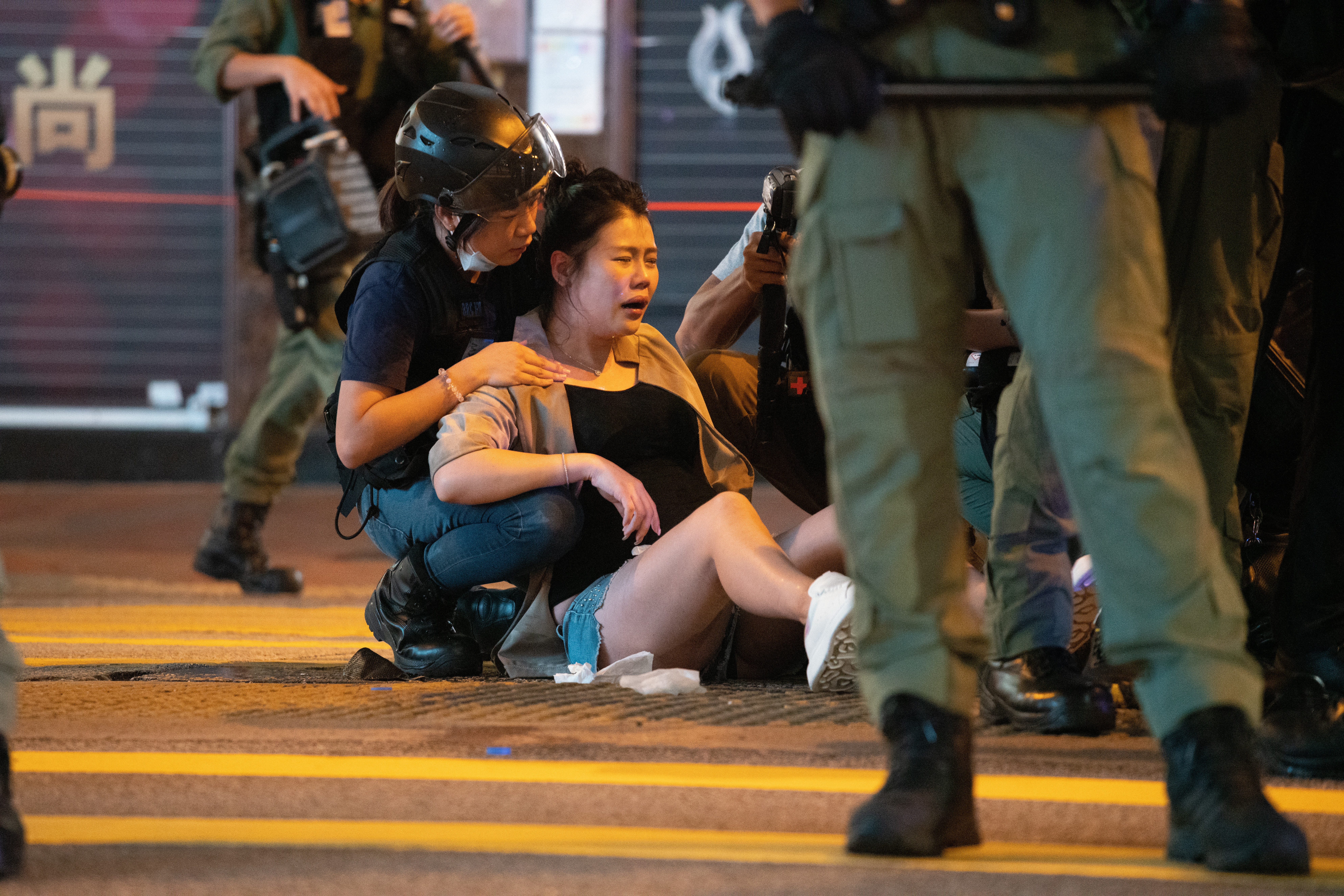
8月31日晚上10時05分，警方推進至亞皆老街一帶，一名孕婦過馬路期間突然被多名警員推到在地上，並施放胡椒噴劑感到不適

時任警務處處長鄧炳強回應事件，強調現場已立即有女同事馬上安慰事主，而事主丈夫雖為被捕者，但警方亦有特別處理，待安頓後才將事主丈夫帶走問話。他表示，警方對於涉事孕婦表示慰問，但有人犯法，警方必須採取拘捕行動。而事後立法會議員涂謹申亦去信警務處處長鄧炳強，要求交代事件。警方指已經主動將事件交由投訴警察課跟進。到2021年1月，油尖旺區議會副主席余德寶指丈夫收到通知，警方不會落案起訴。但同時指基於警察投訴科的成效有限，未必會投訴。到懷孕妻被警推跌事件發生一週年當日，余德寶引述丈夫近況，指女兒已經健康成長。

### 兩週年

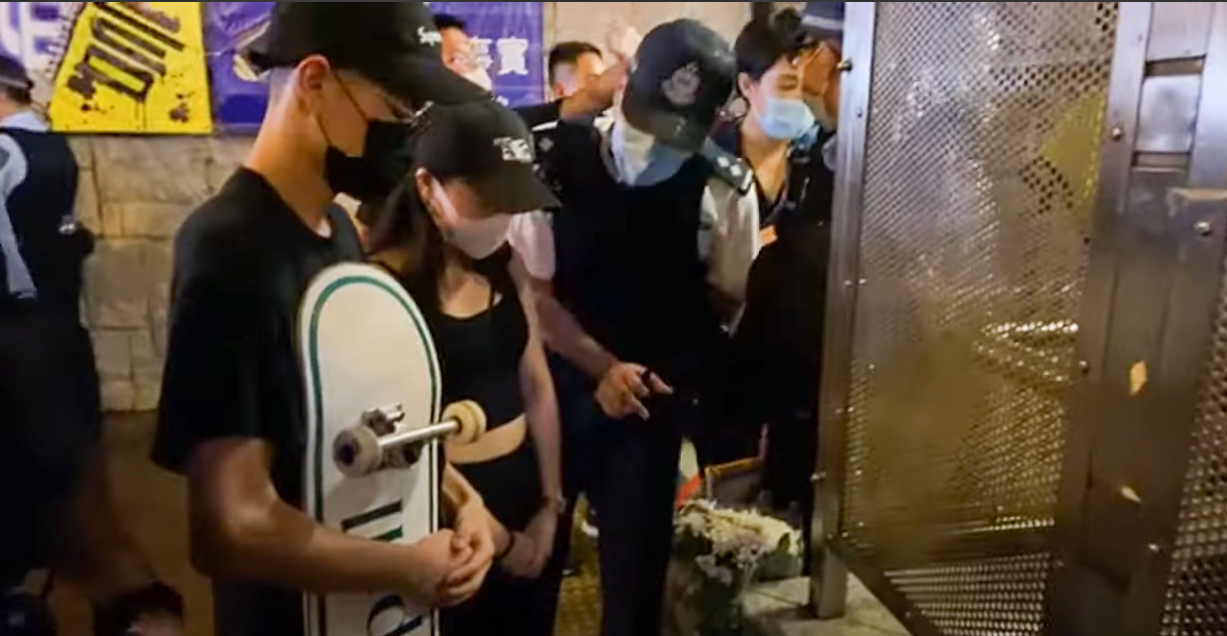
太子站外有一男一女獻花時被警員阻止，之後被發出罰款告票

2021年8月31日為事件兩週年，大批警員在下午起已經在港鐵太子站附近一帶佈防。到晚上在附近多處和車站內截查市民和記者，最少一男一女獻花的市民被發出罰款告票。而啤梨頻道記者林匡正在太子站大堂拍攝網媒記者被機動部隊警員查問期間，被警員以違反港鐵附例為由禁止記者進行拍攝和要求離開，其後遭到截查。至晚上9時許，人稱「蛋蛋」的網媒記者梁志恒在站外用攝影機拍攝警員期間粗口罵警，被警方以公眾地方行為不檢拘捕。事後被告認罪，裁判官李志豪考慮被告認罪，加上妨礙及滋擾程度相對不嚴重，最後判被告監禁14天，緩刑兩年和共罰款3,000元。

另外有至少11人被指未有妥善佩戴口罩，發出定額罰款通知書。

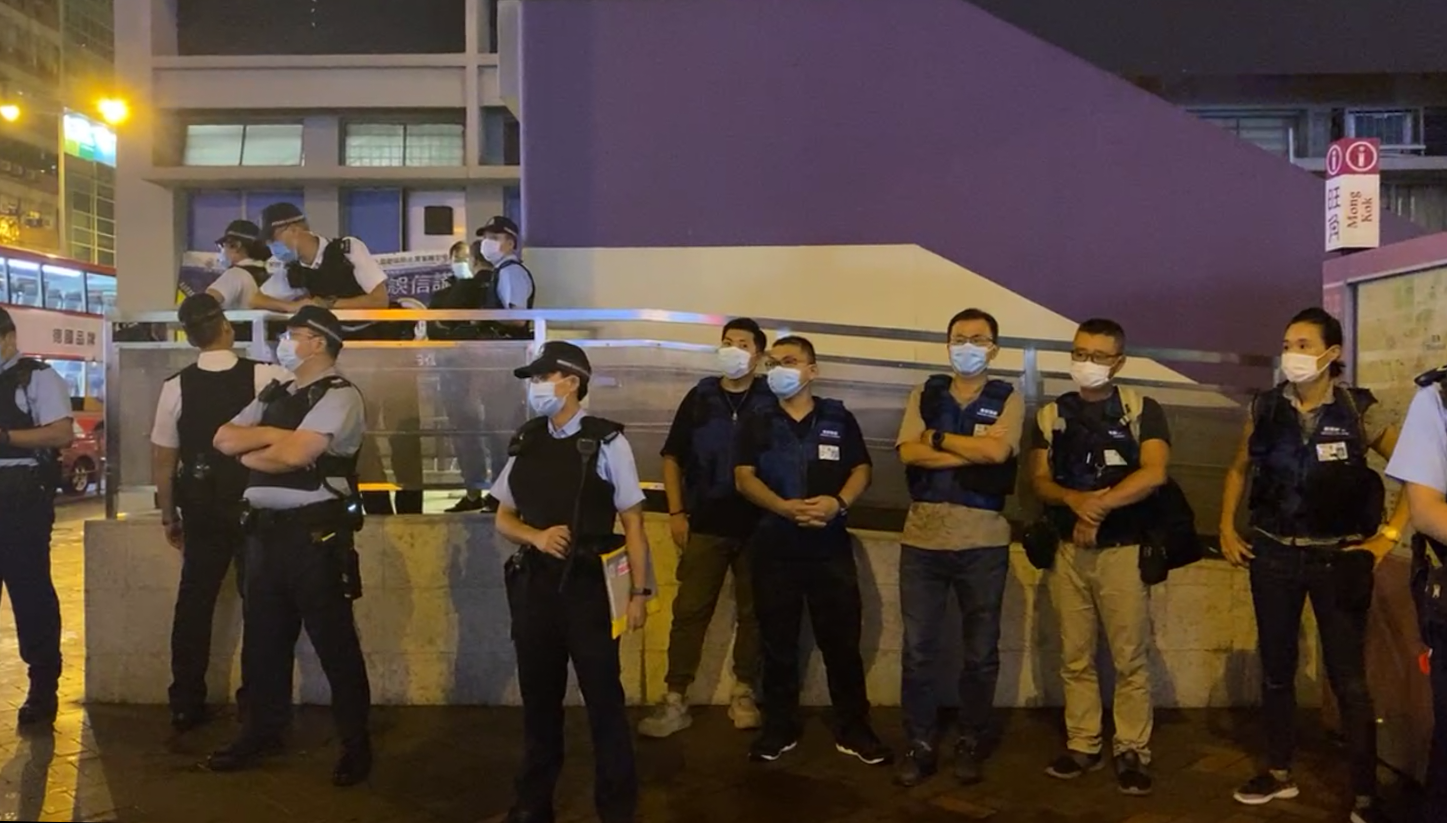
警員港鐵太子站出口一帶佈防
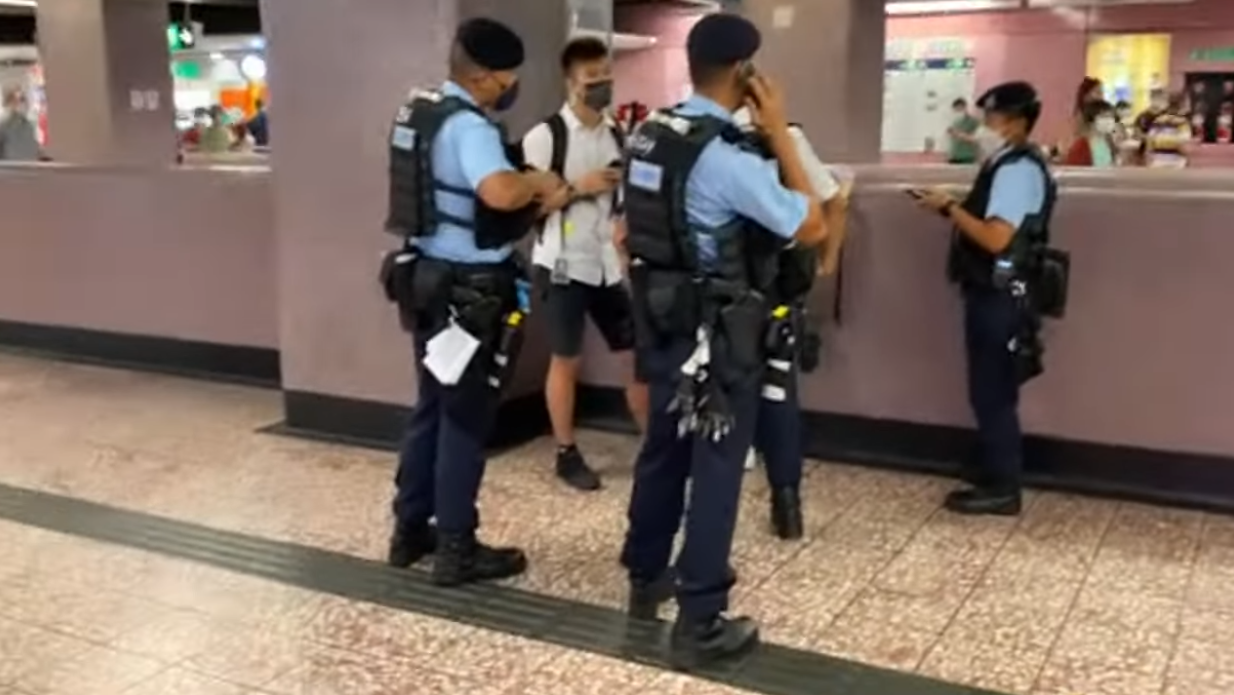
機動部隊警員在太子站大堂截查記者
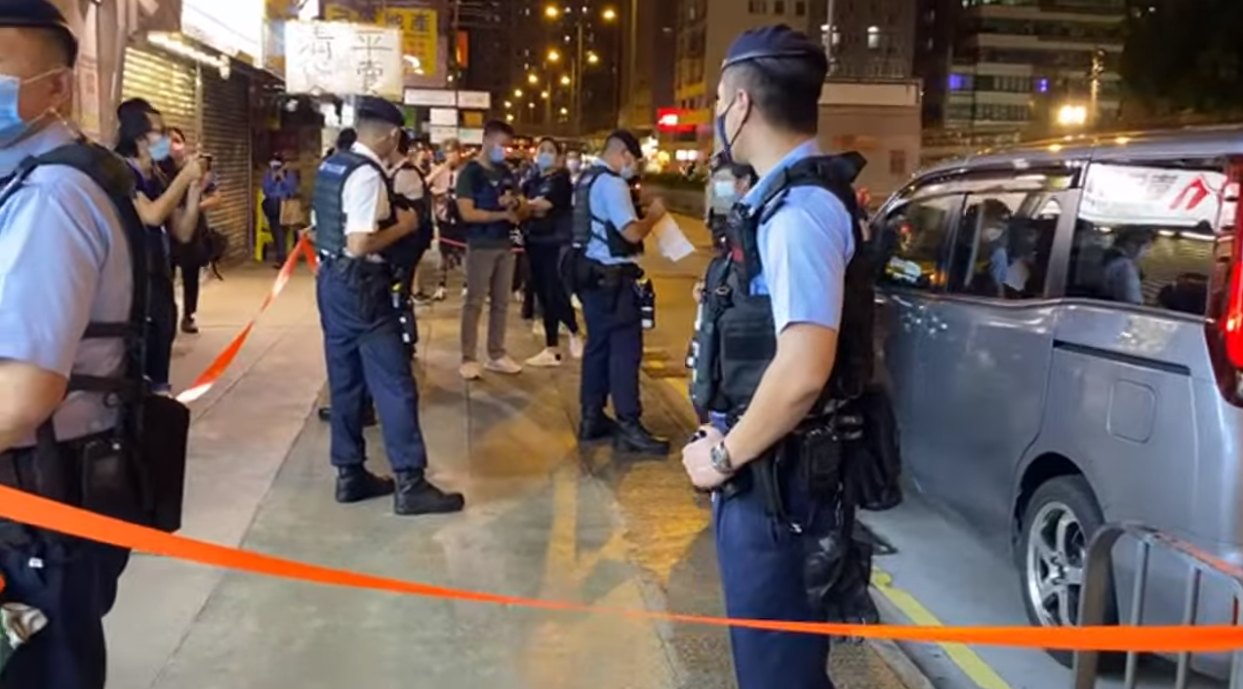
警員截查在彌敦道停泊的車輛
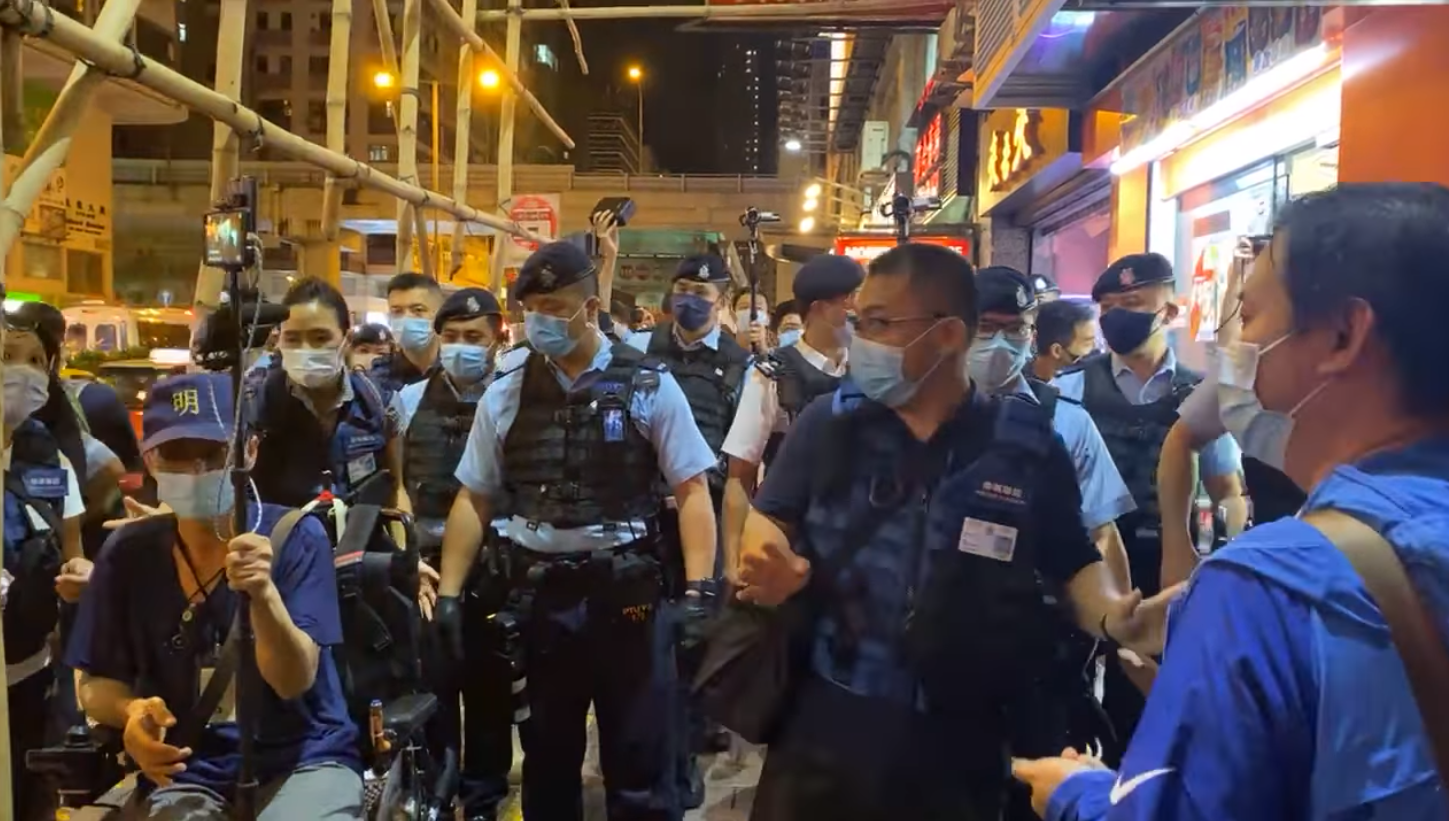
警員一度築成防線，在彌敦道行人路進行清場
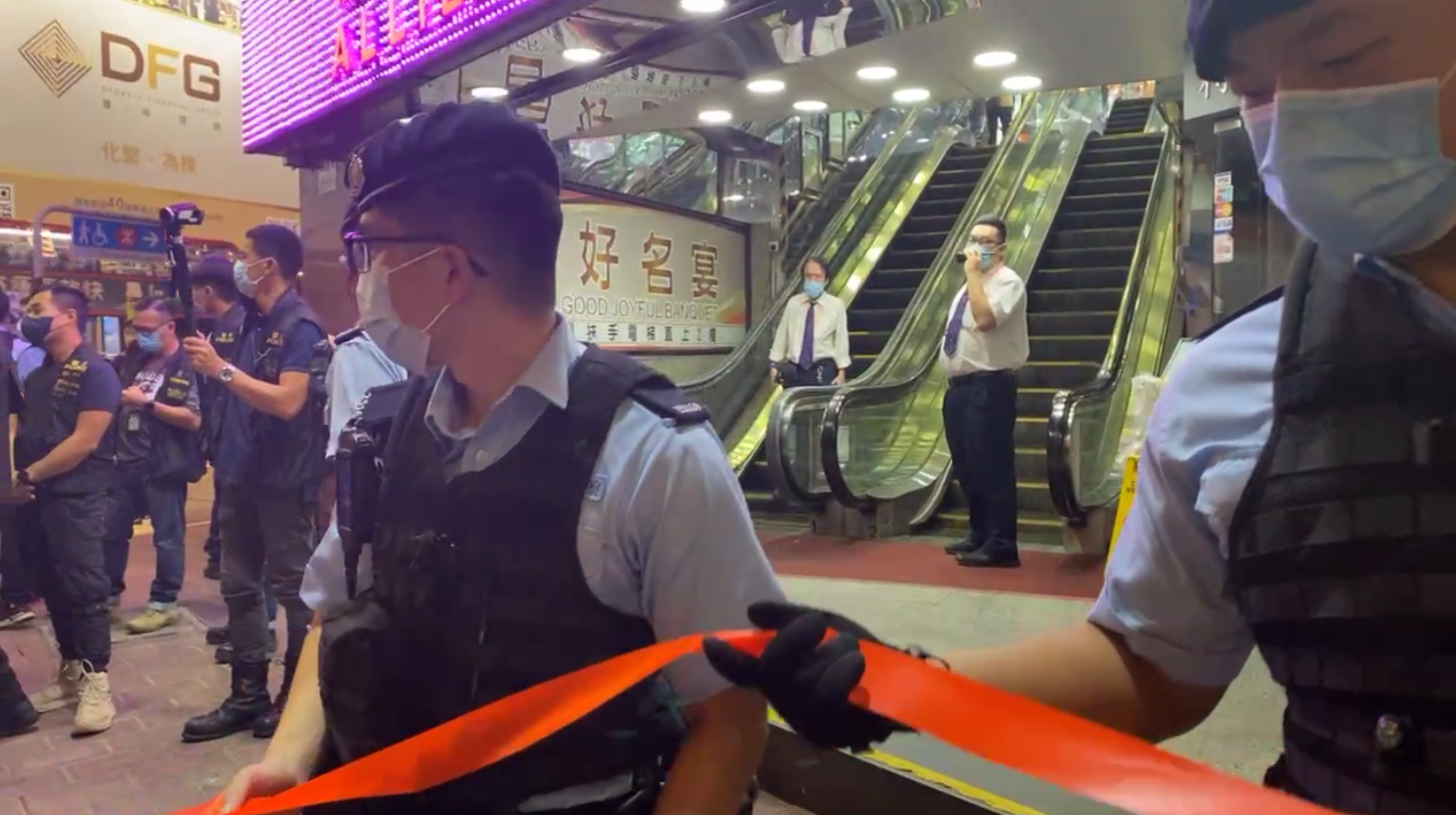
警員一度圍封聯合廣場出入口

而海外多個港人居住的國家，如英國和加拿大都有相關紀念活動。在英國諾丁漢，有港人組織舉辦「被時代選中的人」的大型抗爭默劇，重演8.31晚上無差別襲擊的畫面。在加拿大多伦多赖士民广场（Mel Lastman Square），由多倫多家長會與港加聯合辦的多倫多太子站有近700人參與紀念活動。大會邀請了亲身经历事件的见证人小希分享，活動亦搭建了「太子站」样板，让參與者献花悼念。在溫哥華，組織Vancouverites Concerned About Hong Kong於百老匯市政府架空列車站(Broadway City Hall Station)舉辦燭光晚會。

### 三周年

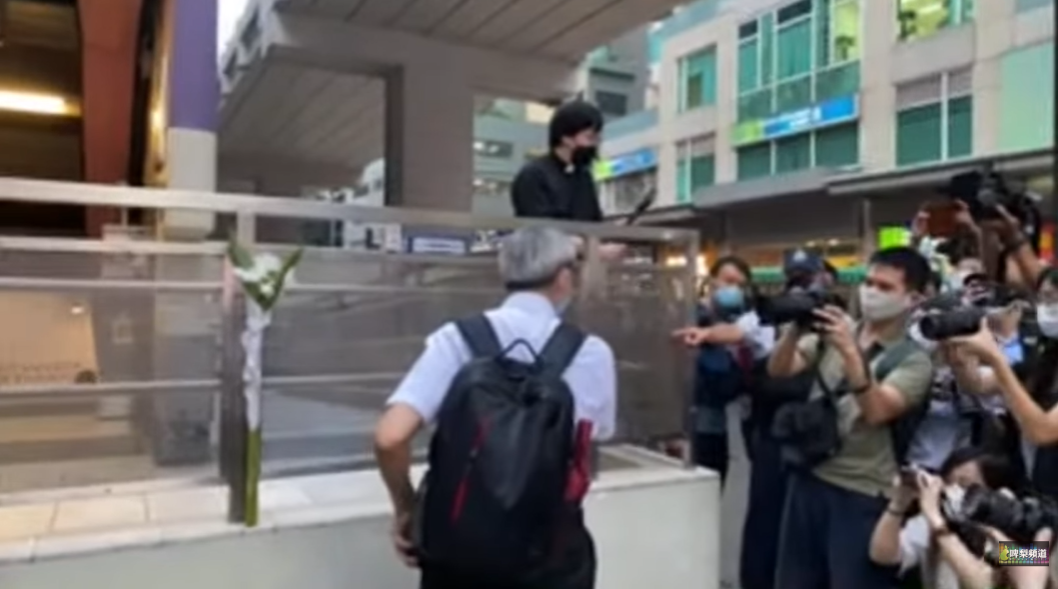
警員警告擺放鮮花的市民必須取走，否則可能票控亂拗垃圾

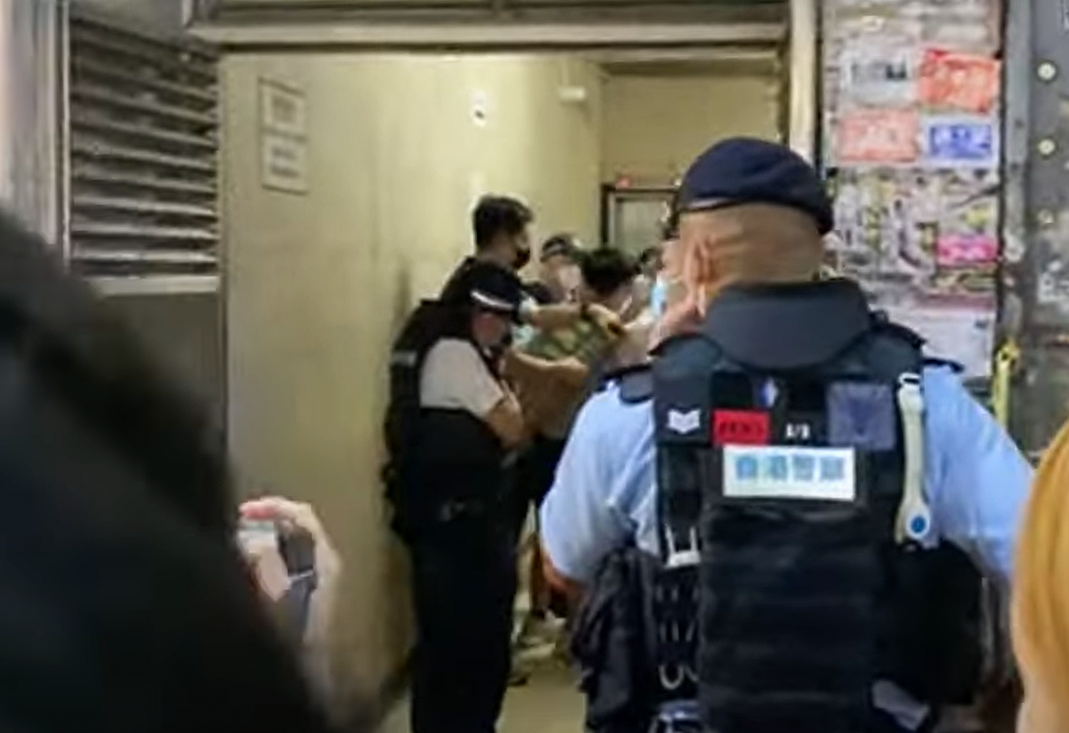
傍晚約6時半，一名15歲男童在太子站B2出口外的大廈入口被制伏

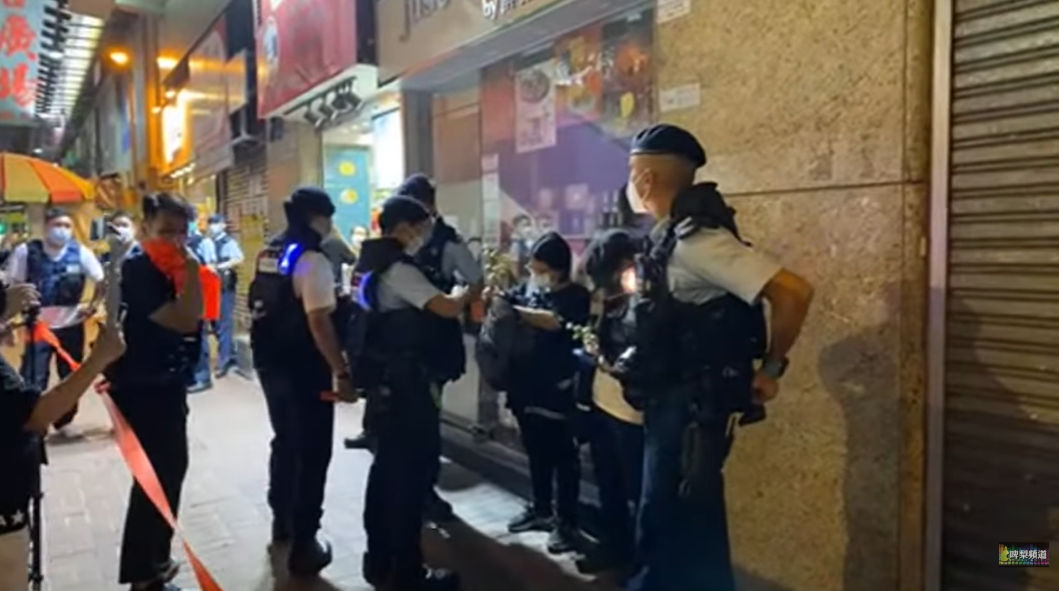
晚上，警員截查手持鮮花的市民

2022年8月31日為事件三周年。事件傷者之一的Simon接受獨立記者採訪，他憶述和朋友聚會完畢後，準備乘港鐵回家，但在旺角站上觀塘綫往調景嶺的列車時發現車內有人爭吵，於是在太子站下車，轉乘荃灣綫往中環的列車。當天在太子站首先發現身旁開始有人奔跑。在他徬徨之際，便突然遭毆打頭部，令他失去平衡，撞在柱子上未及反應，隨即再被「毆第二棍」。當時他轉身一看，便見到到有約十名穿黑色制伏的速龍正在向乘客揮動警棍。有警員再次向他揮動警棍，令他倒在地上。
當時他身上沒有任何武器、沒有攻擊任何人、沒有用粗口鬧警員，甚至不是穿黑衣，頭部需縫14針，後此留下三條長疤痕，他不禁想：「點解我要承受呢啲痛楚？(為何我要承受這個痛楚?)」、「點解係一個17歲嘅中學生去承受呢個痛苦？(為何是一個17歲的中學生去承受這個痛苦?)」
Simon一直希望尋找當天打他的警員身份。他曾經展開民事訴訟，希望法院命令交出警員身份，惟最終失敗：「其實我係不斷遭受緊制度嘅暴力 (其實我不斷遭受到制度的暴力)」、「真正需要為成件事負責嘅人係完全可以有覺好瞓。(真正需要為這件事負責的人卻可以睡得安穩)」
三年來，他希望尋找到真相，只是社會氣氛令他體會，自己或離真相愈來愈遠，記住是他唯一可以做的事：「有些人會形容，我們是香港最後一班還在發夢的人，這都是一場夢來，但是這場夢我們發得心甘命抵。 (有些人會形容，我們是香港最後一群還在做夢的人，這都是一場夢，但是這場夢我們夢的心甘情願。)」
在當日晚上，大批軍裝警員在太子站一帶戒備。其中不時有民眾帶小孩手持白花在B2出口外悼念。到傍晚6時，站內有至少5名警員駐守，均穿上戰術背心，截查身穿黑衣、戴黑色口罩的市民，登記個資後放行。有中年男子將一束白花，放在站外的鐵欄邊並拍照，在場警員要求他將花束拿走，否則可能票控他亂拗垃圾，警員又強調「我哋最注重警民關係」。 該名男子多次反問警方「我亂拋圾圾？我係放低影相」，警方則重申要求他將花束拿走，男子最後照辦並離開。事後警方在場廣播，呼籲在場的人不要做出煽動行為，包括獻花。傍晚約6時半，一名15歲男童在太子站B2出口外的大廈入口被制伏，期間不斷掙扎，稱自己只是拍攝現場和多次表示自己做完手術，要求警方：「你唔好搞我！」、「你唔好掂我，我唔郁好冇！」之後在地上吐出白泡。而警員指男子是拒捕，之後被鎖上手扣帶上警車離開。其後指控他公眾地方行為不檢及拒捕，交由旺角警區刑事調查隊第十隊跟進。 晚上約9時，一名41歲男子懷疑曾與現場的人口角，被警員帶到一旁勸戒，男子突然情緒激動，大叫「唔好影！」並揮動手臂，隨即被警員制伏並鎖上手扣，帶入旺角警署。
在海外繼續有紀念活動。英國有12個城市以哀悼集會、圖片展覽、默站快閃、人鏈等重提警員當日的情況。
事隔3年，警方、消防處、政府官員和港鐵高層均有升職，時任局長保安局局長李家超更躍升做特首。而當時多名關注事件的時任民主派議員先後被DQ議員資格或辭去議員一職，部分更因參與民主派初選被控串謀顛覆國家政權，事後作跟進報導的傳媒，包括《立場新聞》和《眾新聞》亦已經停運。

### 四周年
2023年8月31日為事件四周年。警方发言人稱網上有人不斷散播不實信息，意圖煽動他人於今日前後作出「軟對抗」或相應的實際行動，對此極度關注，並形容當日的事件“純屬子虛烏有”。呼籲市民切勿誤信網上煽動性謠言及參與違法活動，又指警方會果斷介入，嚴正執法。而太子和旺角一帶有大批機動部隊警員戒備，並截查市民，包括帶着鮮花者，同時警告他們不要獻花及鞠躬。警方戰術巴士在附近戒備。

## 一個月
2019年9月30日，不少民眾聚集在太子站及旺角警署外，在場進行上香、點燭及獻花，並有人爬上太子站出口，展示寫有口號的旗幟表達訴求。

## 兩個月
2019年10月31日，太子站B1出口外，不少人到場進行悼念，有市民前來上香、獻花等，現場擺放有幾包香供前來悼念的人士取用。

## 三個月
2019年11月30日再爆發示威。一批戴口罩或身穿黑衣的人，晚上7時過後到旺角警署外的太子站B1出口外，插上鮮花及上香。其後一批人在太子站出口外聚集，不時高呼反修例口號、指罵警察，又用鐳射光照射旺角警署，並堵塞附近交通。經警方多番驅散後，黑衣人凌晨轉到旺角一帶堵路和縱火，再由防暴警到場驅散，至凌晨2時許，集結人士陸續散去。期间，有53歲男子在太子站附近清除路障期間，被示威者以硬物襲擊頭部，案件列作傷人及盜竊處理，該名男子頭部嚴重受傷被送往廣華醫院治療。

## 四個月

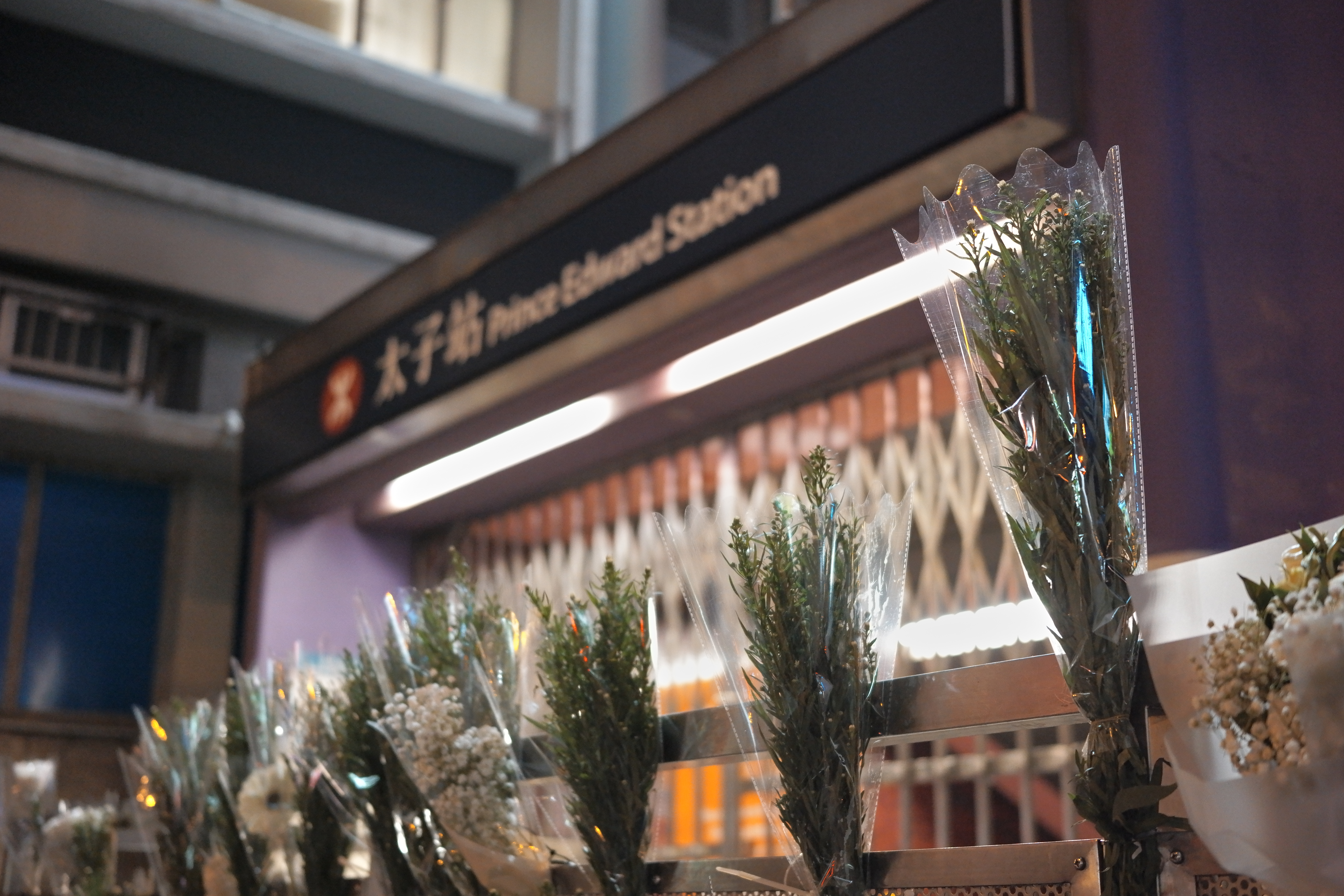
有人在太子站外欄杆放置鮮花

2019年12月31日，有網民到太子站聚集。防暴警察多次出動驅散並制服多人，警方晚上出動水炮車，驅散聚集在旺角的人。不少市民傍晚開始聚集在港鐵太子站B1出口，大批防暴警員突然衝出，驅趕在場人士並制服多人，押到一邊搜身。防暴警察撤離後，市民並未散去，繼續在站外及對面馬路聚集。有人在站外欄杆放置鮮花，警員多次出動將花拿走並放進垃圾袋，引起在場人士不滿。到晚上11時許，警方出動一部水炮車及兩部銳武裝甲車，驅散在彌敦道聚集的人。

## 五個月

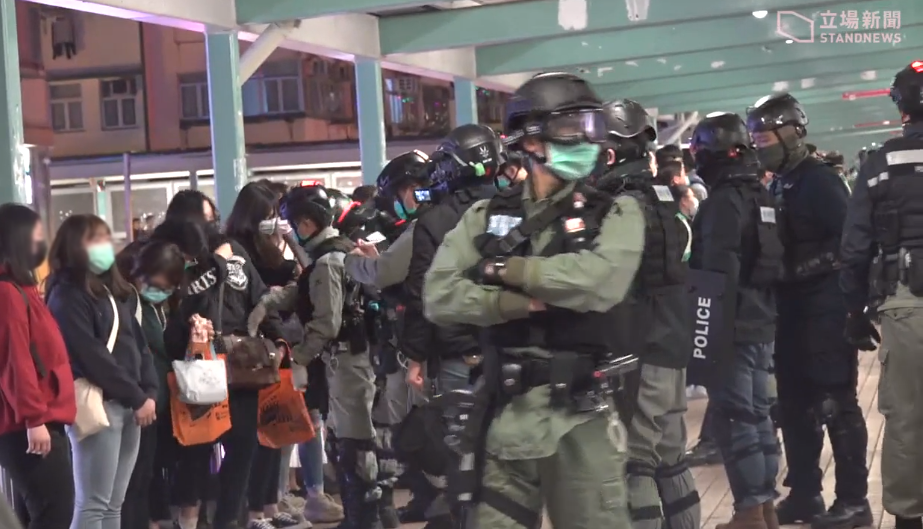
多名防暴警察旺角道天橋截查大批市民，並要求一列排開

2020年1月31日，自下午5時開始，陸續有市民到太子站B1出口位置聚集，不少人於上址獻花悼念，並張貼文宣，防暴警一直於站外戒備，期間每隔15分鐘便移走市民擺放的鮮花及截查市民。踏入晚上8時31分，近百名市民進行默哀。晚上約9時半，有蒙面示威者集結於旺角警署外，並以雜物堵塞太子道西近砵蘭街一帶的馬路，一批防暴警其後趕至驅散。晚上10時，西洋菜南街及弼街交界有4名男女截查，其後被帶上警車。而多名防暴警察在旺角道天橋截查40名市民，逐一檢查他們的身份證及隨身物品。而旺角站B3出入口亦有部分市民受截查，在場警員要求記者後退，無人被捕。到晚上11時13分，始創中心對出再有多名市民被截查。當晚至少有7名人士被捕。

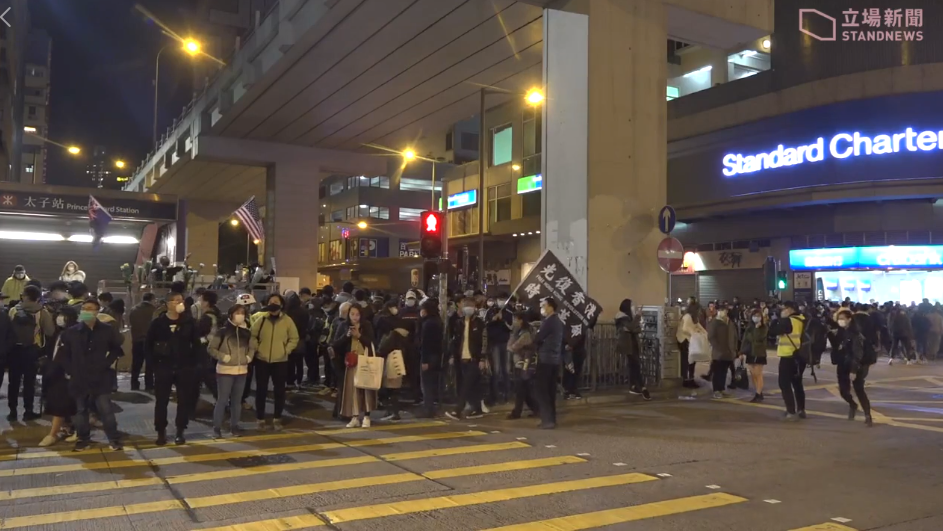
市民到太子站B1出口位置聚集
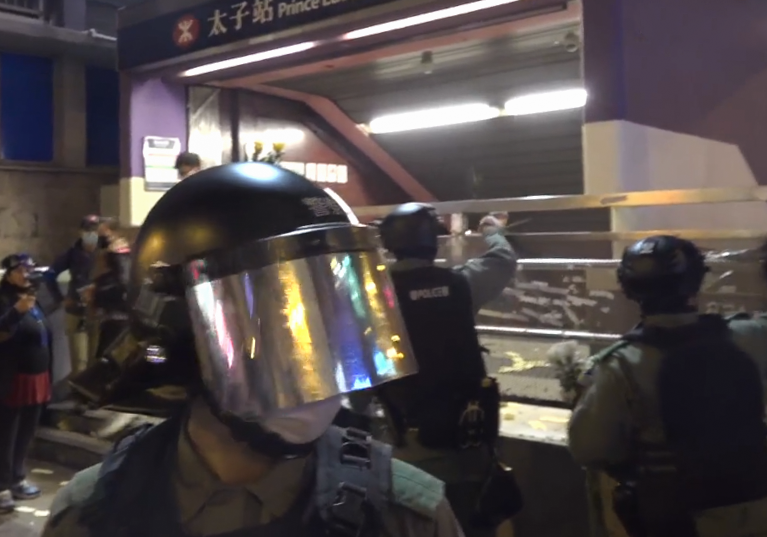
每隔15分鐘，防暴警察便移走市民擺放的鮮花
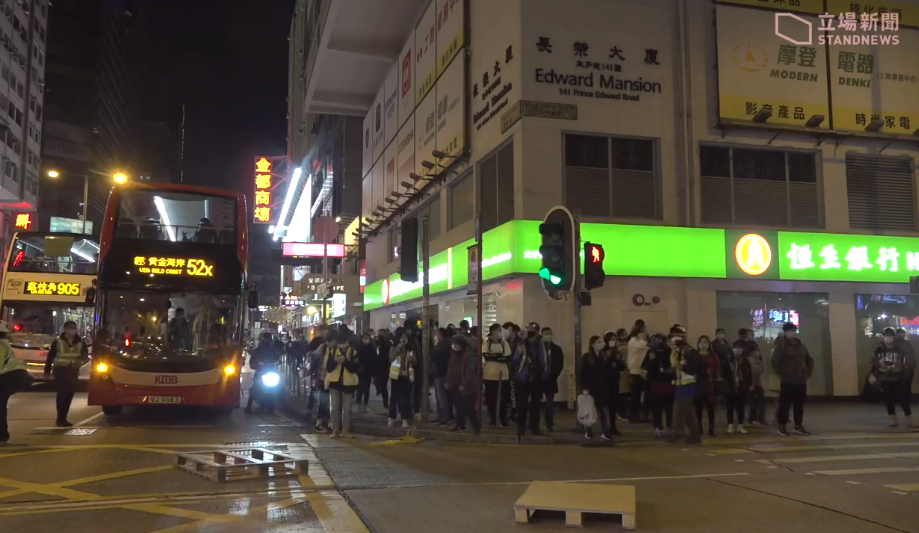
晚上約9時半，有示威者以雜物堵塞馬路
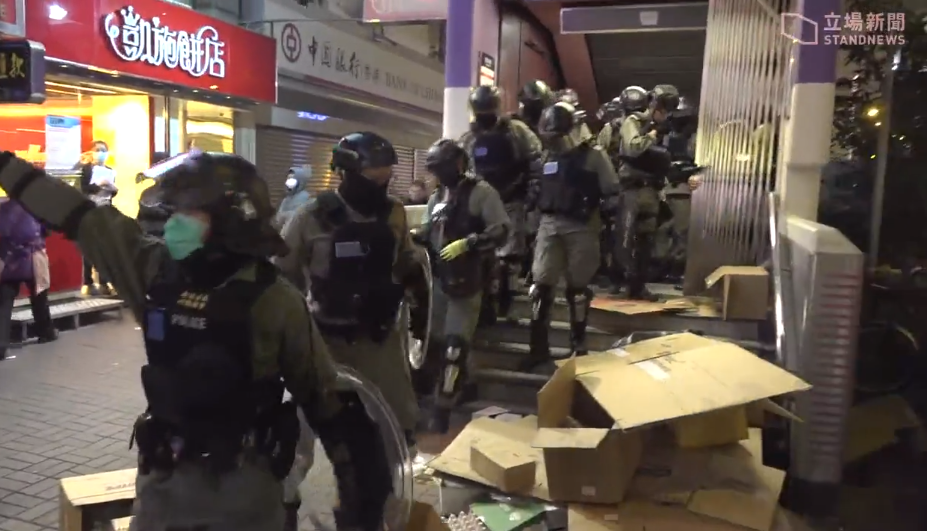
防暴警察從太子站出口進行驅散
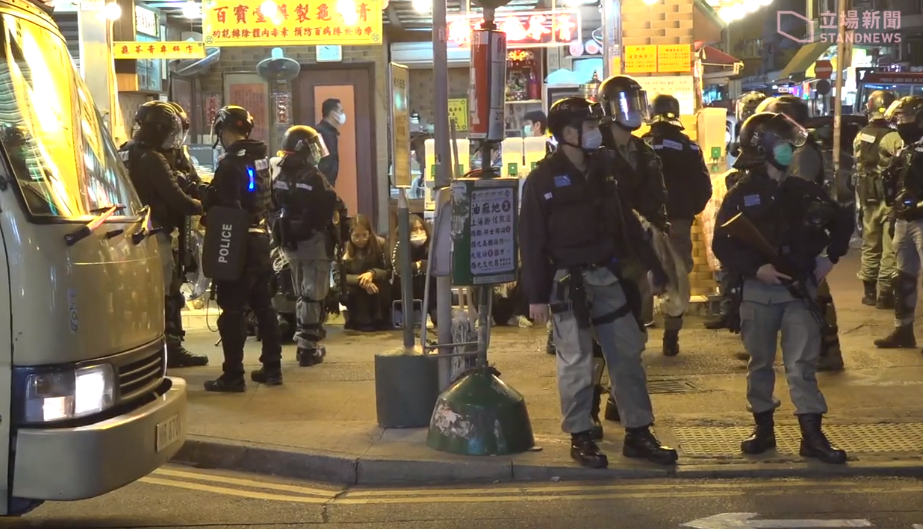
晚上10時，西洋菜南街及弼街交界有4名男女截查，其後被帶上警車

## 六個月

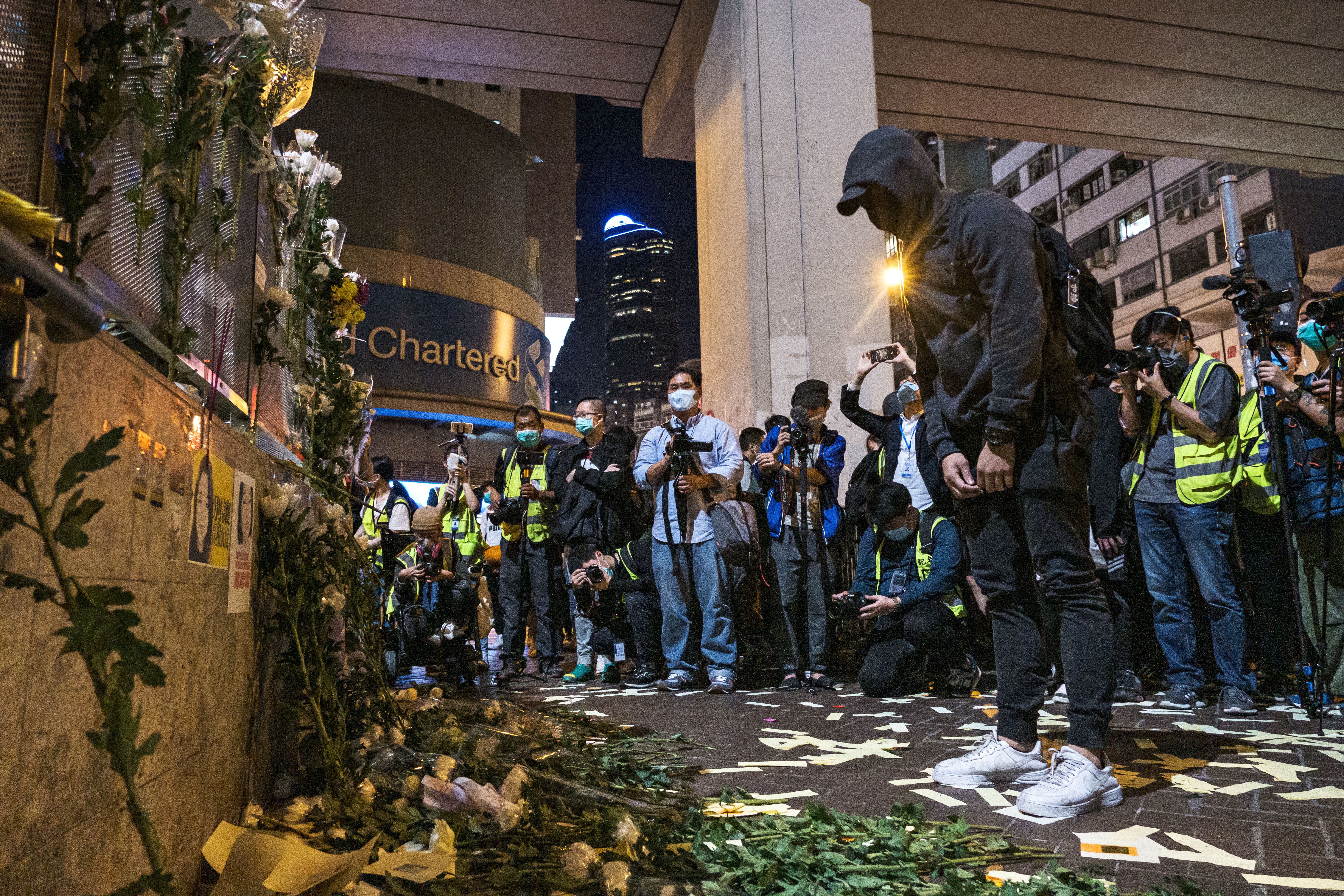
晚上近7時半，有市民到車站出口外獻花和悼念

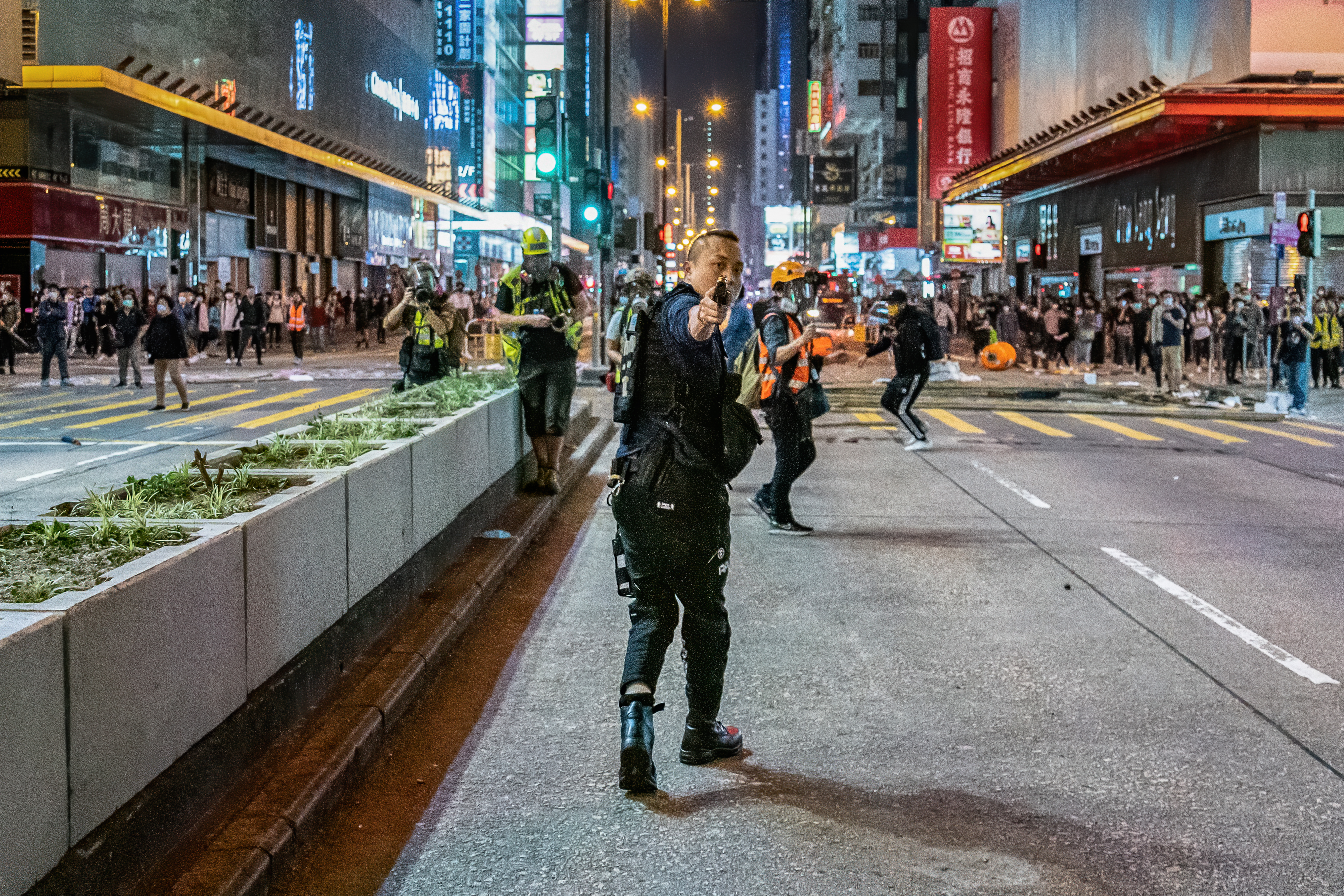
晚上近11時，一名便裝警員在彌敦道拔出其 SIG P250配槍指向記者

2020年2月29日下午，有市民在車站出口外擺放鮮花，不時有軍裝警員到場清走花朵。其後再有市民獻花，警署內有廣播警告市民不要阻塞通道及亂拋垃圾。到晚上8時15分，有人在聯合廣場對開一段彌敦道堵路和燃點雜物後，防暴警員在太子道西及彌敦道交界隨即發射最少兩枚催淚彈。防暴警員也向站在街上的市民和記者施放胡椒噴劑，多人感到不適。晚上9時，有黑衣人在旺角站E2出口縱火，其後宣佈車站暫時關閉，列車不停旺角站。到晚上10時，示威者轉至旺角彌敦道一帶聚集，在通菜街近山東街燃燒路障，消防員趕至救熄。到晚上近11時，一名便裝警員見有人投擲雨傘便追捕，其後有人投擲數個飲品膠樽，便隨即拔出其配槍指向記者及圍觀的市民。警方到場一度舉橙旗警告示威者盡快離開。在晚上11時20分，警方在豉油街路口四面包抄，市民無法離開。但防暴警察瘋狂向多名人群和記者發射胡椒球槍，多人受傷倒地。到11時39分，警方在快富街發射約兩枚催淚彈。

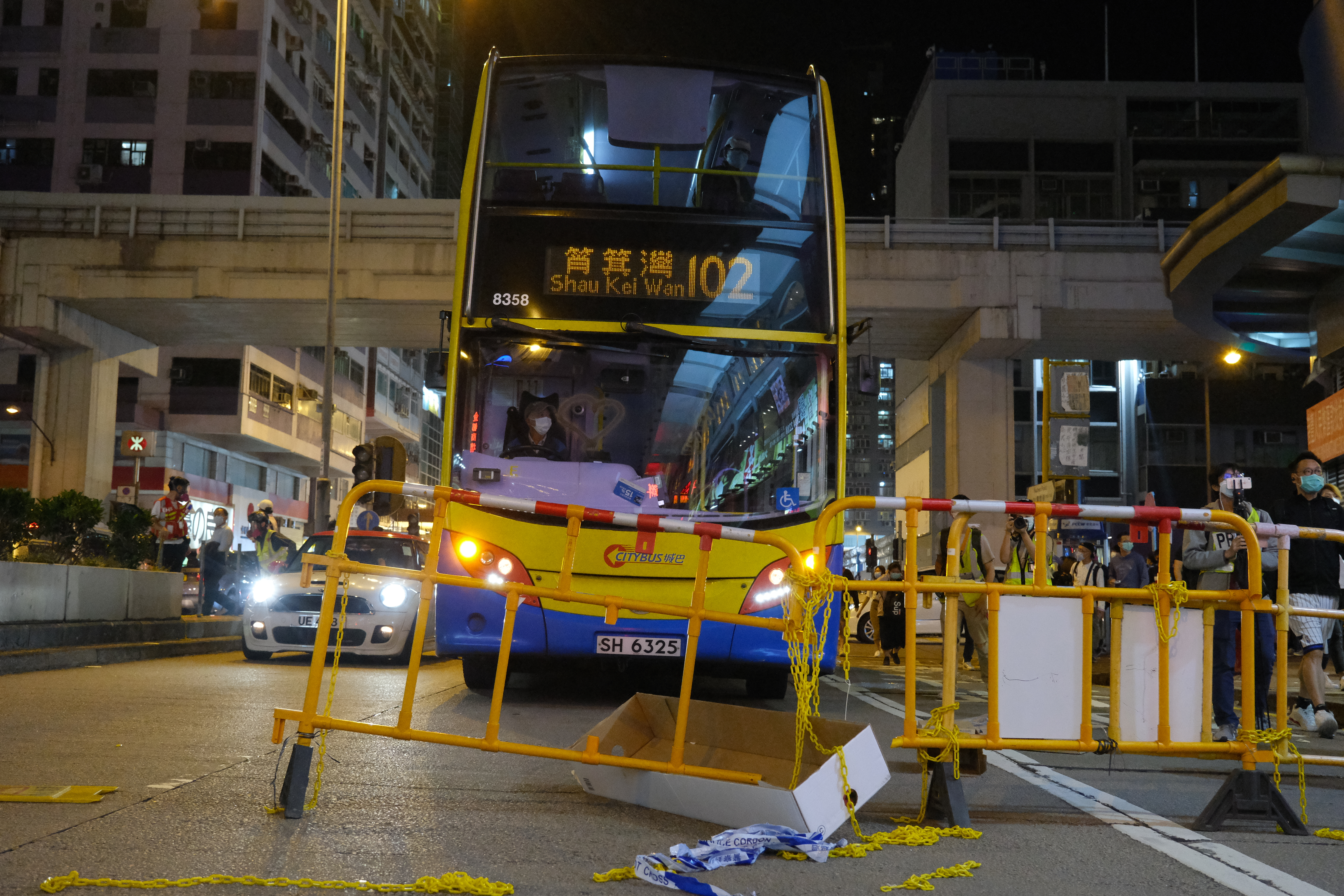
晚上近8時，有人在彌敦道用膠欄杆堵路，一輛城巴被噴漆
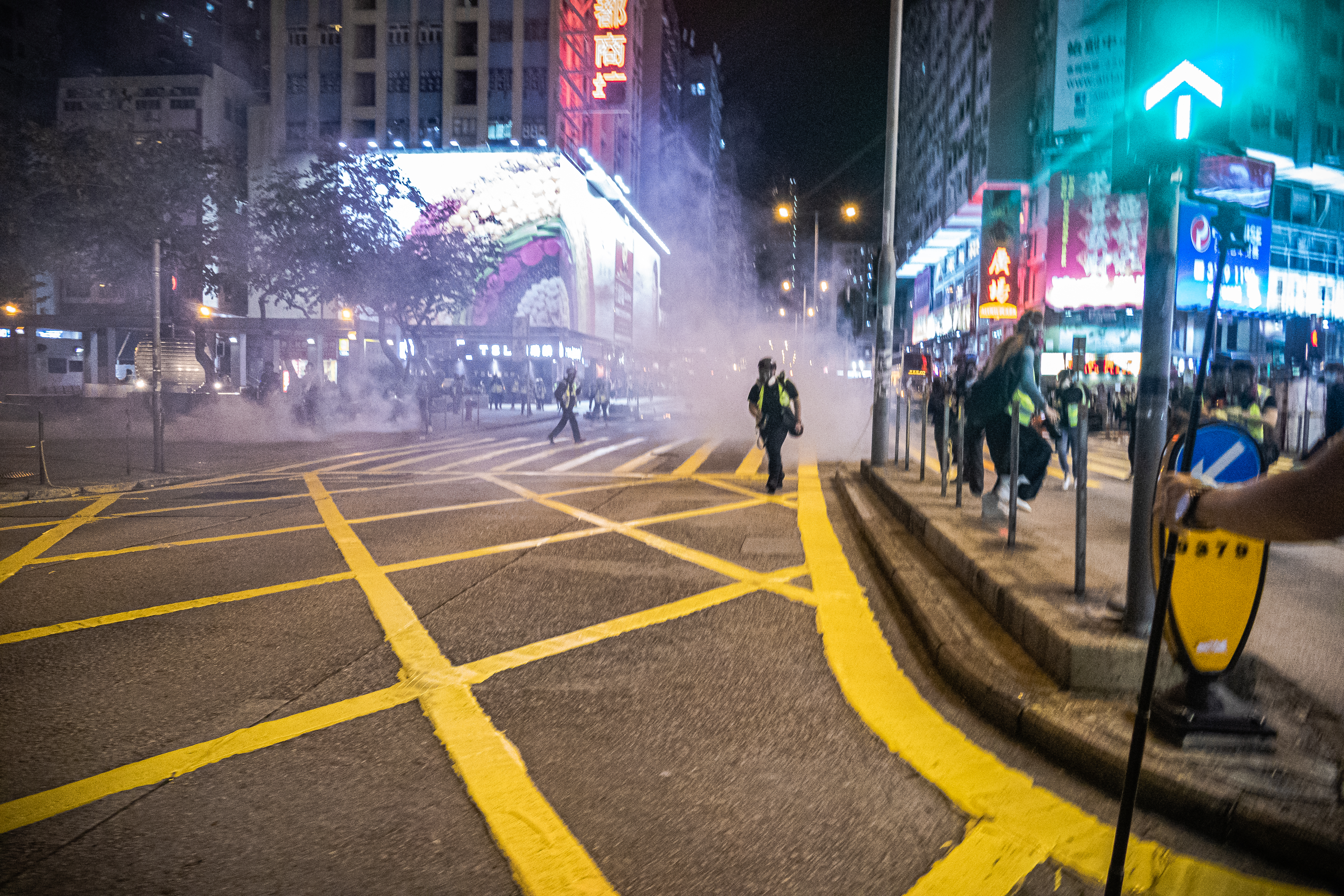
晚上8時15分，有人在聯合廣場對開一段彌敦道堵路和燃點雜物後，防暴警員在太子道西及彌敦道交界隨即發射最少兩枚催淚彈
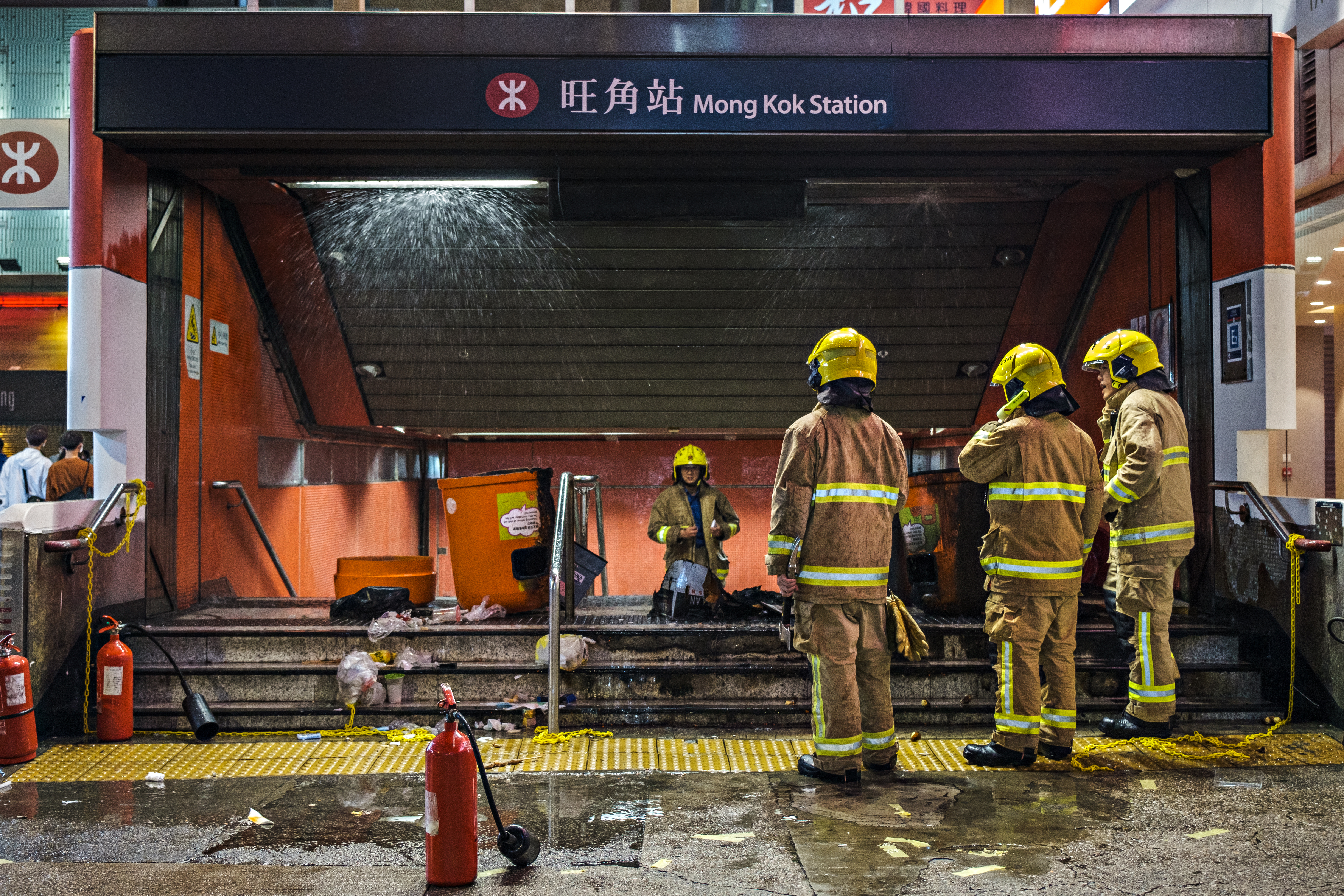
晚上9時，有人在旺角站E2出口縱火，其後宣佈車站暫時關閉
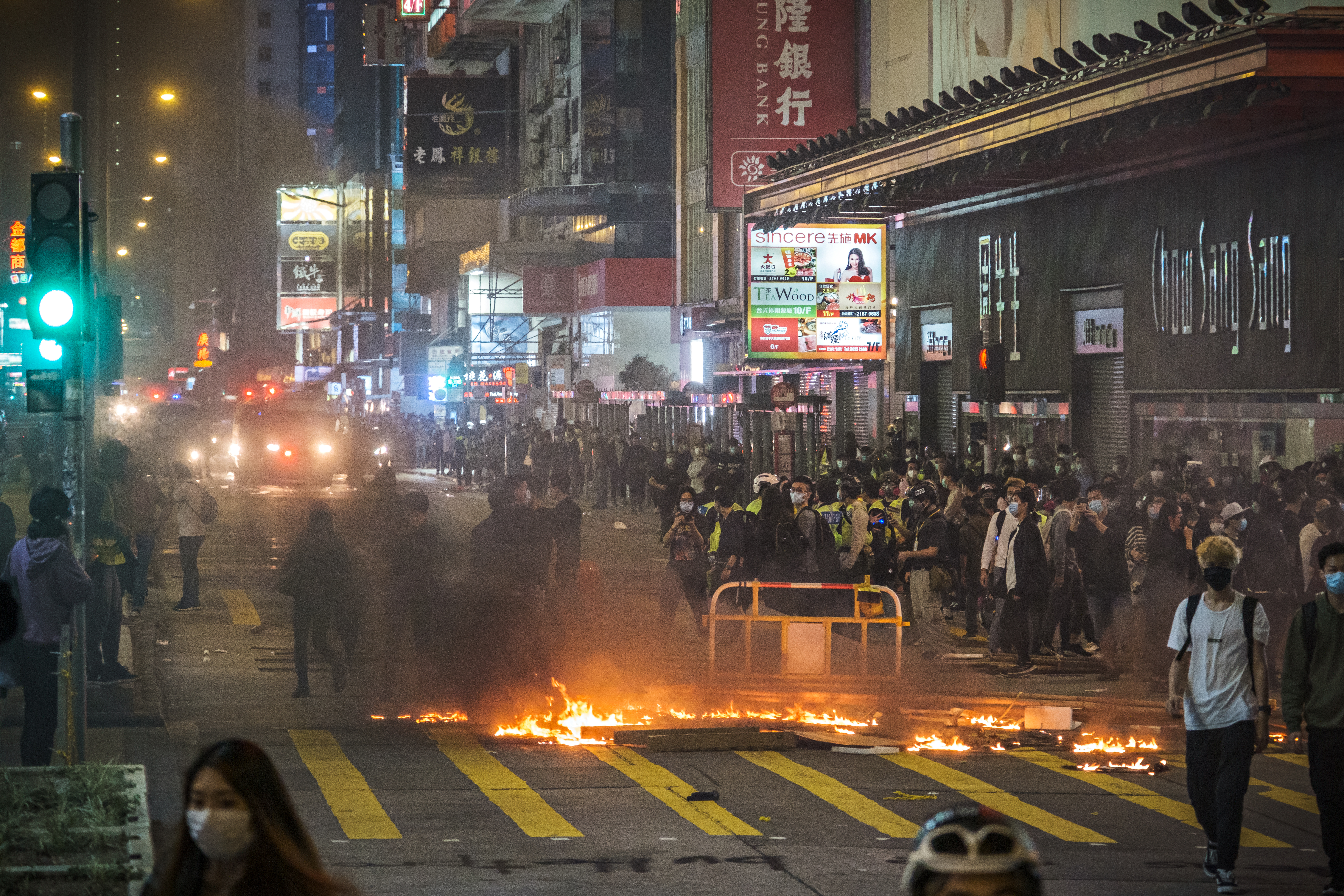
晚上10時，示威者轉至旺角彌敦道一帶聚集，在通菜街近山東街燃燒路障
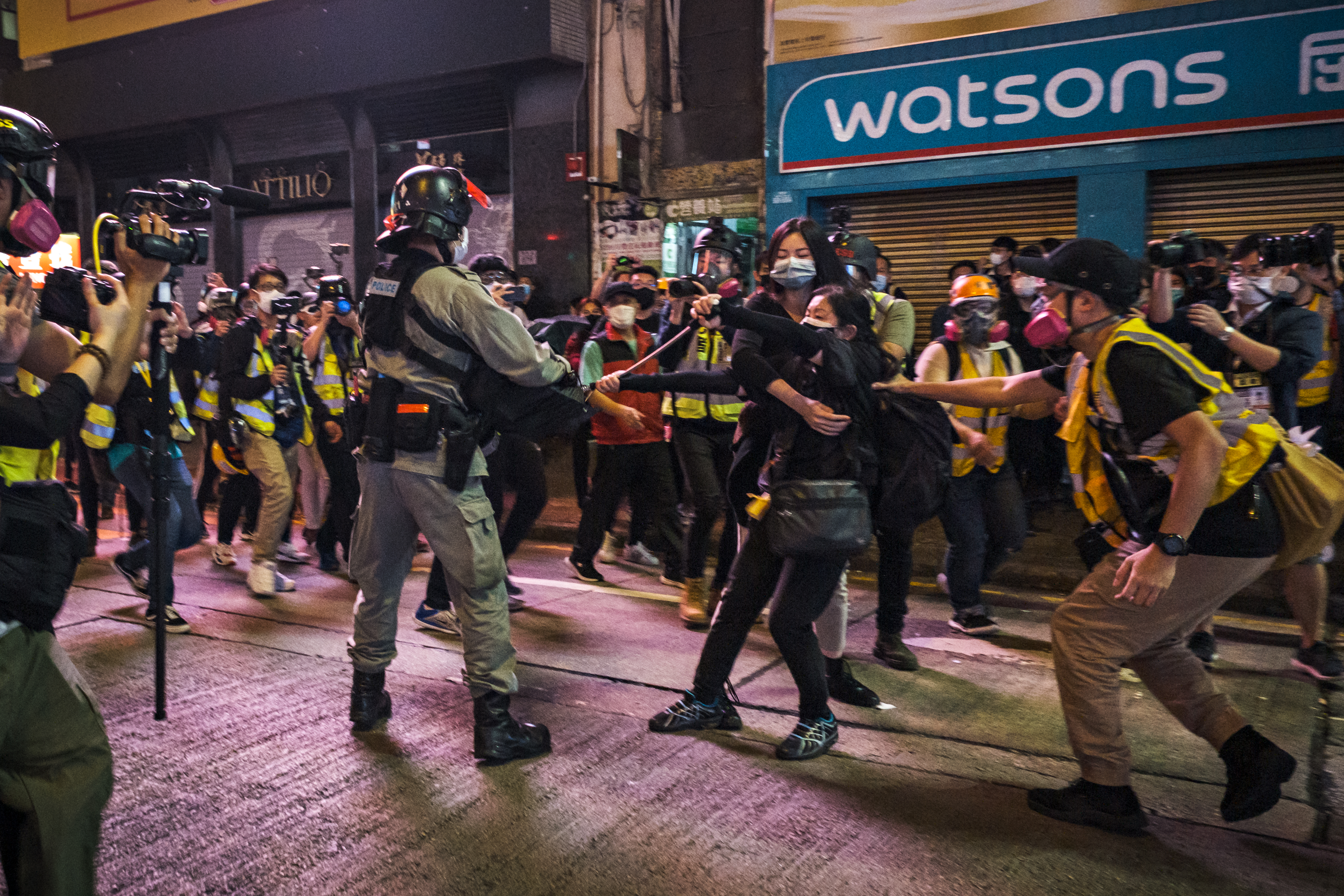
晚上10時半，一名防暴警察在街頭試圖拘捕一名年輕女士，引起她不滿

凌晨12時，防暴警員向廣華街近登打士街一帶推進驅散示威者和圍觀的市民，並不讓任何人離開。凌晨1時，防暴警無差別發射胡椒球彈進行驅散，多人感到不適，有記者中彈；到凌晨2時，警員陸續登上警車離去。警方表示，2月29日晚上至3月1日凌晨，共拘捕115人，包括一名休班輔警、葵青區區議員郭子健及兩助理。攝影記者協會強烈譴責警方襲擊記者。
其中一名21歲物業管理技術員在凌晨時分於洗衣街被警員追截期間，發現背囊內檢獲手錘，被控管有物品意圖毀壞財產罪，被告承認控罪。在2021年1月13日，九龍城法院主任裁判官嚴舜儀指報告與預期有落差，認為被告的省悟有限，欠缺真誠悔意，被告選擇認罪只因證據確鑿，最終監禁5個月。
而3名案發時23歲，24歲及39歲的男子，被控晚上近11時在旺角西洋菜南街近豉油街附近，與10多人襲擊一名警員。事後該警員骨折及多處損傷。而閉路電視亦拍攝到被告為最先襲警的其中一人。23歲被告承認控罪，並親撰求情信，承認犯下大錯和向法庭及受襲警員道歉。到2022年5月30日，裁判官鄭念慈判刑時指被告使用雨傘襲擊，導致嚴重傷勢及骨裂，罪行十分嚴重，最後判監禁8個月。而同案其餘兩名被告不認罪，押後至7月25日進行審前覆核。2 人經審訊後，在2023年6月7日分別被裁判官施祖堯裁定盜竊及意圖襲警罪成，被判囚 4個月及5個月。而24歲被告承認襲警罪，被判囚8個月。

## 七個月

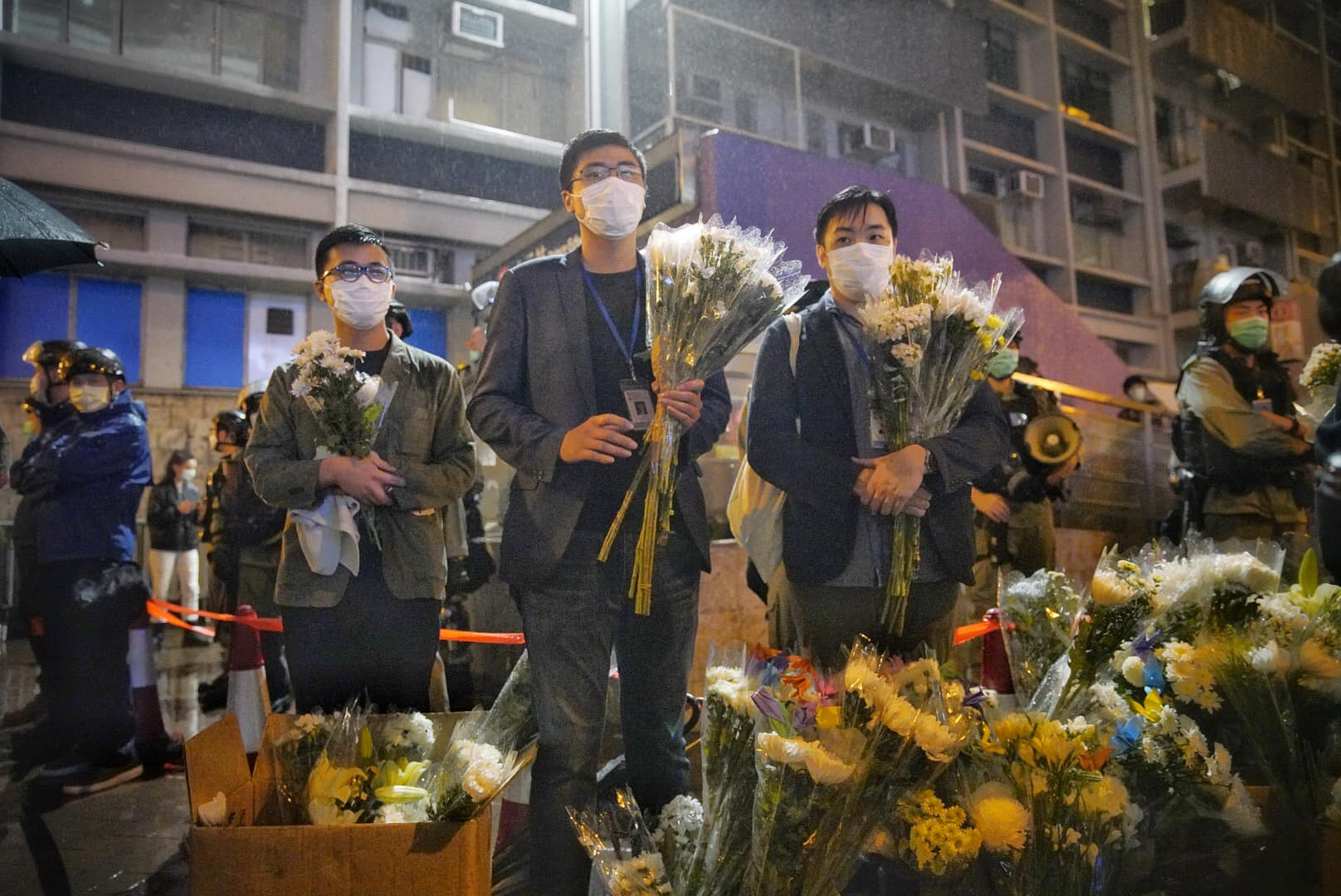
傍晚，區議員和立法會議員站在警方防線外，代為接收市民獻上的鮮花

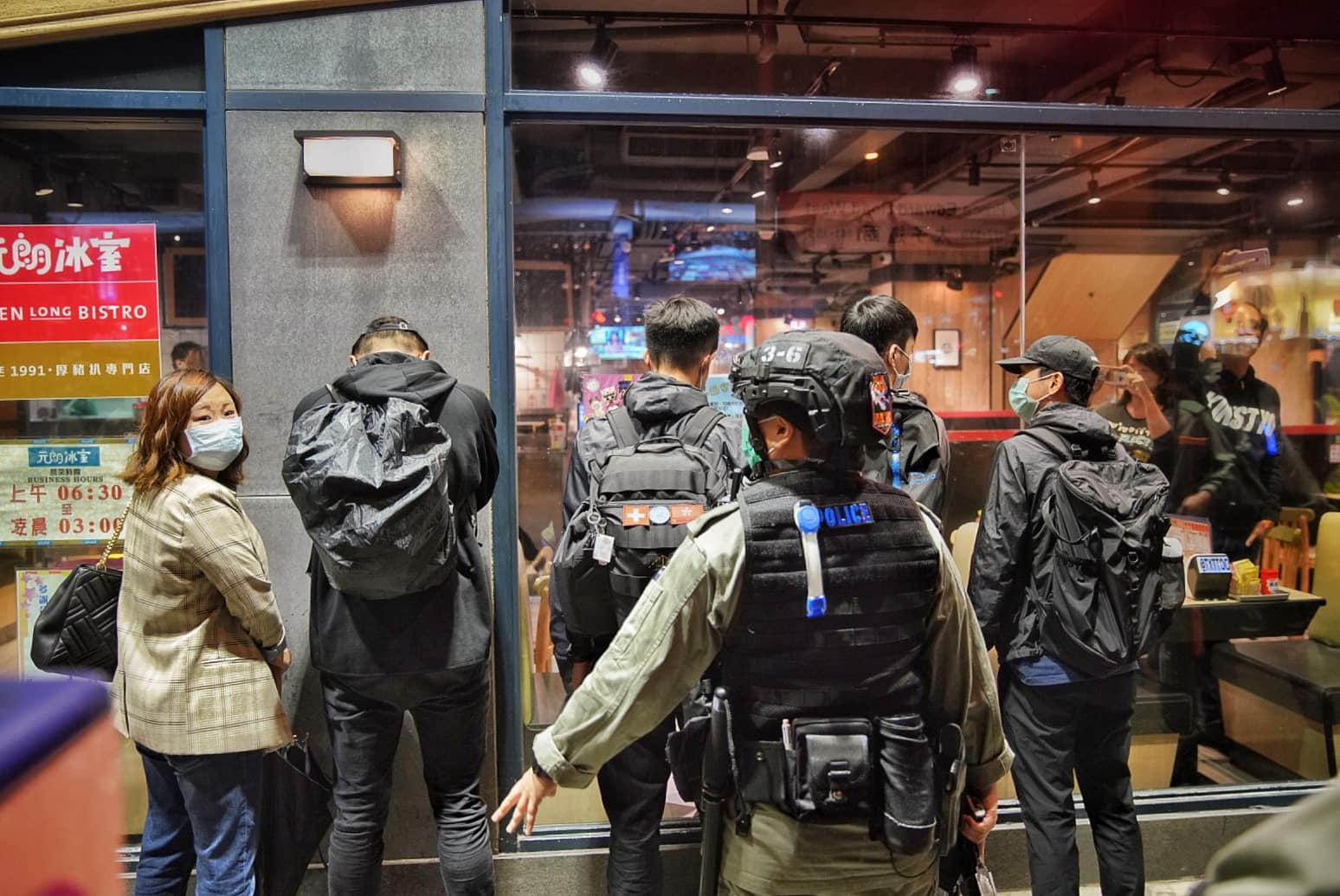
晚上近8時，警方在太子道西「元朗冰室」外截查10多人

2020年3月31日，大批防暴警員在下午4時已經戒備，在太子站設封鎖線禁止市民獻花。到傍晚，區議員和立法會議員站在警方防線外，代為接收市民獻上的鮮花。到晚上8時，大批防暴警察採用突擊行動追捕和截查多名市民。先在太子道西的元朗冰室對外路口截查十多名男女，更被指令雙手擺頭。到9時的圍捕，速龍小隊在太子道西制服數名市民，其中一人血流披臉，需要由救護車送院。其後在荔枝角道、砵蘭街、新填地街等多處設封鎖線截查和拘捕多名聚集的市民。警方表示行動中共拘捕43男11女，並在太子站外及旺角一帶地區共截停搜查75人，並登記他們的個人資料，雖然未有拘捕或發出告票傳票，但保留日後檢控的權利。旺角東區議員林兆彬譴責警方行動阻止市民和平獻花表達訴求，並越權清走鮮花。他表示會將已裝滿16個紙皮箱運去沙嶺墳場。

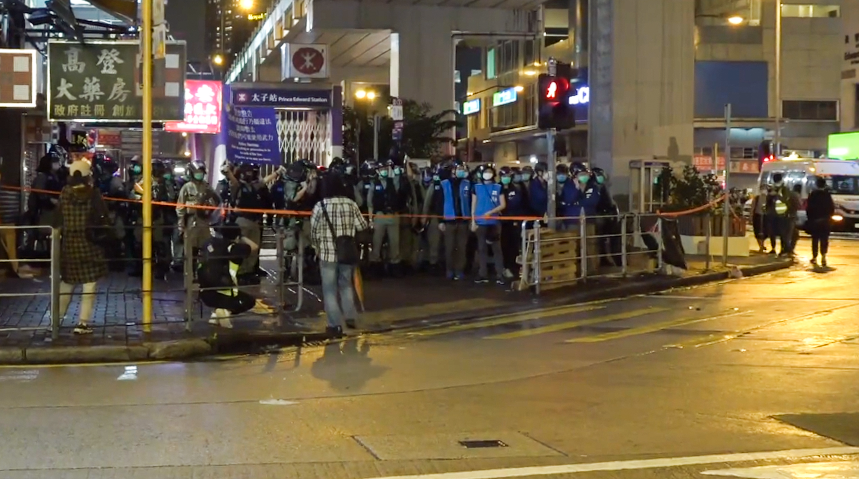
防暴警察舉起藍旗，警告市民參與非法集結
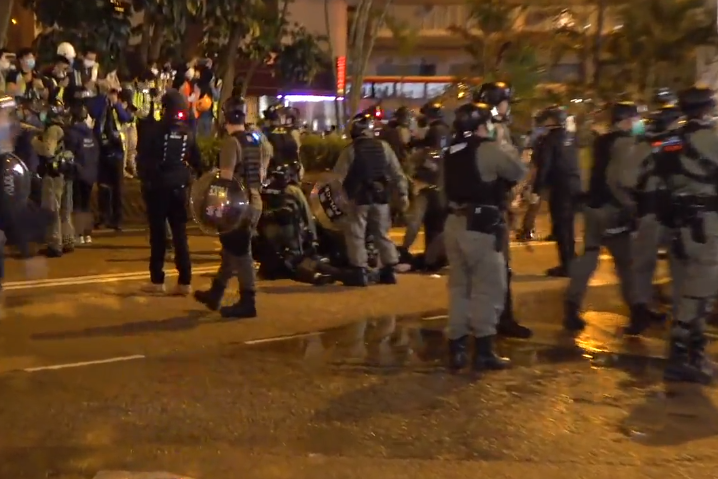
防暴警察突擊追捕到太子道西與大南街交界制服數名市民
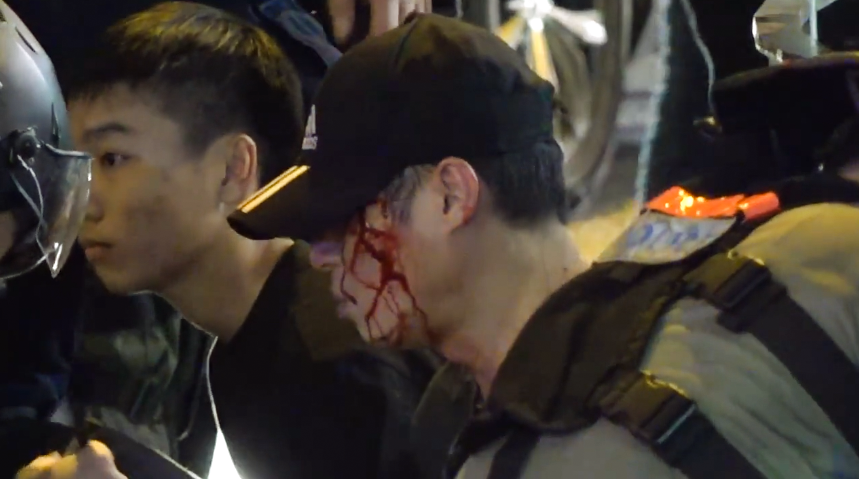
有制服的年輕人血流披臉
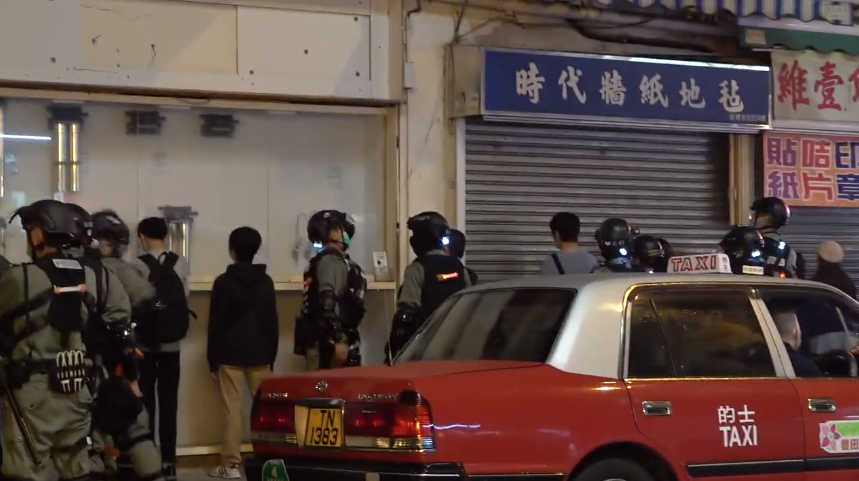
警員在新填地街設封鎖線截查市民

另外，網媒PSHK拍攝到一輛的士駛至鴉蘭街附近時，揮動「光復香港」旗幟和唱《願榮光歸香港》，其後被防暴警察喝令車上的人下車，表示「型係要付出代價」，並要求一名被搜查女子大聲道歉。其後以「公眾地方行為不檢」拘捕車上3男1女。執業大律師認為在的士上唱歌及揮旗，只是違反一些交通規例，批評警察完全曲解法律條文，無理拘捕市民。若警察的邏輯成立，市民參與和平遊行時唱歌及揮旗，也會被指控為公眾地方行為不檢。
被捕的香港眾志成員李啟靖在紅磡警署獲釋後稱，一名高級警官聯同多名便衣警員先以粗口「點X樣啊？我X你老母啊！我而家X你啊！懦夫！」侮辱一名精神病患者，其後再有多名警員對其施加暴力，連番拳打腳踢倒地，更警告在場人士不許望被傷害被捕者，否則會受牽連。而警方雖然聲稱當晚沒有引用防疫法例拘捕市民，但李及另一被捕者表示警方會使用《預防及控制疾病（禁止羣組聚集）規例》法例拘捕。
晚上約10時半及近11時，警方接報太子警察體育遊樂會及港鐵旺角東站路軌有人投擲汽油彈，無人受傷。到4月1日凌晨2時許，有人向大埔警署投擲5枚汽油彈，在場巡邏的便衣警及負責量體溫的警員即時拘捕其中兩名男子，糾纏期間兩名警員受傷。最後拘捕3名男中學生，涉嫌縱火。

## 八個月
2020年4月30日，傍晚時分，有市民希望在站外範圍聚集和獻花，但防暴警察早已築成人鏈，阻止市民獻花，有區議員則以紙箱收集花束。防暴警察在太子站周圍截查市民。約6時，一名中年男子被截查，扣查約半小時後，該男子被指控隨地吐痰，遭警員發出告票，唯現在沒有明顯口水或痰抹痕跡。
晚上約9時，在旺角洗衣街，有一輛「P牌」黑色私家車被指形跡可疑，警員上前截查但該私家車加速撞向一名警員，警察隨即以衝鋒車截停該私家車，制服車上兩人，分別以涉嫌瘋狂駕駛和藏有工具作非法用途被捕。

## 九個月

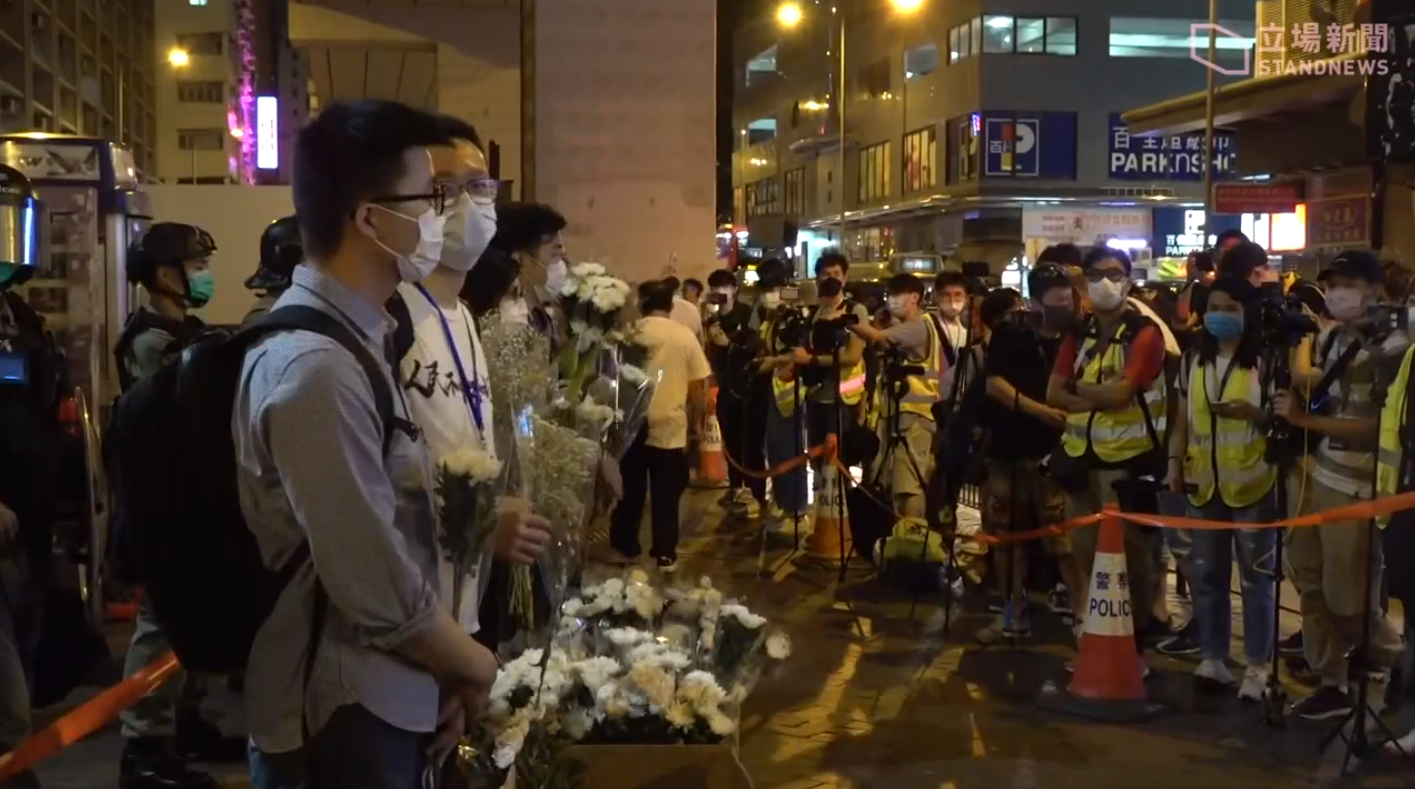
區議員在場代為接收市民花束

2020年5月31日，傍晚6時許，陸續有市民到港鐵太子站B出口外獻花，警方派出多名防暴警在該處站崗，並拉起封鎖線，區議員在場代為接收市民花束。而警方設立了兩個傳媒採訪區，並廣播要求逗留的市民散開。到晚上9時15分，太子聯合廣場外有十多人被截查，其後獲得放行。中環國際金融中心商場中庭亦有約20人靜坐紀念事件。

## 十一個月
2020年7月31日，晚上有20多名市民於3號風球下冒雨前往港鐵太子站外獻花。有人高叫「光復香港 時代革命」後，軍裝警突然從港鐵站出口衝出，而便衣警其後制服一男兩女。而一名男子被截查期間因搜到即防毒面具，涉嫌違反《進出口（戰略物品）規例》被捕。警方表示在彌敦道和山東街附近巡邏期間，發現一名男子藏有多把刀和一張屬於他人的八達通，以管有攻擊性武器及盜竊罪拘捕。警方拘捕9人，年齡介乎13歲至70歲。其中3人被票控違反限聚令。

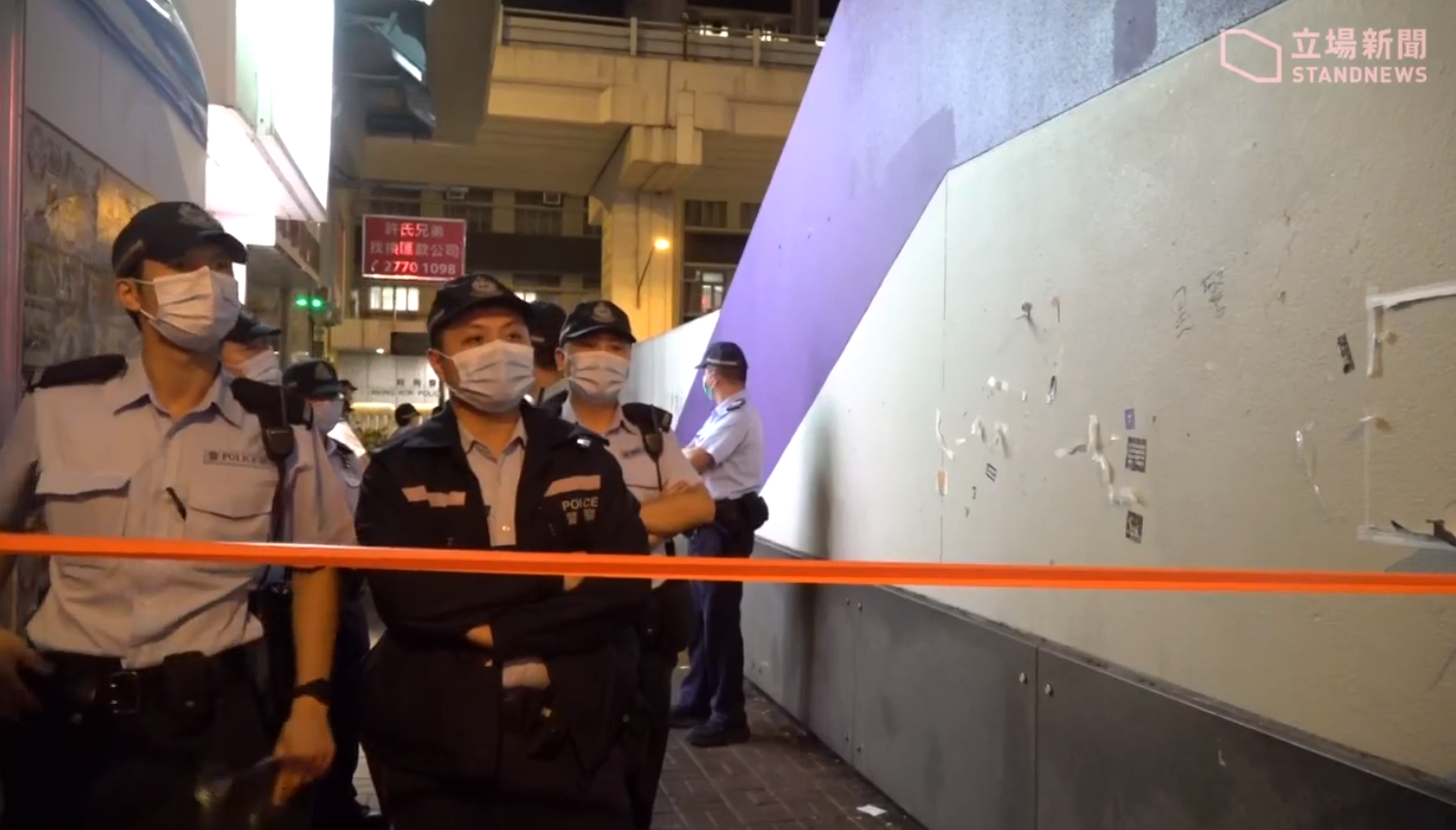
太子站B2出口牆身被人用黑漆噴上「光復香港 時代革命」後，警員圍封該處
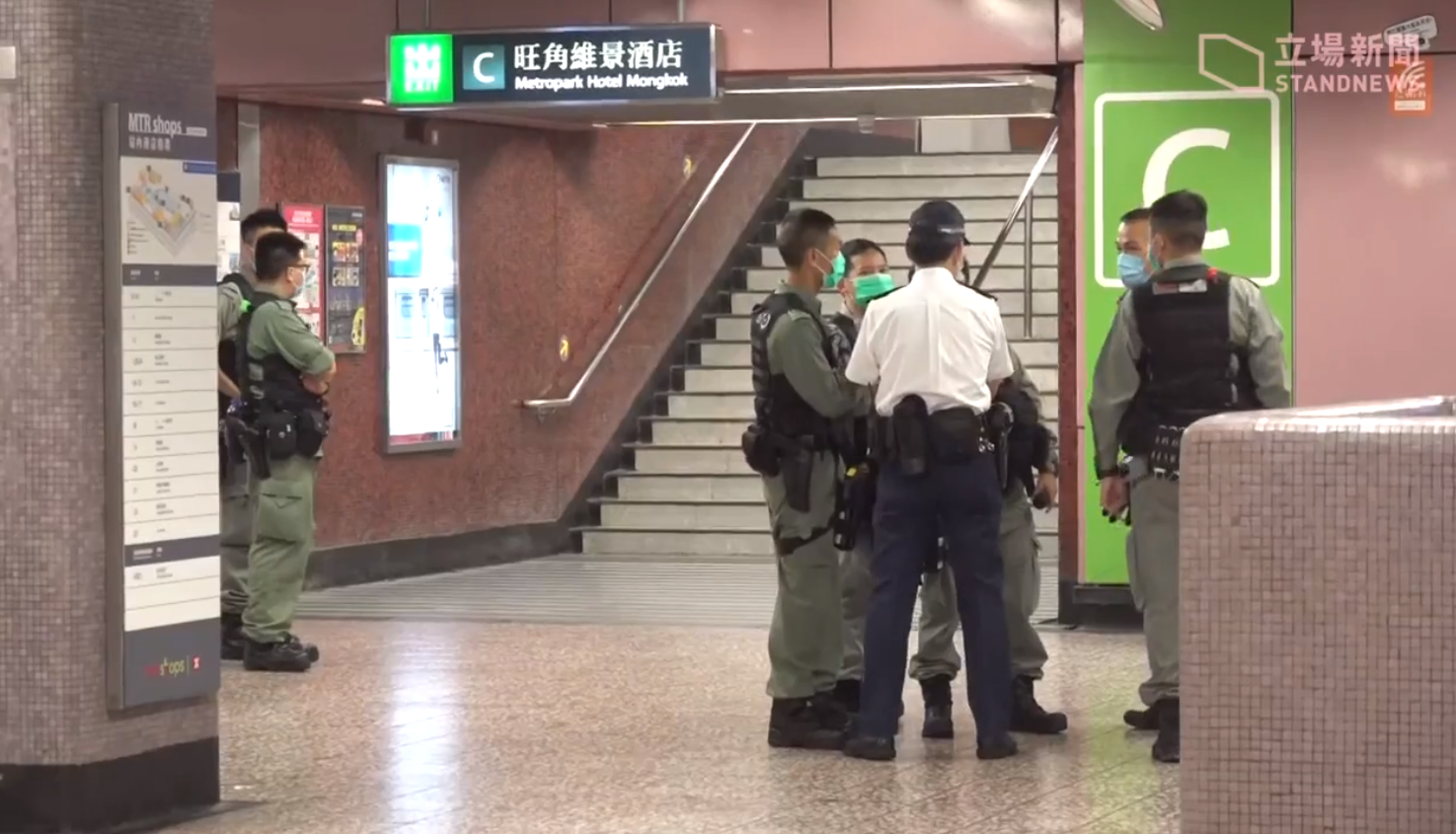
防暴警員在大堂戒備
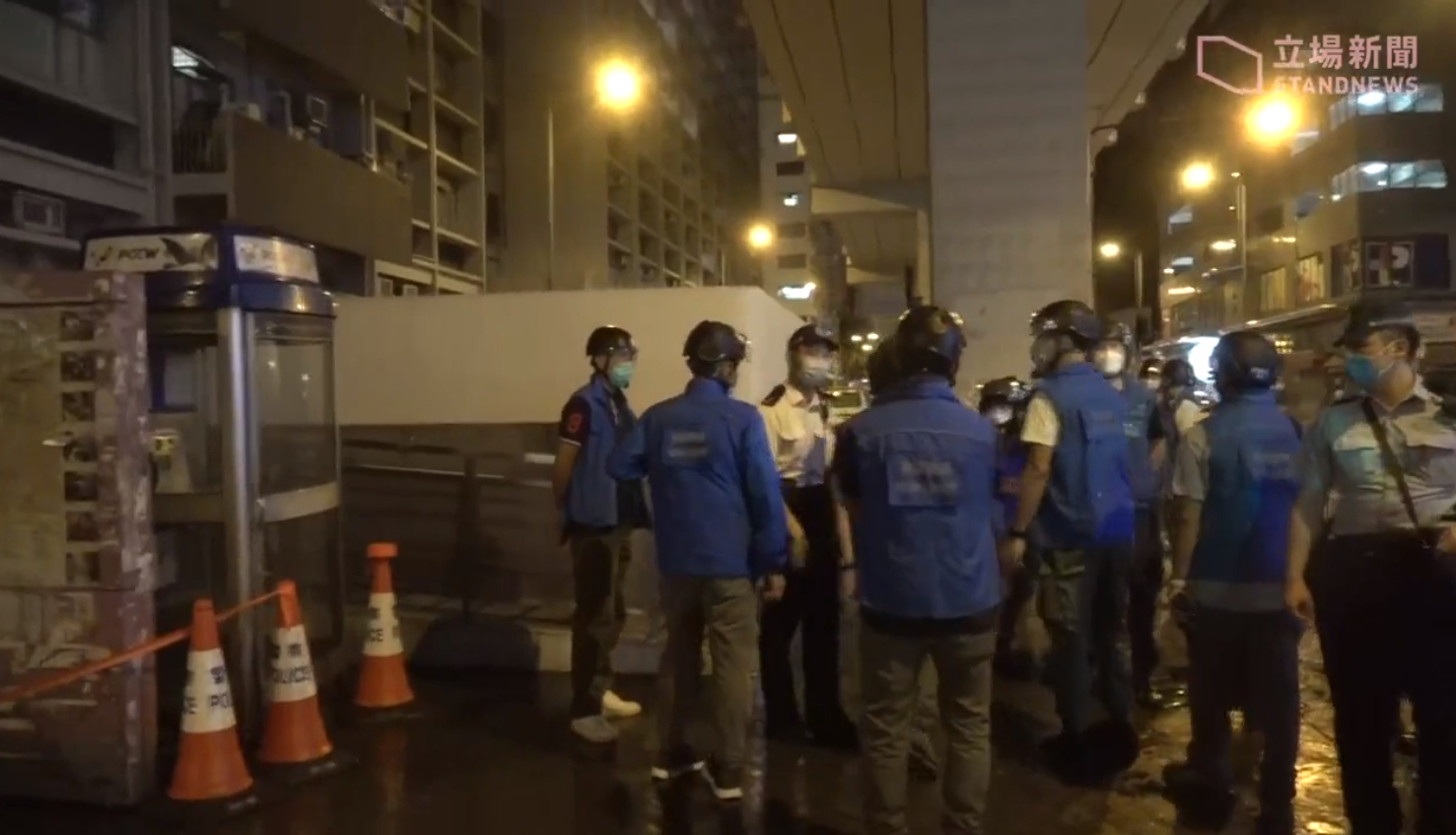
警員在站外戒備
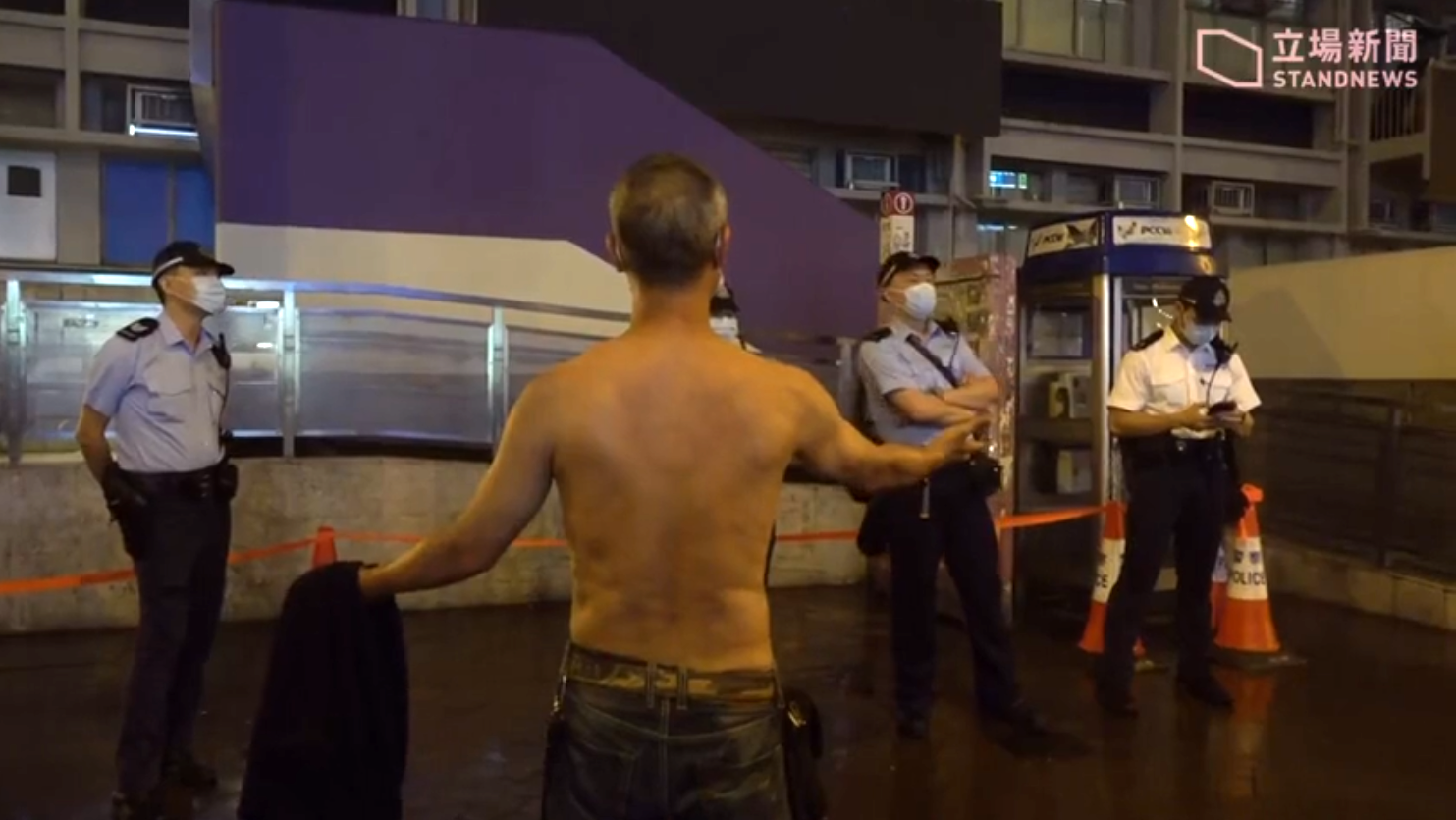
有市民批評警方
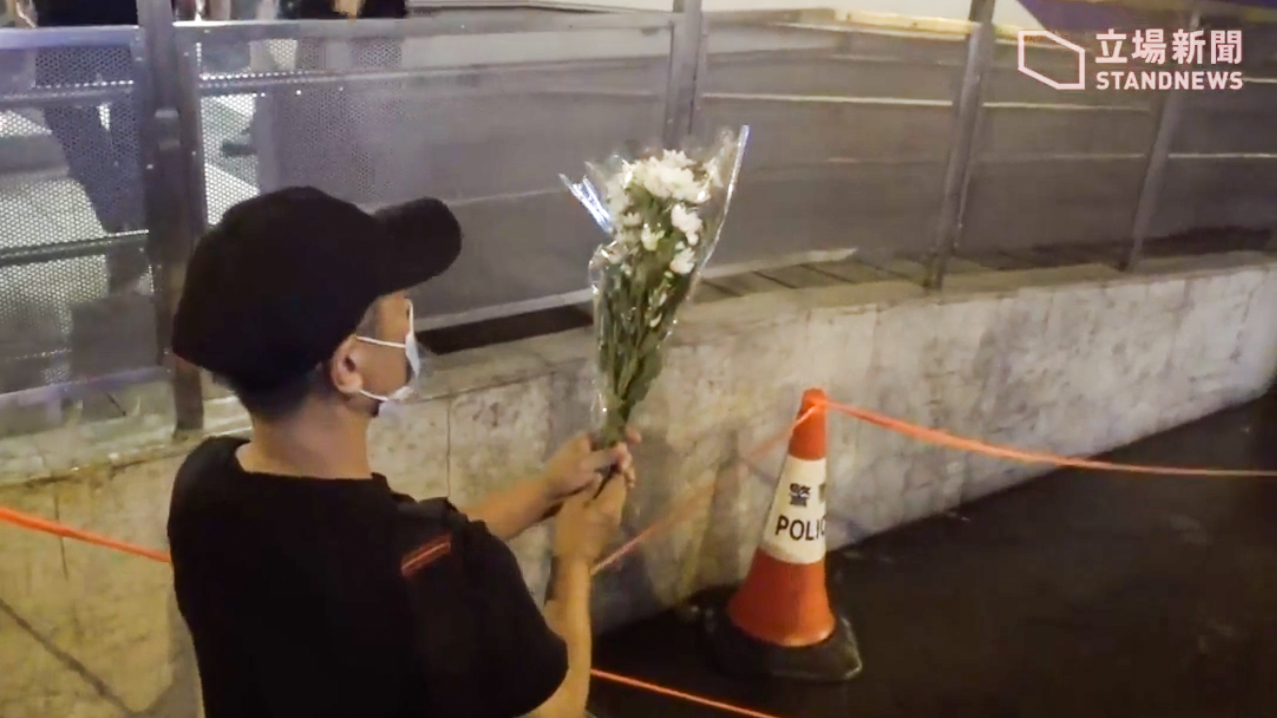
有市民在站外獻花

## 一週年

3時30分，近100名軍裝警員進入商場高層進行清場

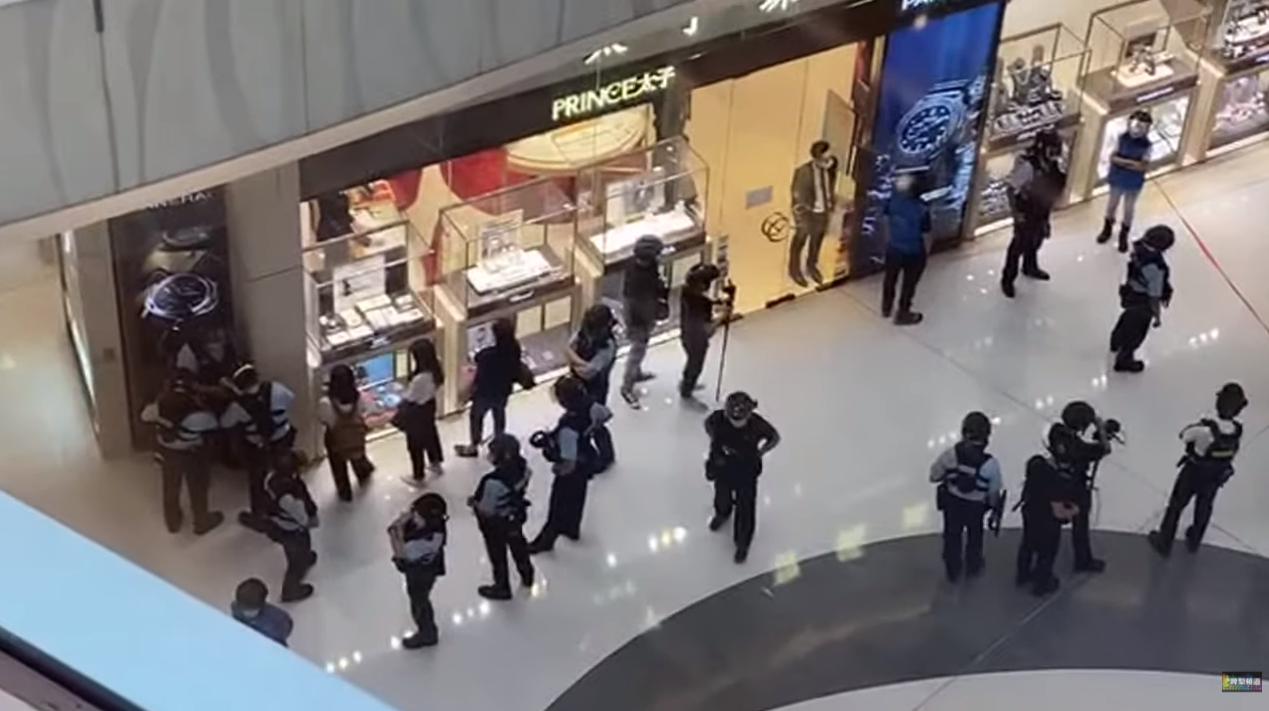
市民在MOKO新世紀廣場地下被警員票控

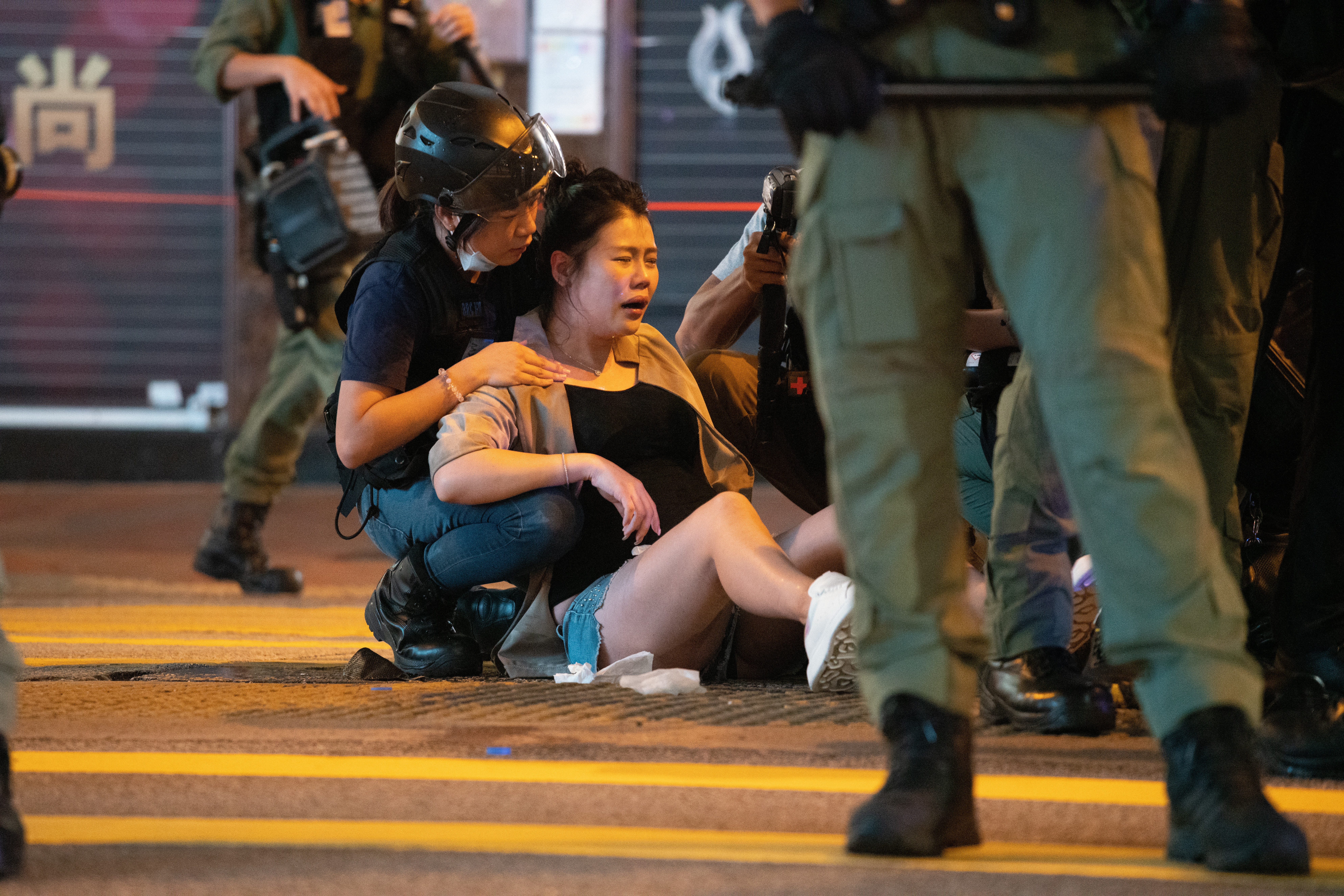
8月31日晚上10時05分，警方推進至亞皆老街一帶，一名孕婦過馬路期間突然被多名警員推到在地上，並施放胡椒噴劑感到不適

2020年8月30日下午2時30分，網民發起在旺角MOKO新世紀廣場舉行毋忘8.31行動，到3時30分，接近100名軍裝警員衝入商場，在各層拉起封鎖線並截查多人，共票控11人。有身穿黑衣的母親提醒警員「你支槍唔好掂到我個仔」後，一名「白衫」警員向母子3人發告票稱違限聚令，母親表示攜有兒女出世紙，可以證明是一家人，但警員以「咁好準備（出世紙）呀，死曱甴！」譏諷母親。下午近5時起，有市民在朗豪坊高叫反修例口號。一名男子對參與人士感到不滿，一度沒有戴上口罩，其後由保安和便衣警員帶離商場。到傍晚6時，近100名軍裝警員由旺角綜合大樓天橋進入商場進行清場，共票控15人涉嫌違反限聚令。而當日合共有29人被警方發出限聚令告票。
另外，警方在旺角站拘捕兩名男子，涉嫌管有仿製火器及違禁武器。

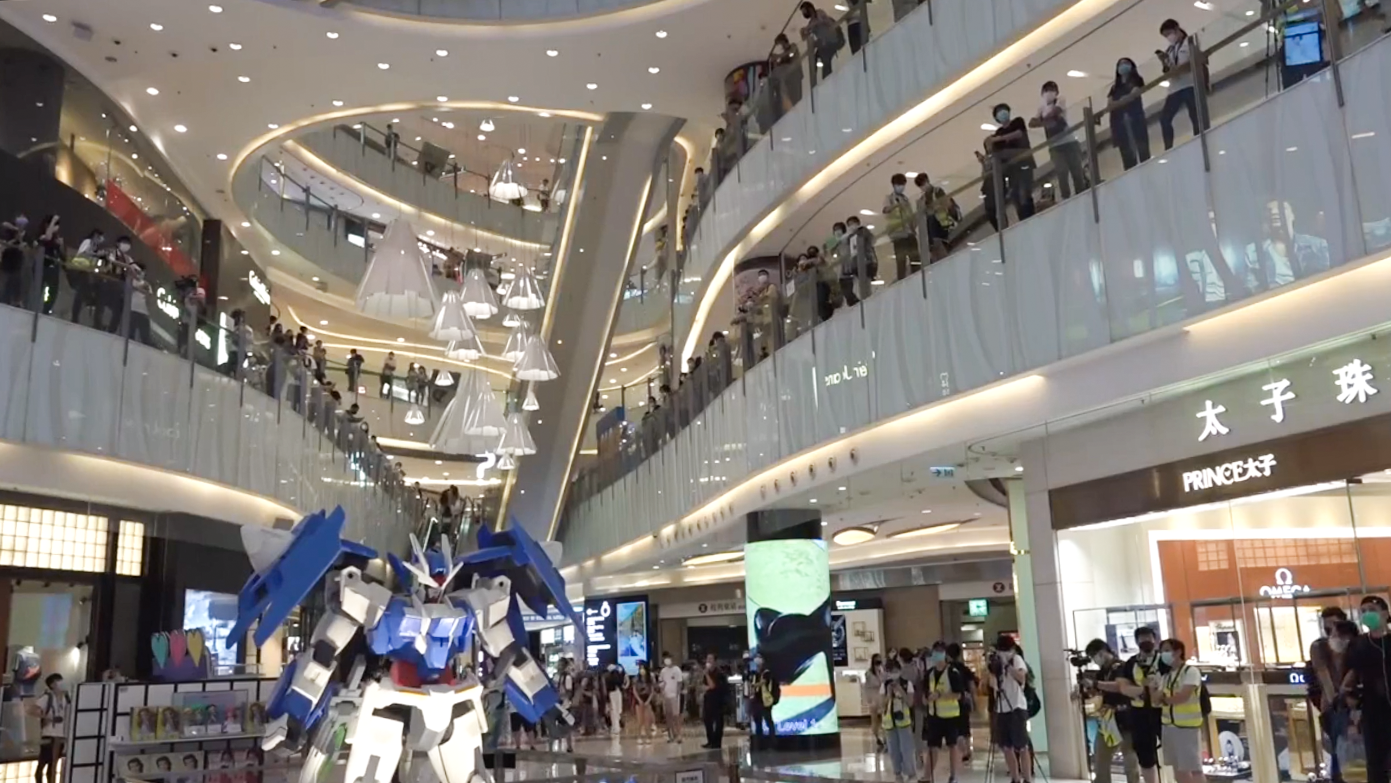
參與人士在MOKO新世紀廣場中庭逗留
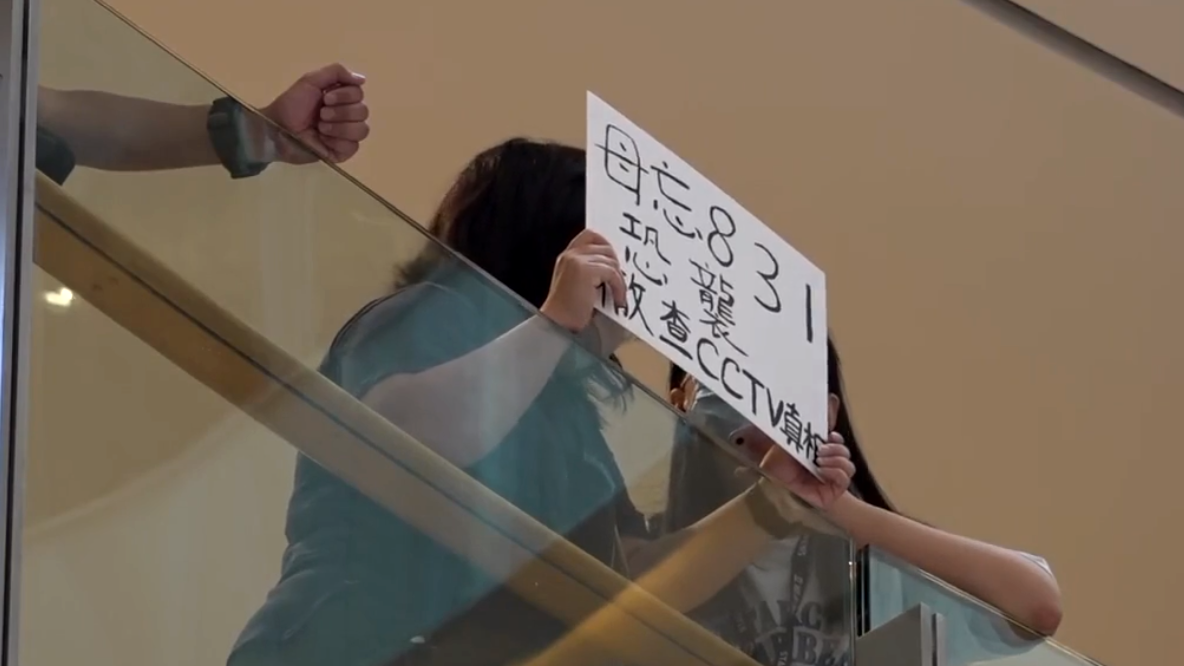
參與人士在MOKO新世紀廣場舉起「毋忘831 恐襲」
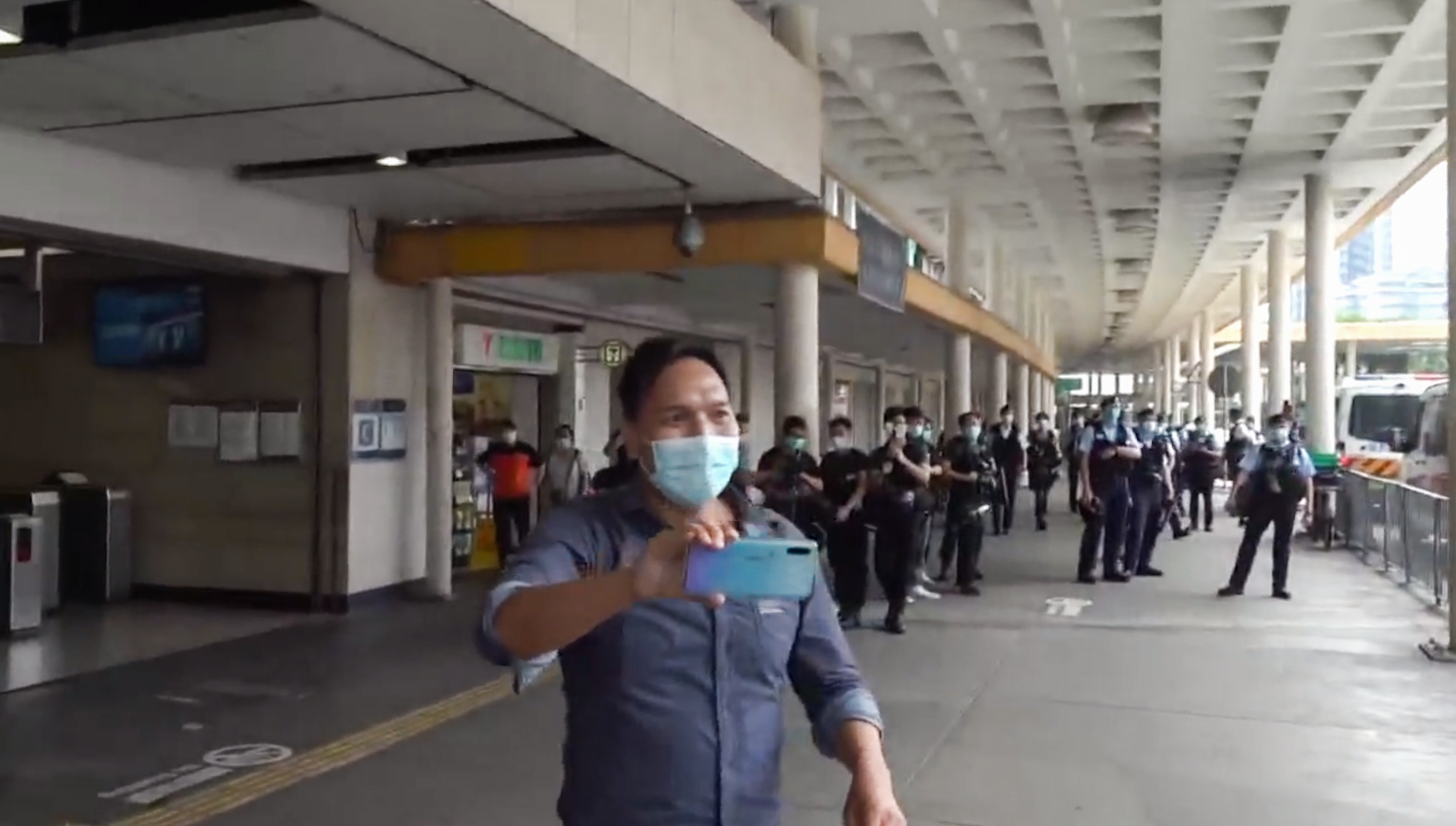
石房有「大波Man」一度到場
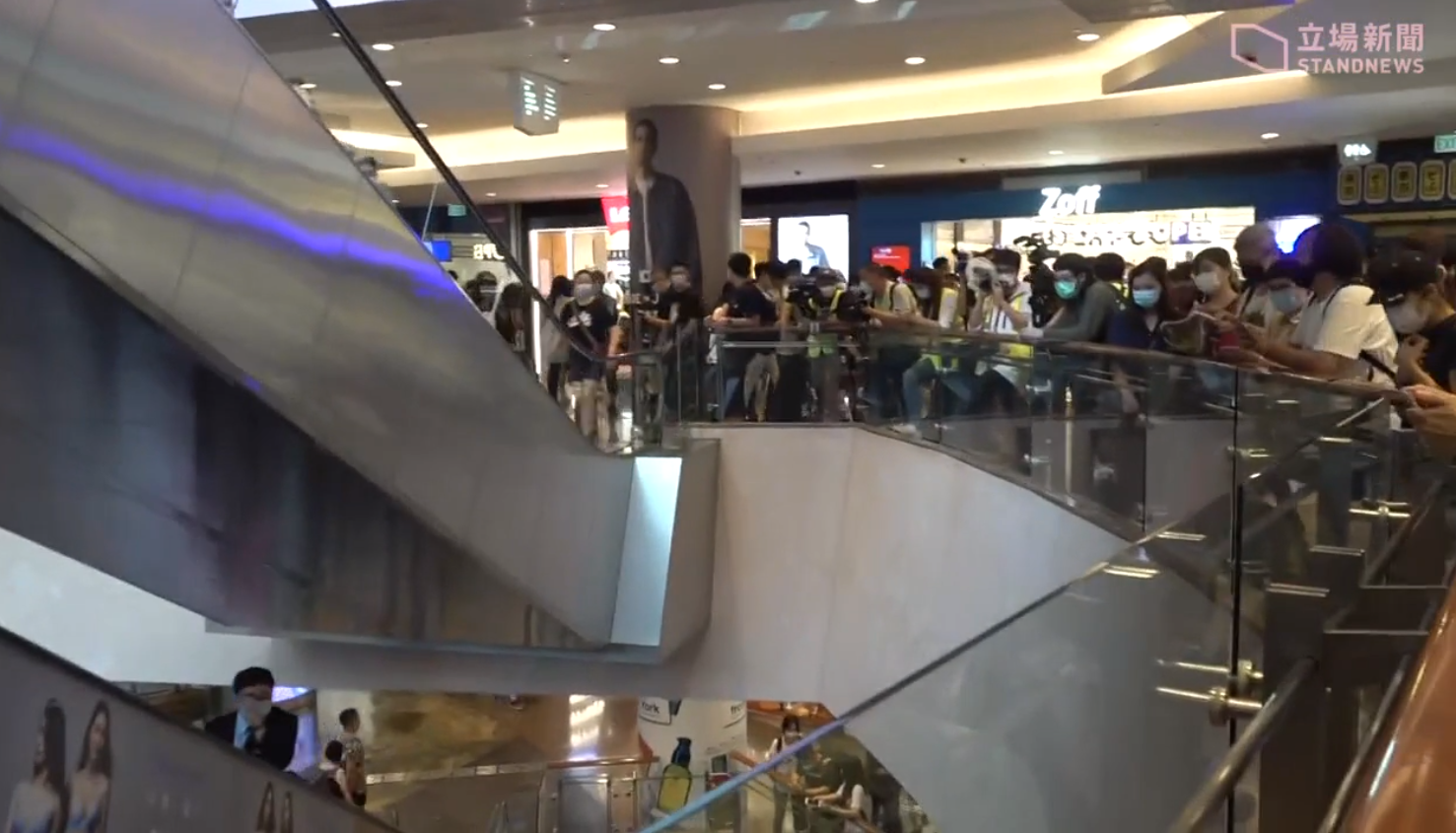
有市民在朗豪坊高叫反修例口號
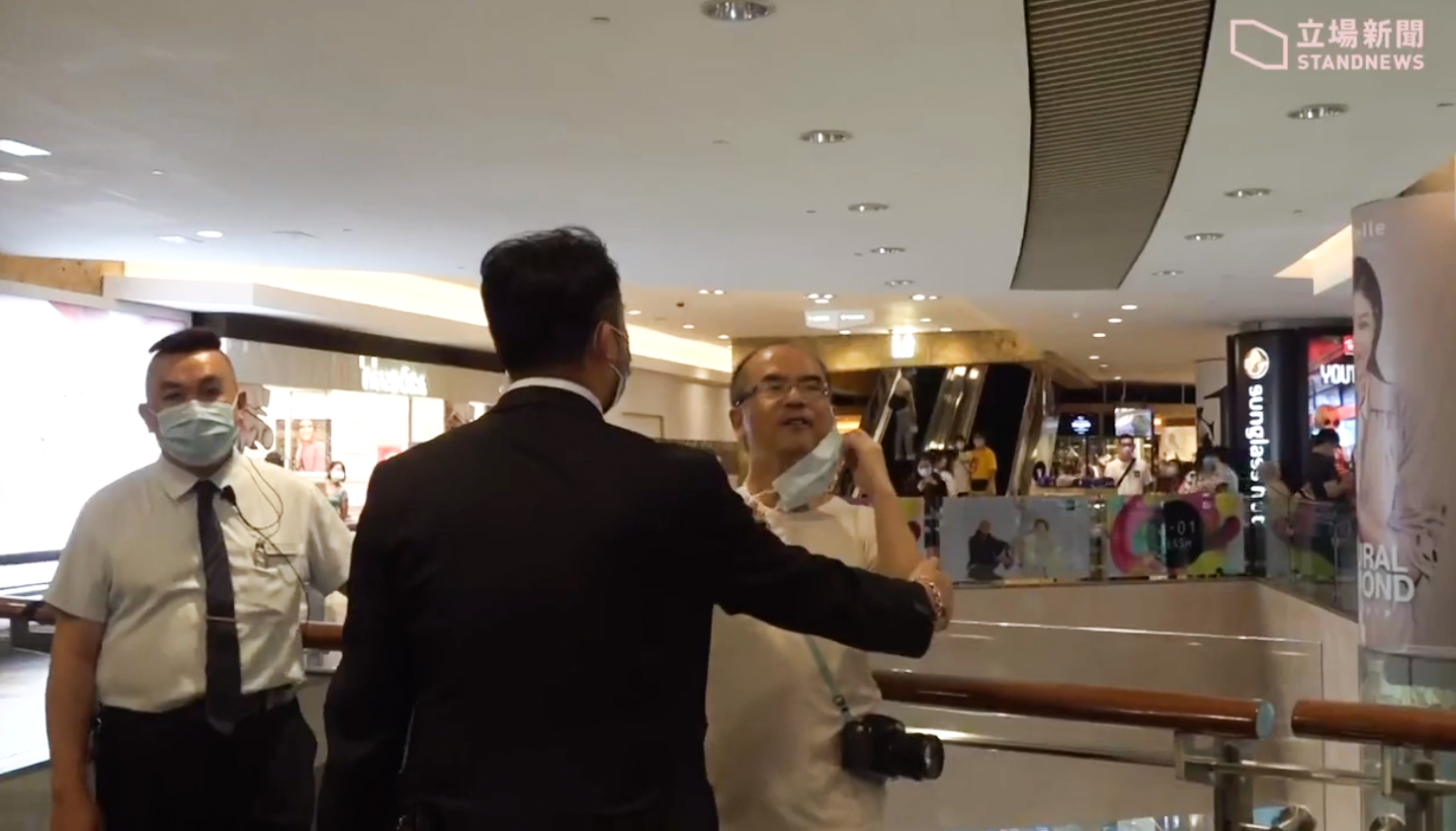
一名男子對參與人士感到不滿，一度沒有戴上口罩，其後由保安和便衣警員帶離商場
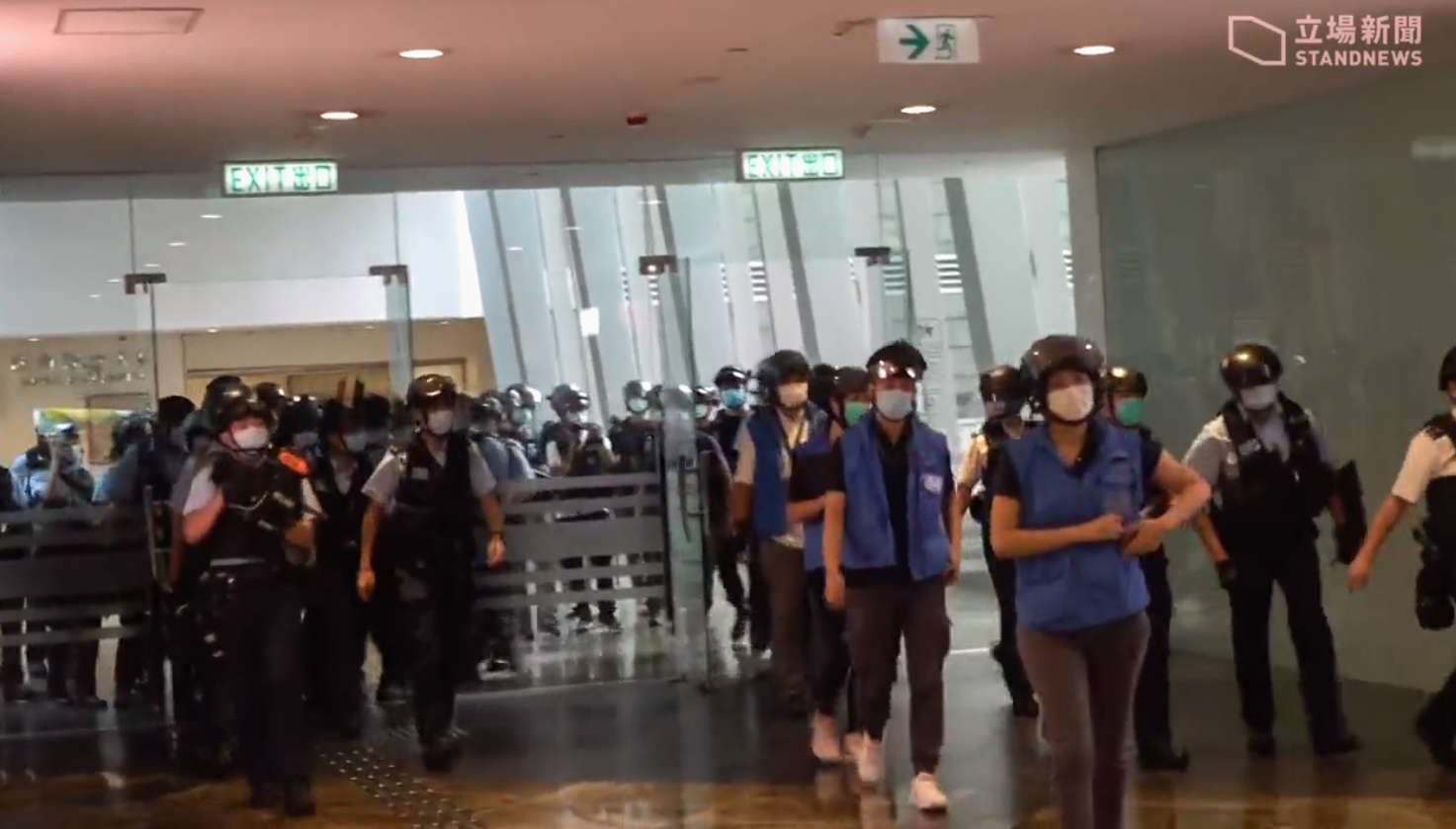
傍晚6時，近100名軍裝警員由旺角綜合大樓天橋進入商場進行清場
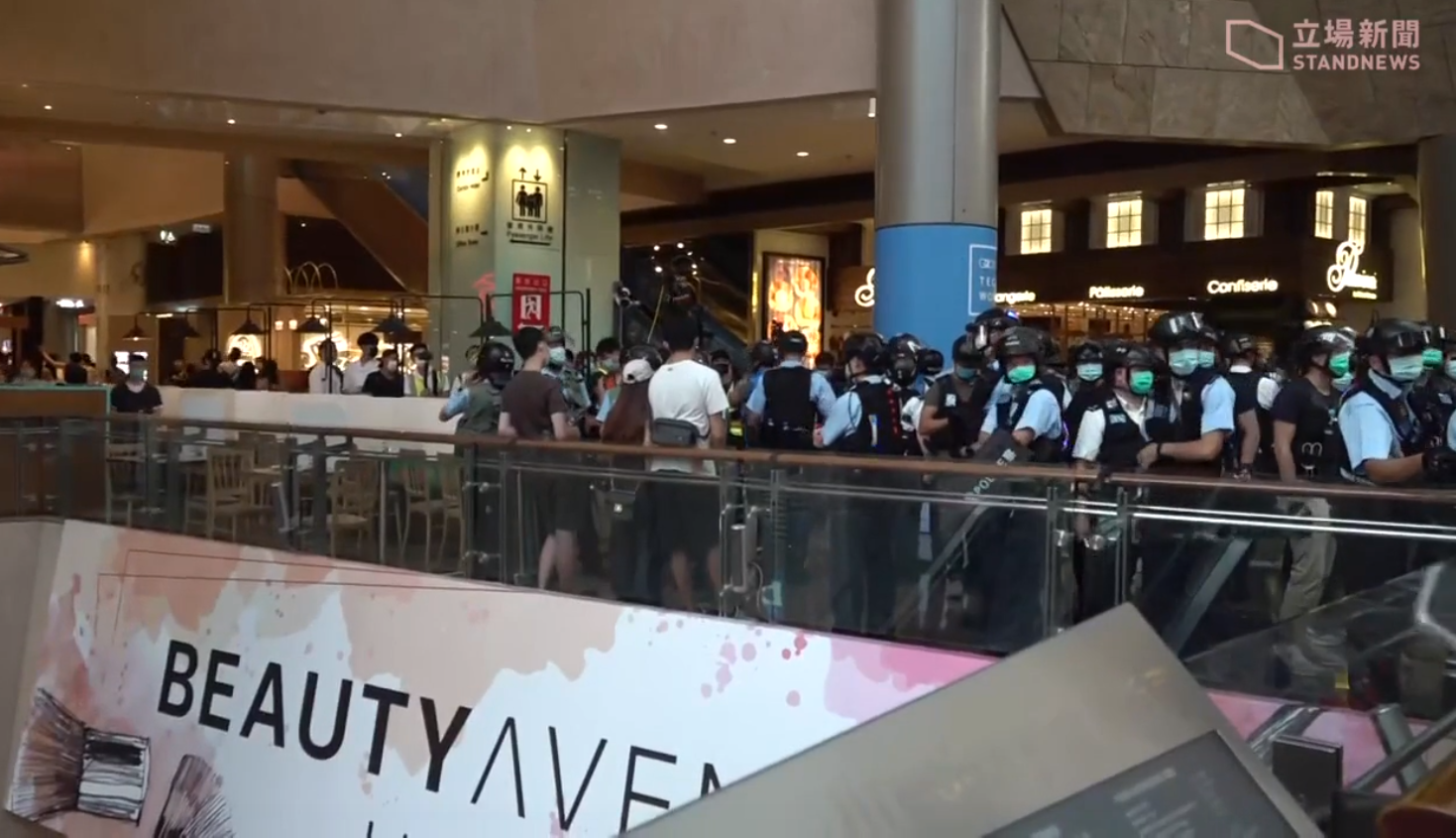
有3人在4樓通天廣場被票控
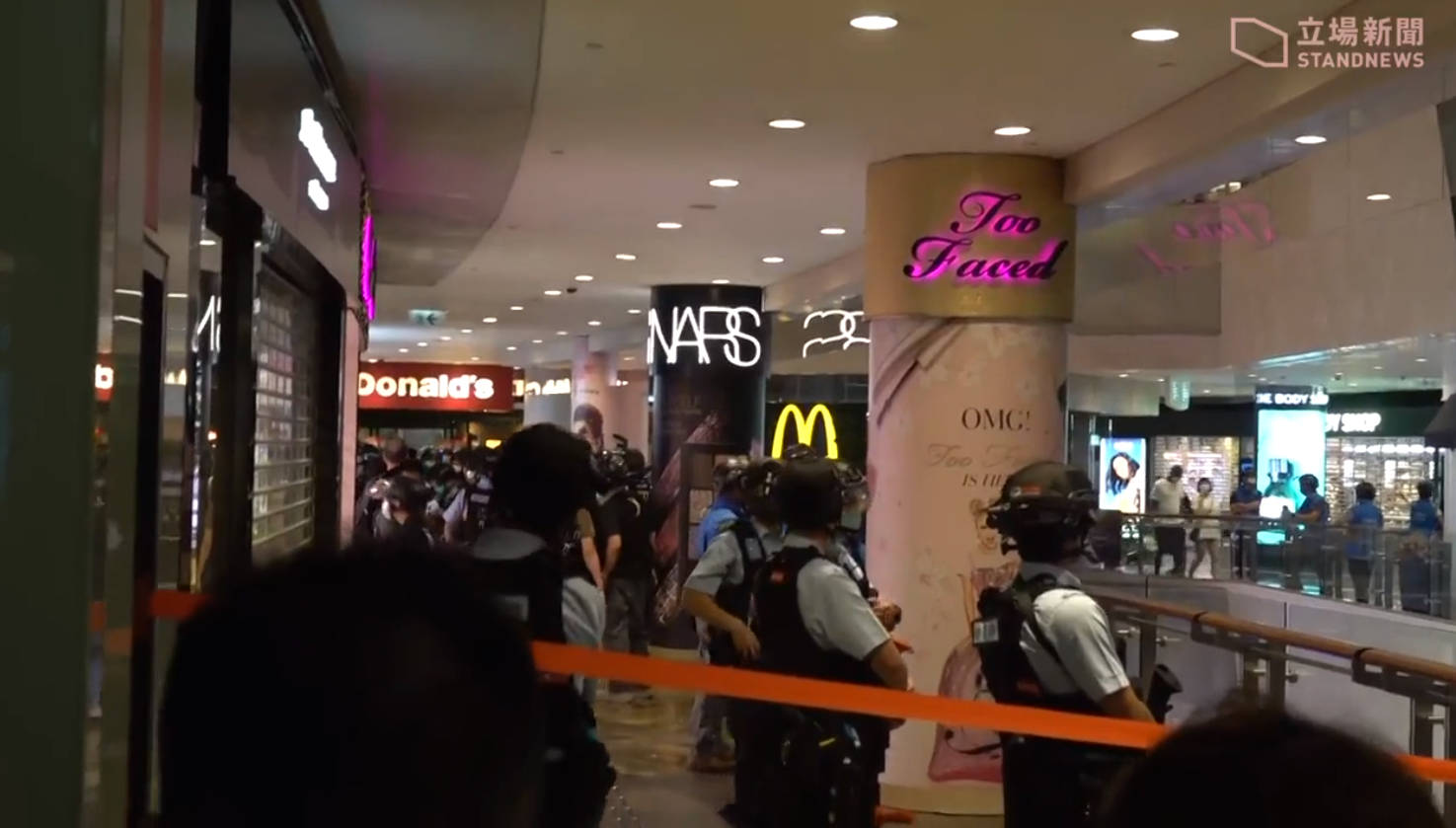
多名警員封鎖2樓並票控多人

2020年8月31日為事件一週年，當日由中午起陸續有市民到太子站B1出口外獻花，警員和港鐵清潔工將花清走。到晚上，警員在太子和旺角一帶驅散和追捕多人。期間一名孕婦被多名警員推到在地上，送上救護車往醫院治理，情況穩定。但丈夫事後涉嫌《在公眾地方行為不檢》被捕。當日有15人被捕，共174人涉嫌違反限聚令而被票控。而海外多個港人居住的國家，如加拿大、美國、英國、日本和台灣都有相關紀念活動。

## 十三個月

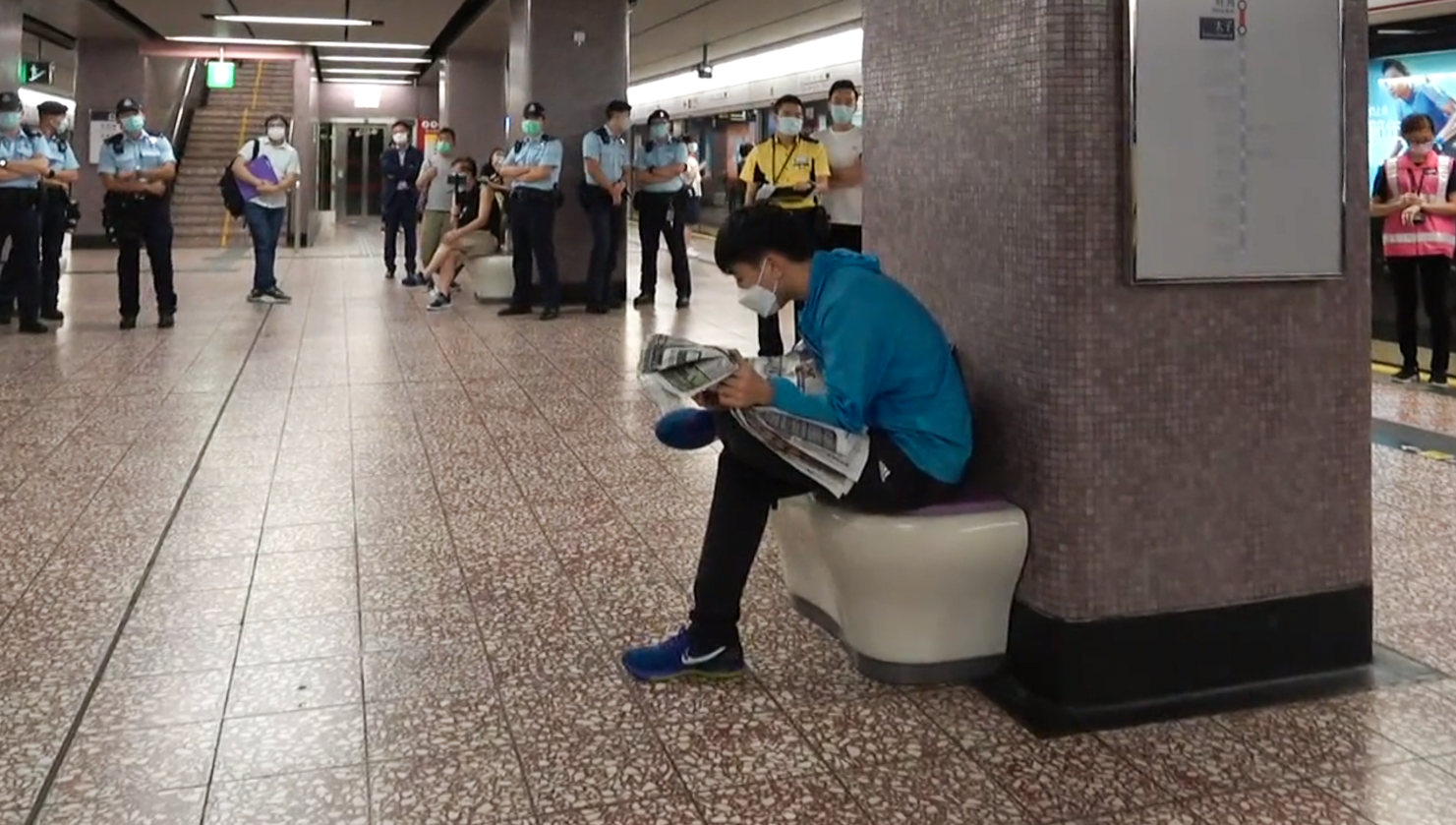
9月30日，「Lunch哥」中學生David在太子站月台位置坐在一張椅子看報紙，期間並無叫喊口號。不過卻引來多名軍裝警員在場戒備

2020年9月30日下午2時半，「Lunch哥」中學生David在太子站月台位置坐在一張椅子看報紙，期間並無叫喊口號。不過卻引來多名軍裝警員在場戒備，之後用橙色膠帶將「Lunch哥」周邊一帶範圍封閉，防止有人聚集。半小時後，3名曾與軍裝警員交談的黑衣男子到場，上前喝罵David為「白卡佬」，又叫他盡快離開。之後有「大波Man」石房有到場拍照一度隔空互相指罵，隨後David自行離開。而石房有與部份網媒對罵後也乘港鐵離開。
到晚上6時，有市民於太子站B1出入口外擺放鮮花，多名區議員在場代為接收。而警方派出大批軍裝警員和防暴警員在周邊戒備及監視，包括在出入口範圍拉起橙色封鎖線和截查市民。

## 十四個月
2020年10月31日為太子站襲擊事件14個月，自傍晚起有大量警員在周邊戒備，並截查在場市民，包括一名免費派發白花的男子，也有同行只有二人的市民被票控違反限聚令。到晚上8時許，警員在西洋菜街及太子道西交界附近拘捕兩名男子，其中一名被捕人士是元朗區議員伍健偉。指兩人分別涉及阻礙警員執行職務及公眾地方行為不檢。而區議員在警方封鎖線外收集到場人士的鮮花。到晚上9時許，有人指一間蛋糕店是「紅店」而起閧，警員到場再次舉藍旗驅散市民，並截查多人。

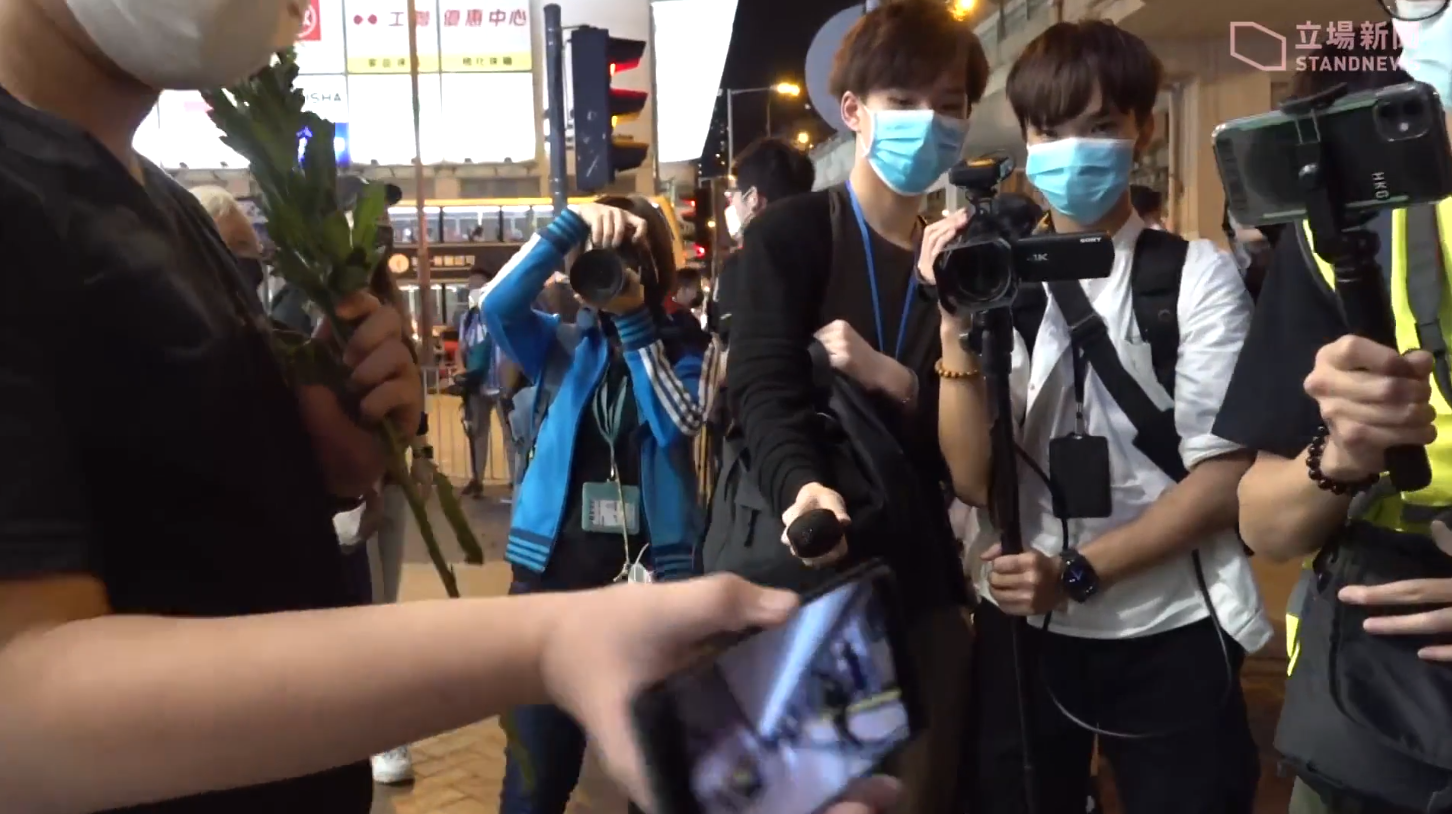
有市民在太子站對面的馬路播放當日襲擊事件的片段，並手持白花
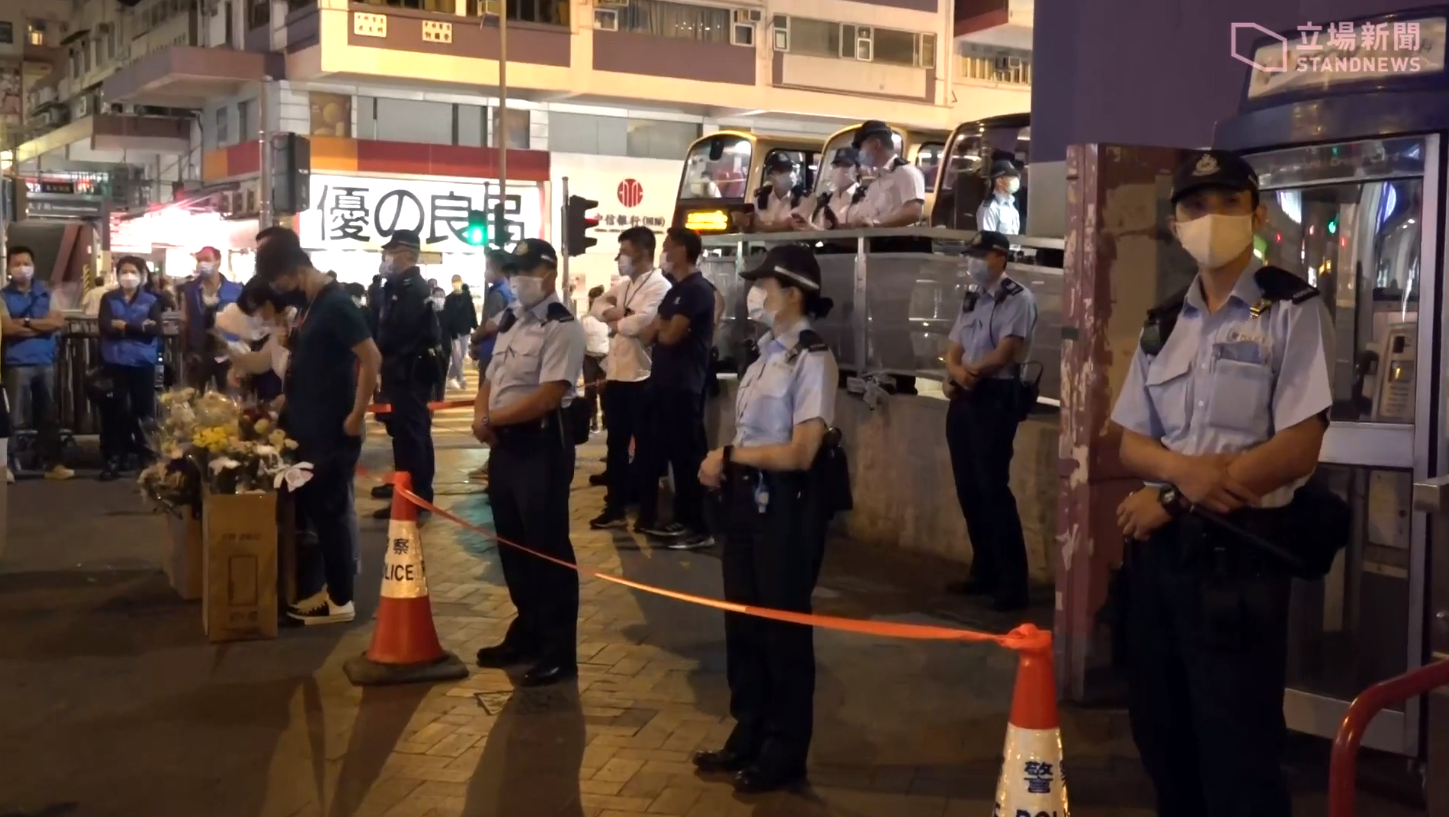
區議員在警方封鎖線外收集到場人士的鮮花
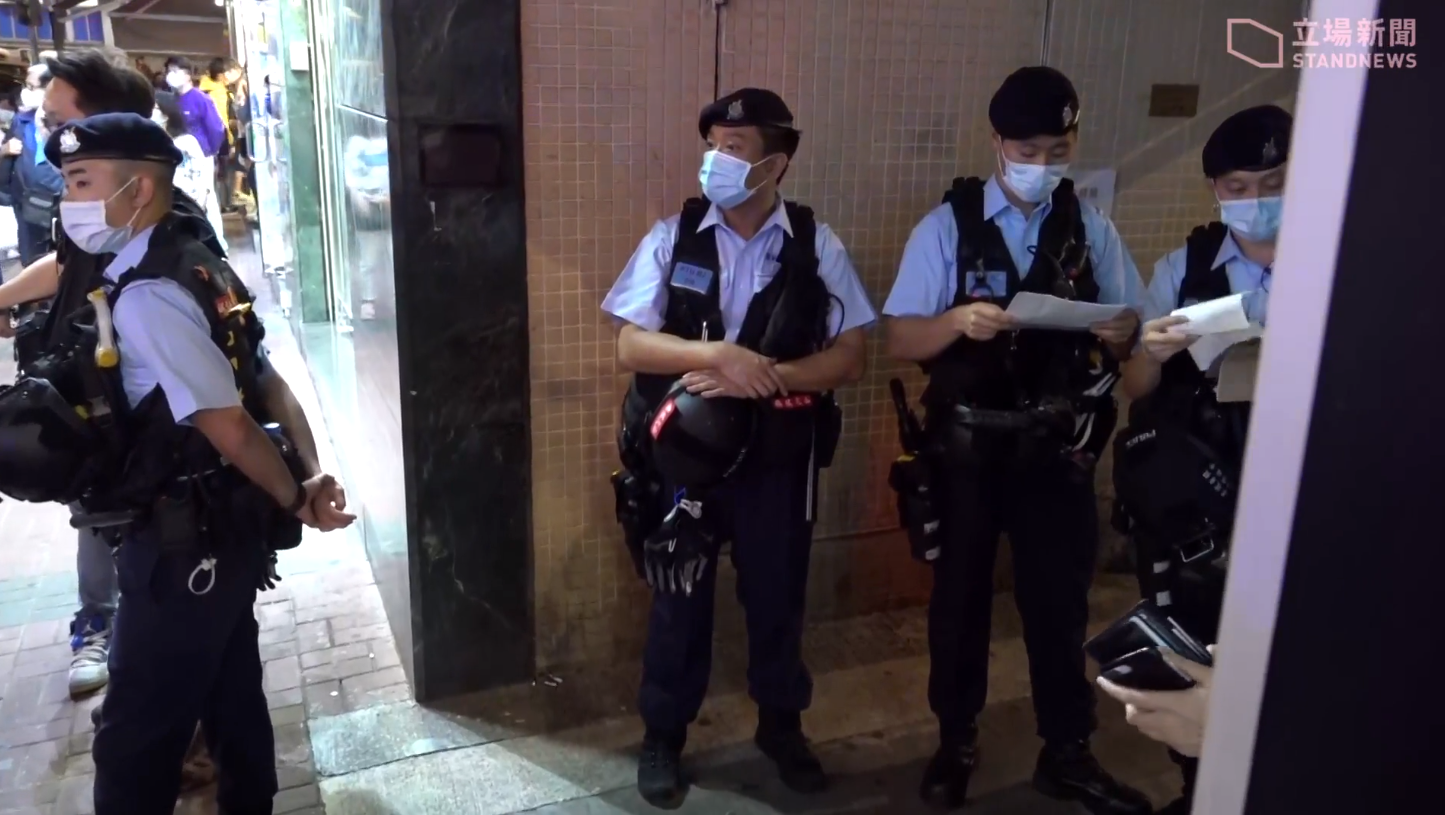
有市民被警員票控違反限聚令
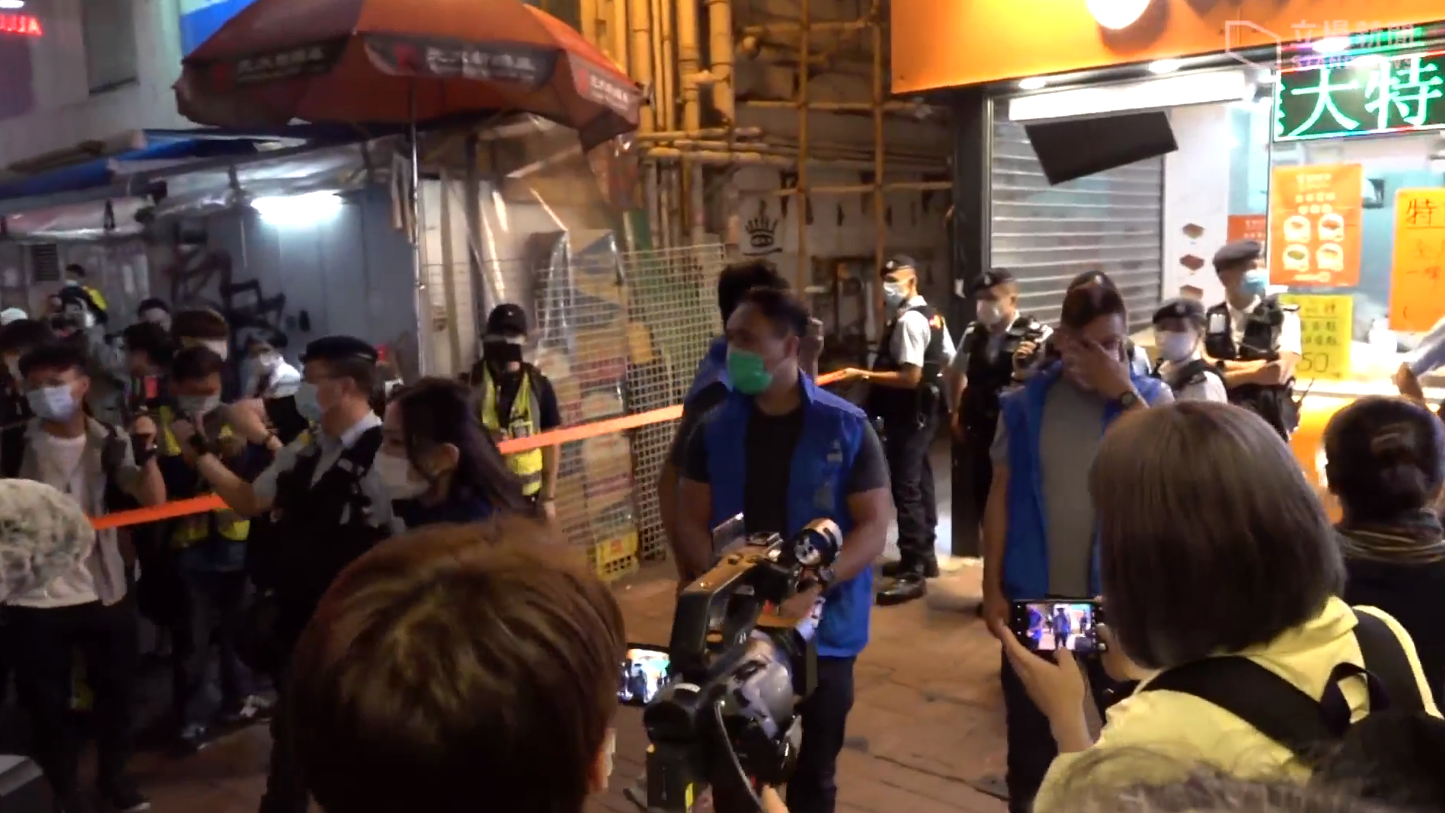
晚上9時許，有人指一間蛋糕店是「紅店」而起閧，警員一度封鎖該處
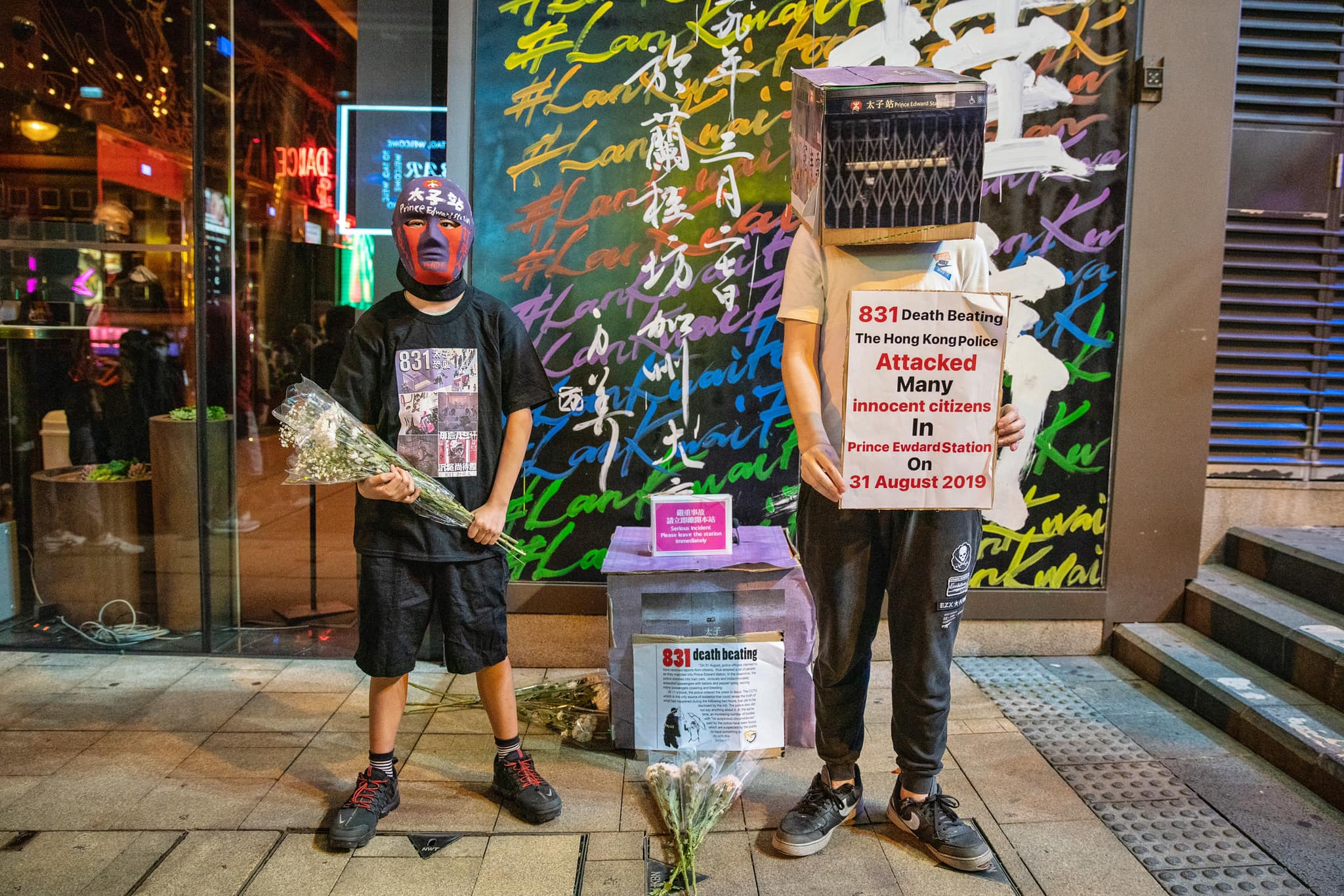
蘭桂坊有市民戴上有關8.31事件的道具

## 十五個月

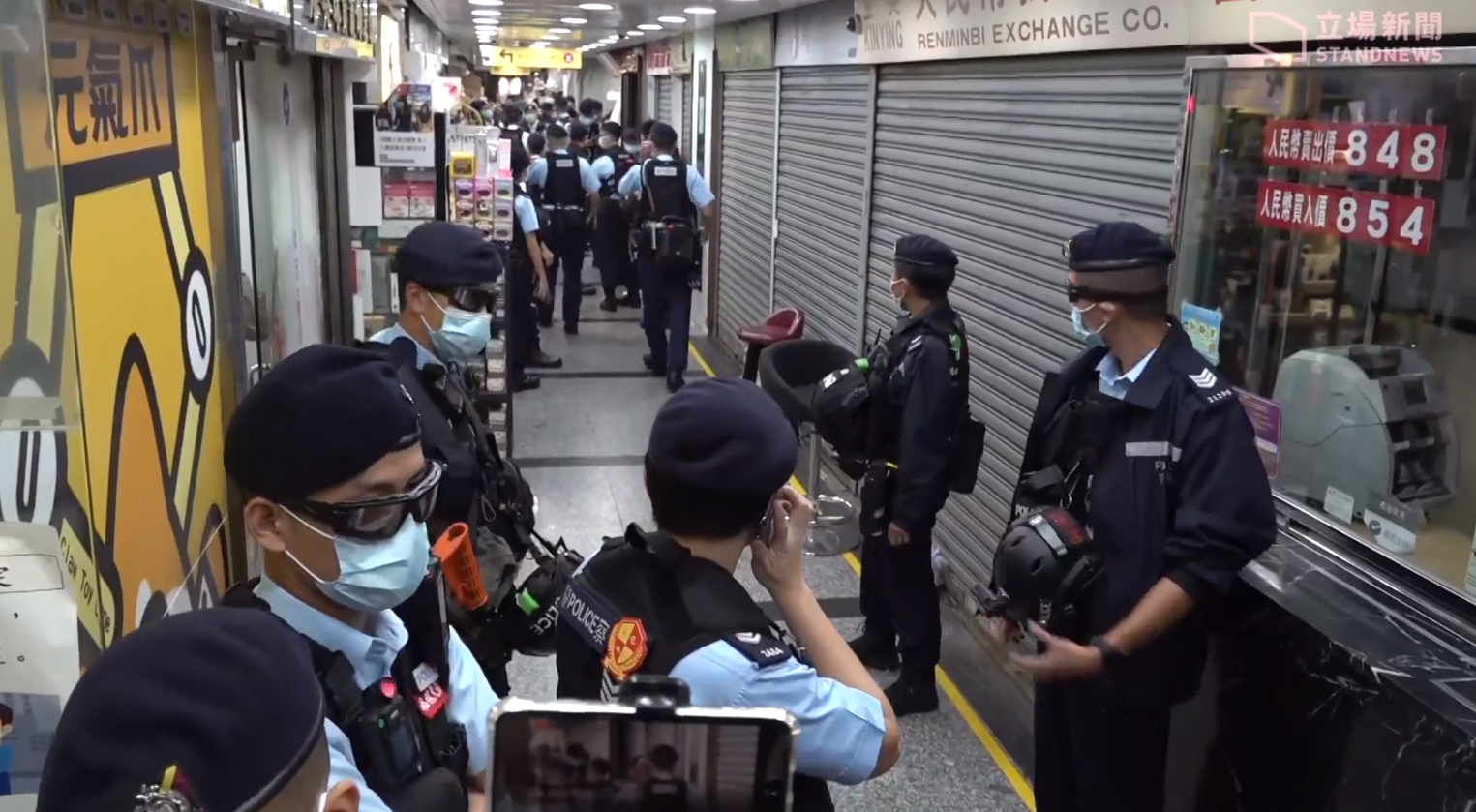
晚上8時許，有人在街道上叫喊口號後，有多名警員走入聯合廣場追逐市民，並截查一男一女

2020年11月30日為太子站襲擊事件15個月，區議員早前引述消息指警方會驅趕獻花人士，最後有3名市民因獻花被票控亂拋垃圾。而大批警員在下午起已經在太子站外佈防和圍上橙色膠帶。警員不時呼籲市民不可聚集。到8時，《初媒》拍攝到有人在街道上叫喊五大訴求、解散警隊、沒有暴徒等口號後，警員便追逐市民，期間有多名警員走入聯合廣場截查一男一女，警員對兩人喊「X你老味，做乜X嘢！」、「我就係搞你，我搞你條女！」。到9時許，賢學思政4名成員及3名市民前往郵局途中被警員截查近一小時，其後涉嫌非法集結被捕。

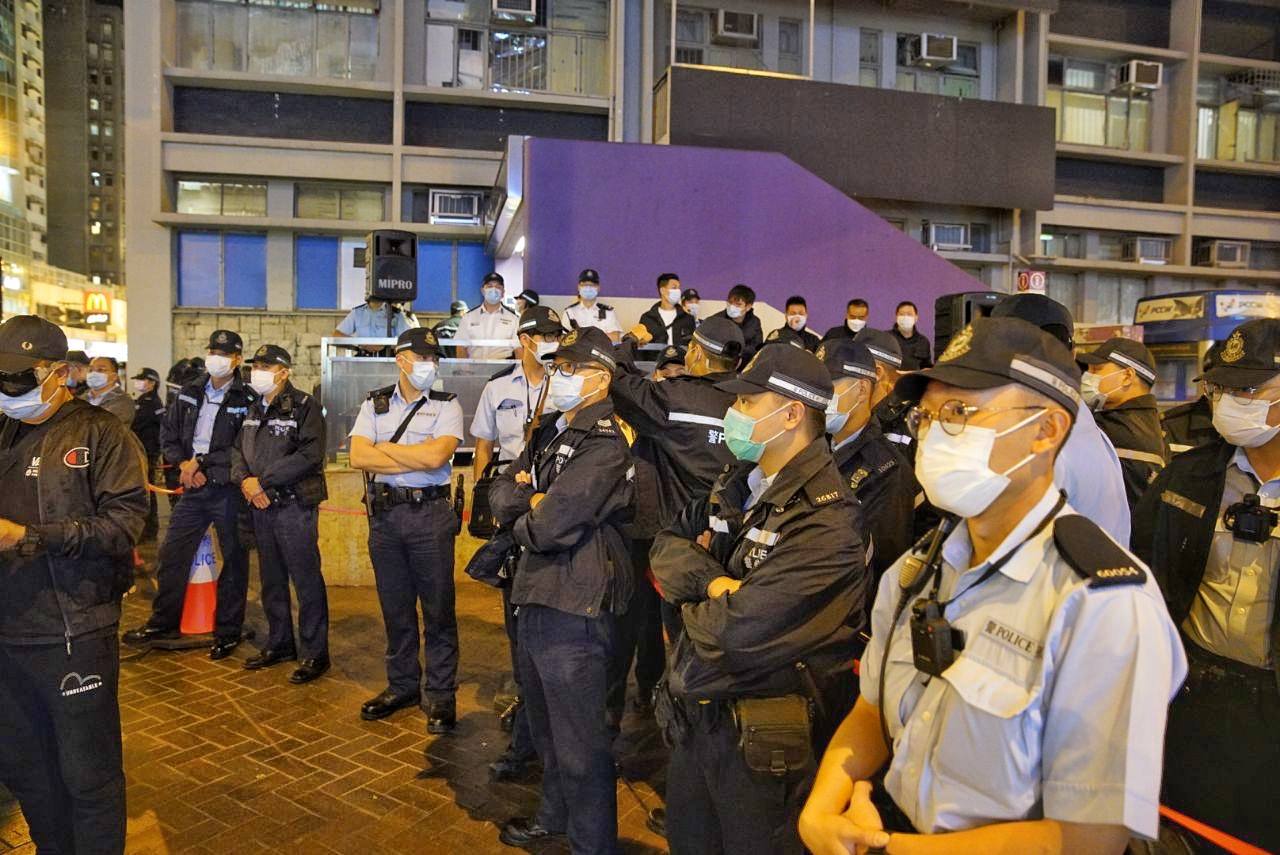
大批警員在太子站出口外佈防
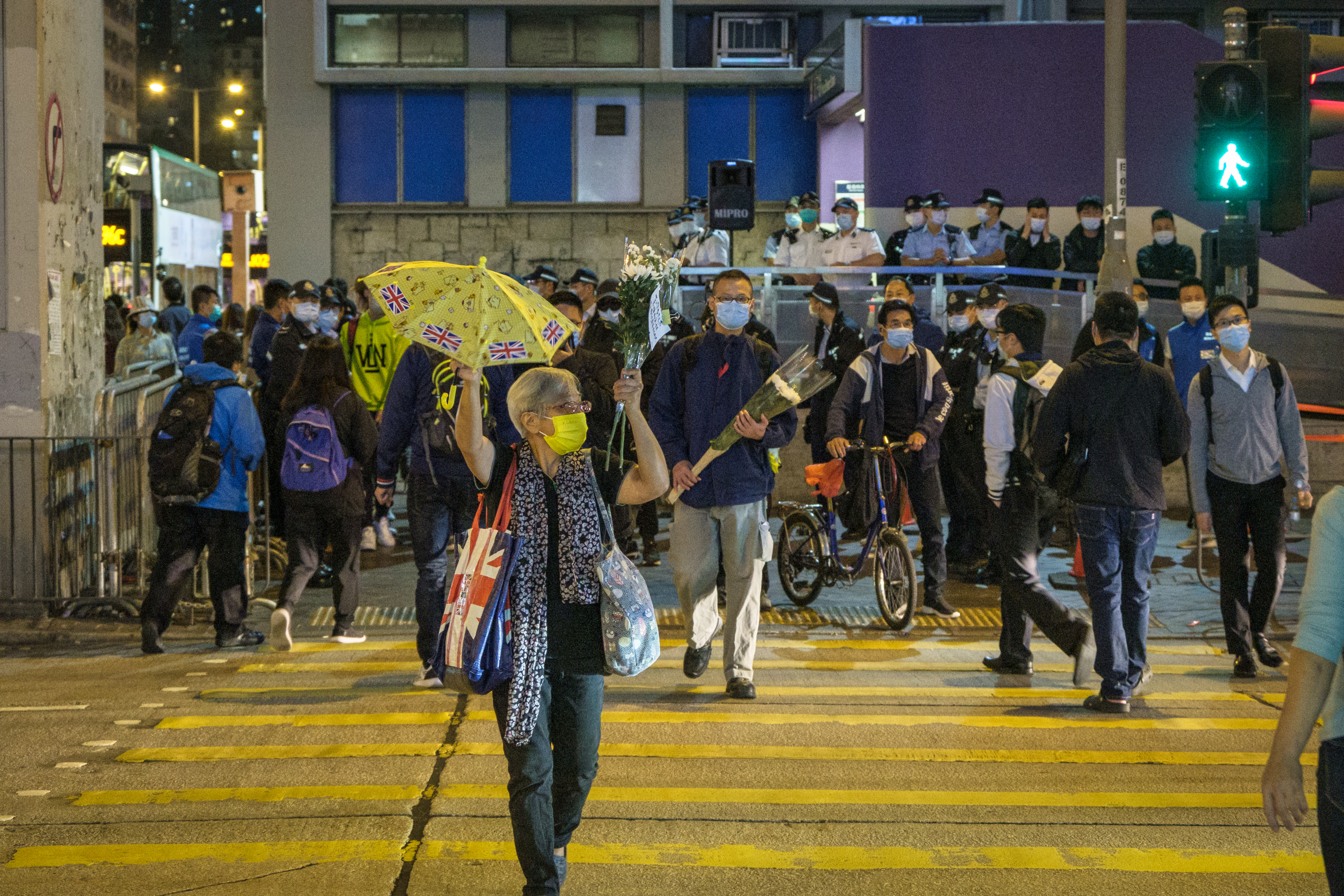
王鳳瑤手持黃雨傘
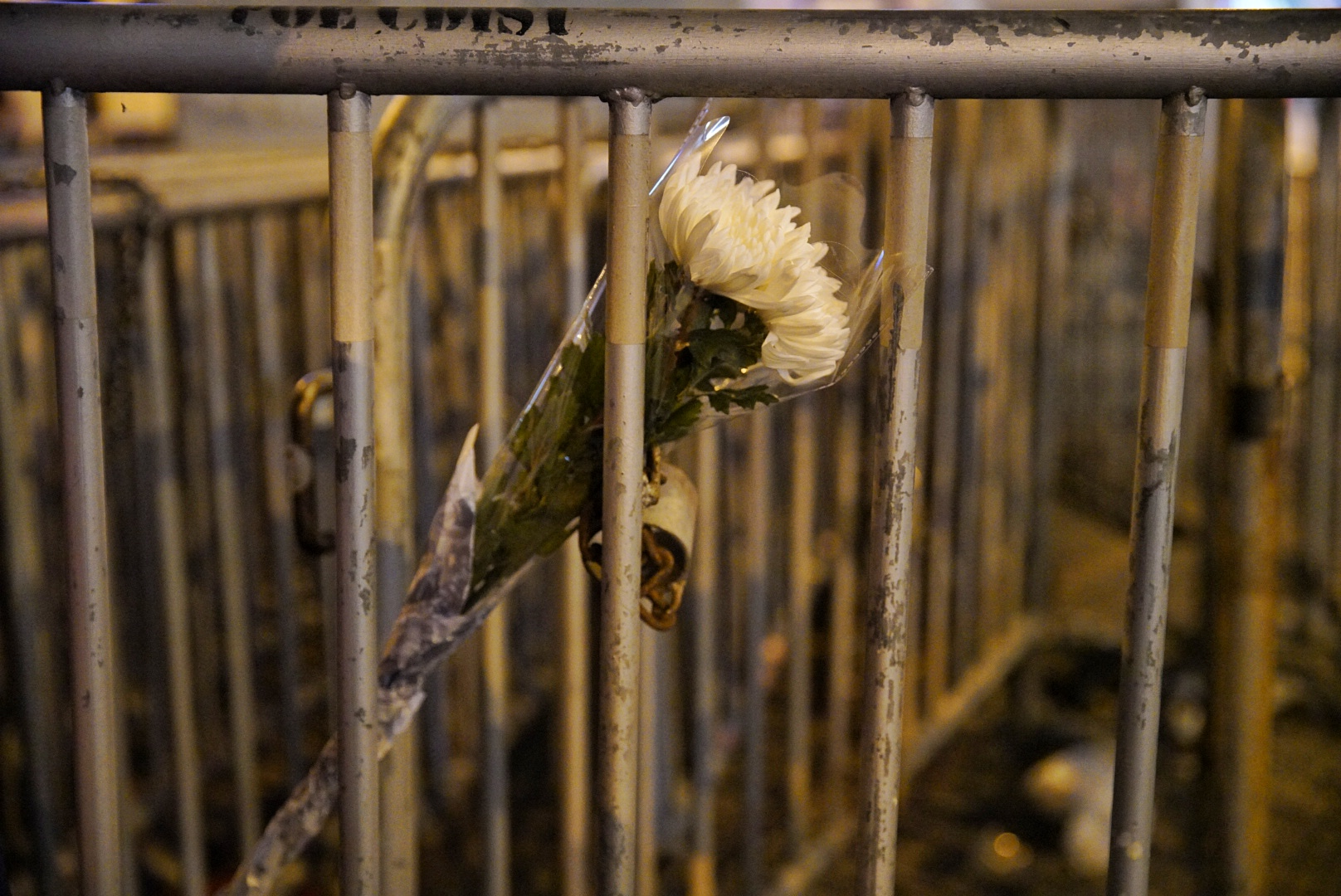
有人在太子站外的鐵馬擺上鮮花
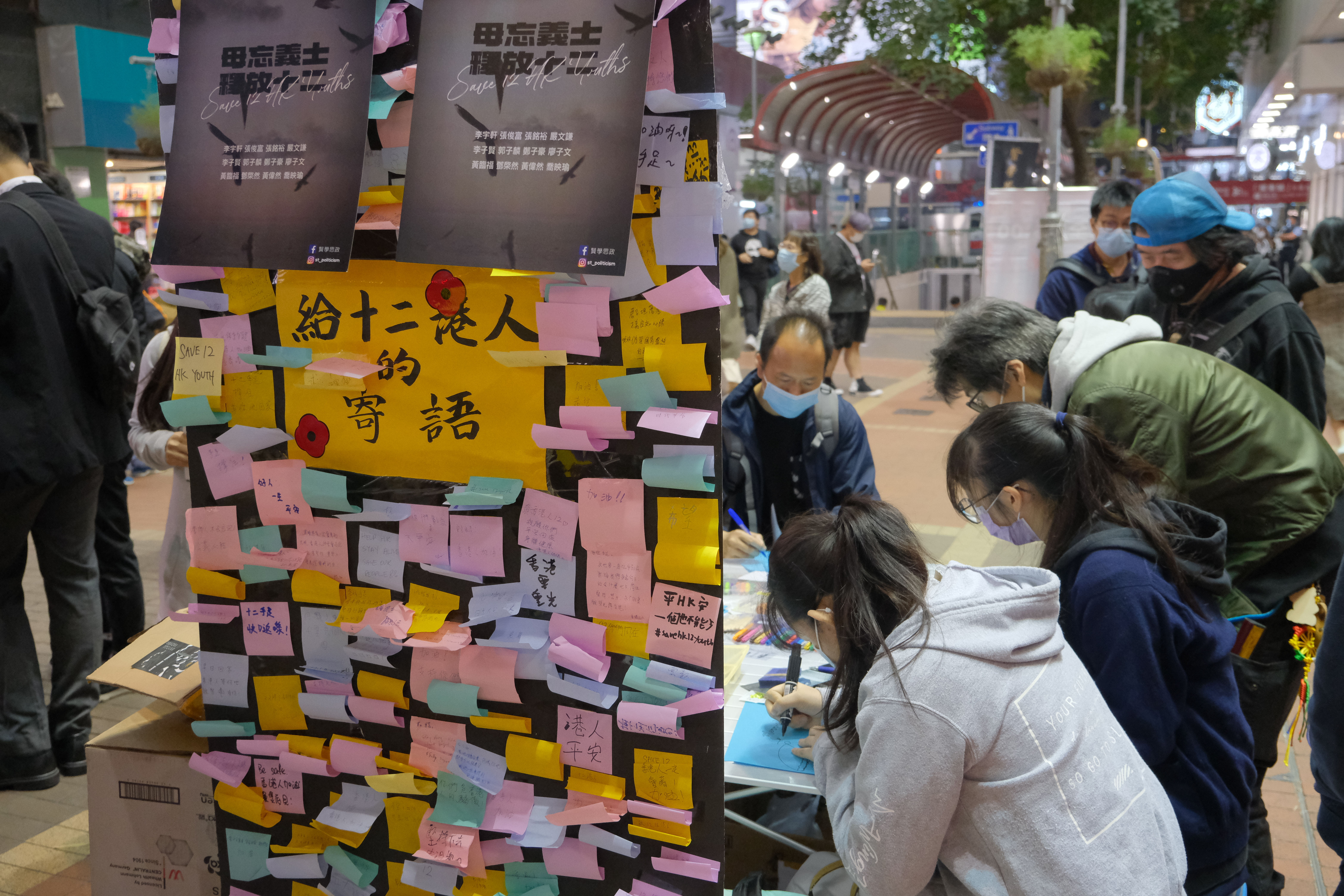
賢學思政在旺角的街站
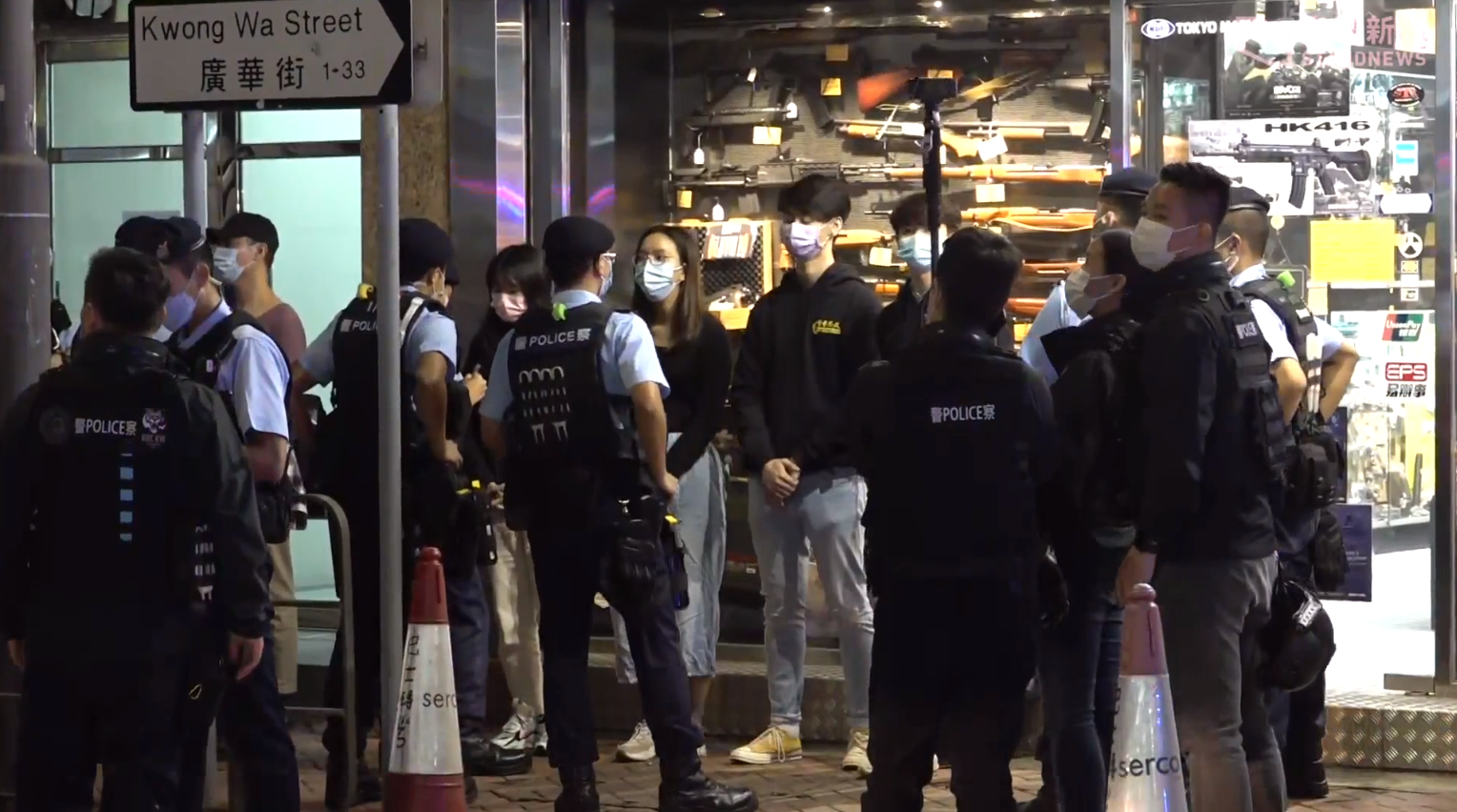
晚上9時許，賢學思政4名成員及3名市民前往郵局途中被警員截查近一小時，其後涉嫌非法集結被捕

## 二十一個月

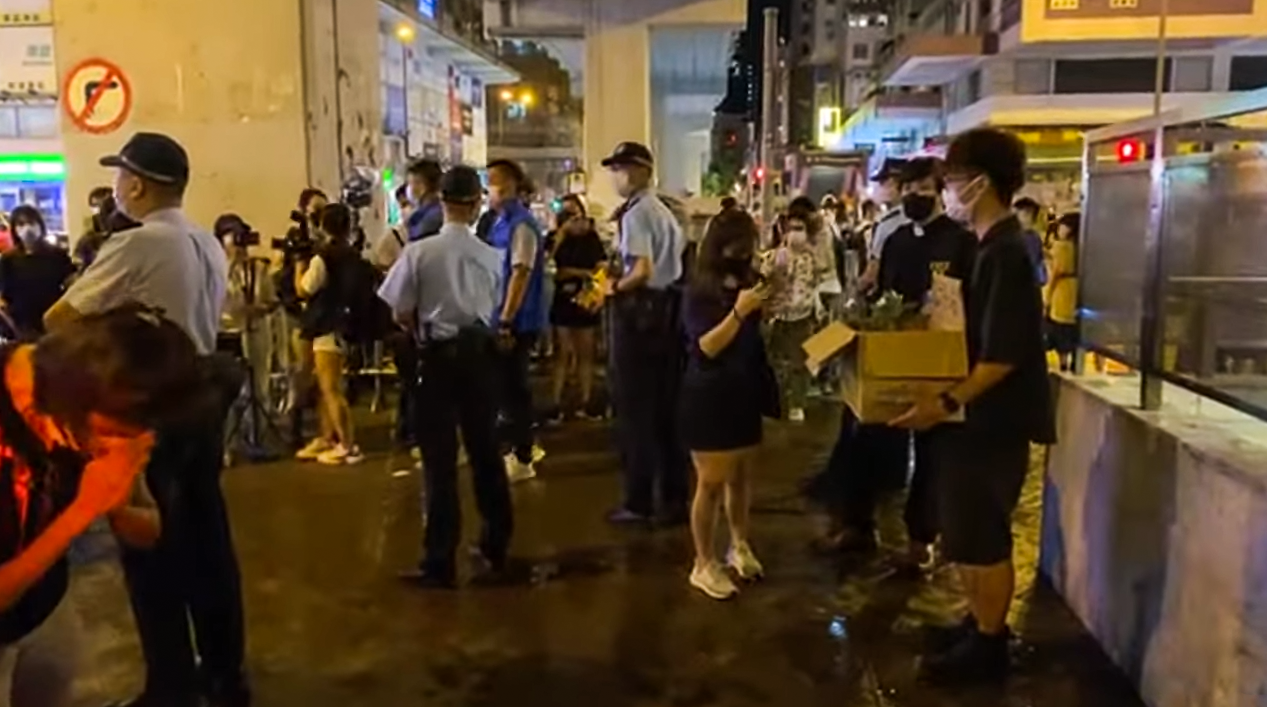
晚上9時，元朗區議員侯文健手持寫有831太子站的紙盒，替市民收花

2021年5月31日為太子站襲擊事件21個月，太子站出口和周邊繼續有大批警員戒備。在晚上9時，元朗區議員侯文健手持寫有831太子站的紙盒，替市民收花。不過約10分鐘後，15至20名機動部隊警員趕到現場將他包圍，之後把候及其助理帶入警署內。到晚上9時20分他們獲得獲釋，收花的紙盒遭沒收。獲釋後，多達100名機動部隊警員到場增援，並進行大規模搜查，沒人被捕。

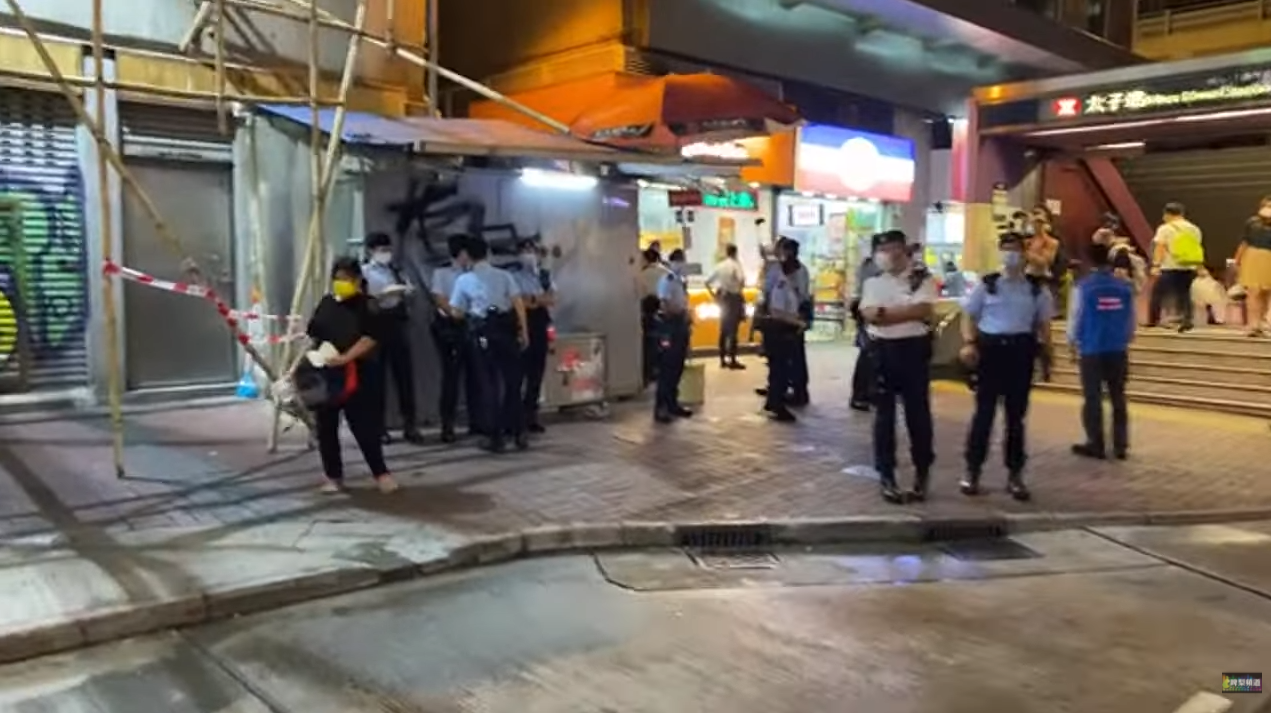
大批機動部隊警員在太子站外戒備
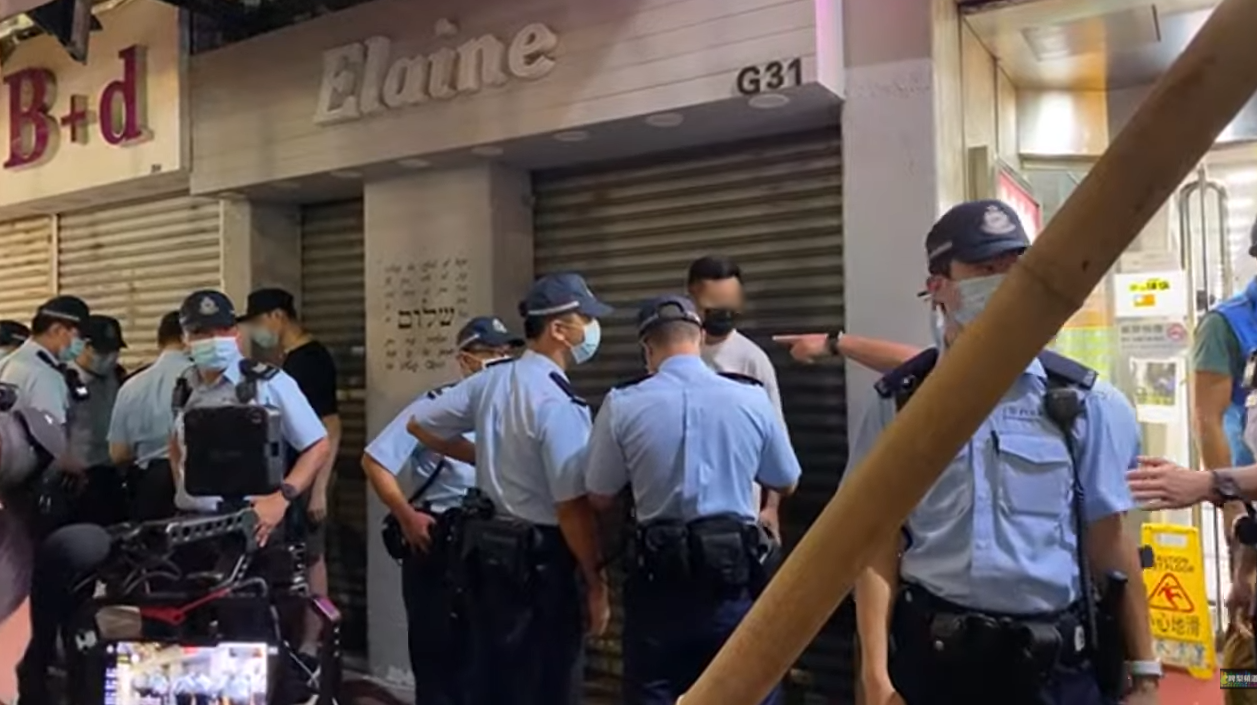
警員突然圍封西洋菜南街進行大規模搜查
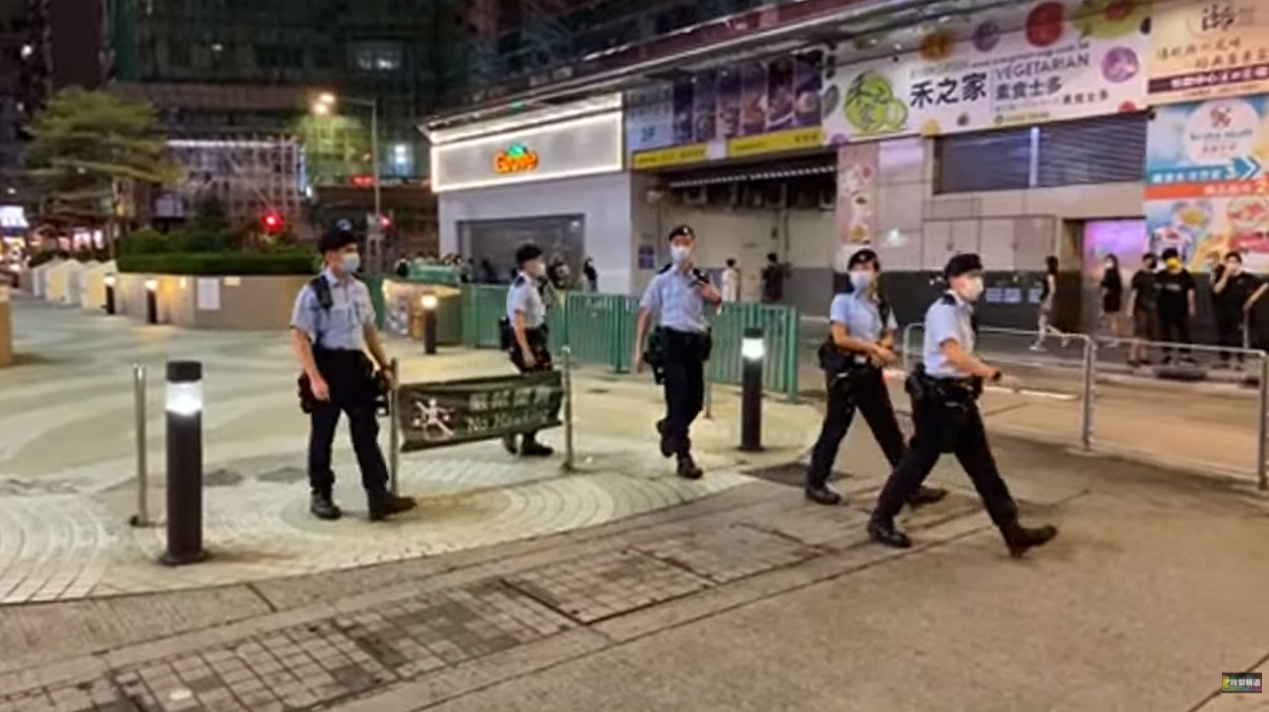
機動部隊警員在水渠道巡邏